# 1990
Portal Geschichte | Portal Biografien | Aktuelle Ereignisse | Jahreskalender | Tagesartikel

◄ |
19. Jahrhundert |
20. Jahrhundert
| 21. Jahrhundert

◄ |
1960er |
1970er |
1980er |
1990er
| 2000er | 2010er | 2020er | ►

◄◄ |
◄ |
1986 |
1987 |
1988 |
1989 |
1990
| 1991 | 1992 | 1993 | 1994 | ► | ►►
 Jan.
| Feb.
| Mär.
| Apr.
| Mai
| Jun.
| Jul.
| Aug.
| Sep.
| Okt.
| Nov.
| Dez.
Staatsoberhäupter · Wahlen · Nekrolog  · Literaturjahr · Musikjahr · Filmjahr · Rundfunkjahr · Sportjahr
| Januar | Januar | Januar | Januar | Januar | Januar | Januar | Januar |
| Kw     | Mo     | Di     | Mi     | Do     | Fr     | Sa     | So     |
| ------ | ------ | ------ | ------ | ------ | ------ | ------ | ------ |
| 1      | 1      | 2      | 3      | 4      | 5      | 6      | 7      |
| 2      | 8      | 9      | 10     | 11     | 12     | 13     | 14     |
| 3      | 15     | 16     | 17     | 18     | 19     | 20     | 21     |
| 4      | 22     | 23     | 24     | 25     | 26     | 27     | 28     |
| 5      | 29     | 30     | 31     |        |        |        |        |

| Februar | Februar | Februar | Februar | Februar | Februar | Februar | Februar |
| Kw      | Mo      | Di      | Mi      | Do      | Fr      | Sa      | So      |
| ------- | ------- | ------- | ------- | ------- | ------- | ------- | ------- |
| 5       |         |         |         | 1       | 2       | 3       | 4       |
| 6       | 5       | 6       | 7       | 8       | 9       | 10      | 11      |
| 7       | 12      | 13      | 14      | 15      | 16      | 17      | 18      |
| 8       | 19      | 20      | 21      | 22      | 23      | 24      | 25      |
| 9       | 26      | 27      | 28      |         |         |         |         |

| März | März | März | März | März | März | März | März |
| Kw   | Mo   | Di   | Mi   | Do   | Fr   | Sa   | So   |
| ---- | ---- | ---- | ---- | ---- | ---- | ---- | ---- |
| 9    |      |      |      | 1    | 2    | 3    | 4    |
| 10   | 5    | 6    | 7    | 8    | 9    | 10   | 11   |
| 11   | 12   | 13   | 14   | 15   | 16   | 17   | 18   |
| 12   | 19   | 20   | 21   | 22   | 23   | 24   | 25   |
| 13   | 26   | 27   | 28   | 29   | 30   | 31   |      |

| April | April | April | April | April | April | April | April |
| Kw    | Mo    | Di    | Mi    | Do    | Fr    | Sa    | So    |
| ----- | ----- | ----- | ----- | ----- | ----- | ----- | ----- |
| 13    |       |       |       |       |       |       | 1     |
| 14    | 2     | 3     | 4     | 5     | 6     | 7     | 8     |
| 15    | 9     | 10    | 11    | 12    | 13    | 14    | 15    |
| 16    | 16    | 17    | 18    | 19    | 20    | 21    | 22    |
| 17    | 23    | 24    | 25    | 26    | 27    | 28    | 29    |
| 18    | 30    |       |       |       |       |       |       |

| Mai | Mai | Mai | Mai | Mai | Mai | Mai | Mai |
| Kw  | Mo  | Di  | Mi  | Do  | Fr  | Sa  | So  |
| --- | --- | --- | --- | --- | --- | --- | --- |
| 18  |     | 1   | 2   | 3   | 4   | 5   | 6   |
| 19  | 7   | 8   | 9   | 10  | 11  | 12  | 13  |
| 20  | 14  | 15  | 16  | 17  | 18  | 19  | 20  |
| 21  | 21  | 22  | 23  | 24  | 25  | 26  | 27  |
| 22  | 28  | 29  | 30  | 31  |     |     |     |

| Juni | Juni | Juni | Juni | Juni | Juni | Juni | Juni |
| Kw   | Mo   | Di   | Mi   | Do   | Fr   | Sa   | So   |
| ---- | ---- | ---- | ---- | ---- | ---- | ---- | ---- |
| 22   |      |      |      |      | 1    | 2    | 3    |
| 23   | 4    | 5    | 6    | 7    | 8    | 9    | 10   |
| 24   | 11   | 12   | 13   | 14   | 15   | 16   | 17   |
| 25   | 18   | 19   | 20   | 21   | 22   | 23   | 24   |
| 26   | 25   | 26   | 27   | 28   | 29   | 30   |      |

| Juli | Juli | Juli | Juli | Juli | Juli | Juli | Juli |
| Kw   | Mo   | Di   | Mi   | Do   | Fr   | Sa   | So   |
| ---- | ---- | ---- | ---- | ---- | ---- | ---- | ---- |
| 26   |      |      |      |      |      |      | 1    |
| 27   | 2    | 3    | 4    | 5    | 6    | 7    | 8    |
| 28   | 9    | 10   | 11   | 12   | 13   | 14   | 15   |
| 29   | 16   | 17   | 18   | 19   | 20   | 21   | 22   |
| 30   | 23   | 24   | 25   | 26   | 27   | 28   | 29   |
| 31   | 30   | 31   |      |      |      |      |      |

| August | August | August | August | August | August | August | August |
| Kw     | Mo     | Di     | Mi     | Do     | Fr     | Sa     | So     |
| ------ | ------ | ------ | ------ | ------ | ------ | ------ | ------ |
| 31     |        |        | 1      | 2      | 3      | 4      | 5      |
| 32     | 6      | 7      | 8      | 9      | 10     | 11     | 12     |
| 33     | 13     | 14     | 15     | 16     | 17     | 18     | 19     |
| 34     | 20     | 21     | 22     | 23     | 24     | 25     | 26     |
| 35     | 27     | 28     | 29     | 30     | 31     |        |        |

| September | September | September | September | September | September | September | September |
| Kw        | Mo        | Di        | Mi        | Do        | Fr        | Sa        | So        |
| --------- | --------- | --------- | --------- | --------- | --------- | --------- | --------- |
| 35        |           |           |           |           |           | 1         | 2         |
| 36        | 3         | 4         | 5         | 6         | 7         | 8         | 9         |
| 37        | 10        | 11        | 12        | 13        | 14        | 15        | 16        |
| 38        | 17        | 18        | 19        | 20        | 21        | 22        | 23        |
| 39        | 24        | 25        | 26        | 27        | 28        | 29        | 30        |

| Oktober | Oktober | Oktober | Oktober | Oktober | Oktober | Oktober | Oktober |
| Kw      | Mo      | Di      | Mi      | Do      | Fr      | Sa      | So      |
| ------- | ------- | ------- | ------- | ------- | ------- | ------- | ------- |
| 40      | 1       | 2       | 3       | 4       | 5       | 6       | 7       |
| 41      | 8       | 9       | 10      | 11      | 12      | 13      | 14      |
| 42      | 15      | 16      | 17      | 18      | 19      | 20      | 21      |
| 43      | 22      | 23      | 24      | 25      | 26      | 27      | 28      |
| 44      | 29      | 30      | 31      |         |         |         |         |

| November | November | November | November | November | November | November | November |
| Kw       | Mo       | Di       | Mi       | Do       | Fr       | Sa       | So       |
| -------- | -------- | -------- | -------- | -------- | -------- | -------- | -------- |
| 44       |          |          |          | 1        | 2        | 3        | 4        |
| 45       | 5        | 6        | 7        | 8        | 9        | 10       | 11       |
| 46       | 12       | 13       | 14       | 15       | 16       | 17       | 18       |
| 47       | 19       | 20       | 21       | 22       | 23       | 24       | 25       |
| 48       | 26       | 27       | 28       | 29       | 30       |          |          |

| Dezember | Dezember | Dezember | Dezember | Dezember | Dezember | Dezember | Dezember |
| Kw       | Mo       | Di       | Mi       | Do       | Fr       | Sa       | So       |
| -------- | -------- | -------- | -------- | -------- | -------- | -------- | -------- |
| 48       |          |          |          |          |          | 1        | 2        |
| 49       | 3        | 4        | 5        | 6        | 7        | 8        | 9        |
| 50       | 10       | 11       | 12       | 13       | 14       | 15       | 16       |
| 51       | 17       | 18       | 19       | 20       | 21       | 22       | 23       |
| 52       | 24       | 25       | 26       | 27       | 28       | 29       | 30       |
| 1        | 31       |          |          |          |          |          |          |

| Januar | Januar | Januar | Januar | Januar | Januar | Januar | Januar |
| Kw     | Mo     | Di     | Mi     | Do     | Fr     | Sa     | So     |
| ------ | ------ | ------ | ------ | ------ | ------ | ------ | ------ |
| 1      | 1      | 2      | 3      | 4      | 5      | 6      | 7      |
| 2      | 8      | 9      | 10     | 11     | 12     | 13     | 14     |
| 3      | 15     | 16     | 17     | 18     | 19     | 20     | 21     |
| 4      | 22     | 23     | 24     | 25     | 26     | 27     | 28     |
| 5      | 29     | 30     | 31     |        |        |        |        |

| Februar | Februar | Februar | Februar | Februar | Februar | Februar | Februar |
| Kw      | Mo      | Di      | Mi      | Do      | Fr      | Sa      | So      |
| ------- | ------- | ------- | ------- | ------- | ------- | ------- | ------- |
| 5       |         |         |         | 1       | 2       | 3       | 4       |
| 6       | 5       | 6       | 7       | 8       | 9       | 10      | 11      |
| 7       | 12      | 13      | 14      | 15      | 16      | 17      | 18      |
| 8       | 19      | 20      | 21      | 22      | 23      | 24      | 25      |
| 9       | 26      | 27      | 28      |         |         |         |         |

| März | März | März | März | März | März | März | März |
| Kw   | Mo   | Di   | Mi   | Do   | Fr   | Sa   | So   |
| ---- | ---- | ---- | ---- | ---- | ---- | ---- | ---- |
| 9    |      |      |      | 1    | 2    | 3    | 4    |
| 10   | 5    | 6    | 7    | 8    | 9    | 10   | 11   |
| 11   | 12   | 13   | 14   | 15   | 16   | 17   | 18   |
| 12   | 19   | 20   | 21   | 22   | 23   | 24   | 25   |
| 13   | 26   | 27   | 28   | 29   | 30   | 31   |      |

| April | April | April | April | April | April | April | April |
| Kw    | Mo    | Di    | Mi    | Do    | Fr    | Sa    | So    |
| ----- | ----- | ----- | ----- | ----- | ----- | ----- | ----- |
| 13    |       |       |       |       |       |       | 1     |
| 14    | 2     | 3     | 4     | 5     | 6     | 7     | 8     |
| 15    | 9     | 10    | 11    | 12    | 13    | 14    | 15    |
| 16    | 16    | 17    | 18    | 19    | 20    | 21    | 22    |
| 17    | 23    | 24    | 25    | 26    | 27    | 28    | 29    |
| 18    | 30    |       |       |       |       |       |       |

| Mai | Mai | Mai | Mai | Mai | Mai | Mai | Mai |
| Kw  | Mo  | Di  | Mi  | Do  | Fr  | Sa  | So  |
| --- | --- | --- | --- | --- | --- | --- | --- |
| 18  |     | 1   | 2   | 3   | 4   | 5   | 6   |
| 19  | 7   | 8   | 9   | 10  | 11  | 12  | 13  |
| 20  | 14  | 15  | 16  | 17  | 18  | 19  | 20  |
| 21  | 21  | 22  | 23  | 24  | 25  | 26  | 27  |
| 22  | 28  | 29  | 30  | 31  |     |     |     |

| Juni | Juni | Juni | Juni | Juni | Juni | Juni | Juni |
| Kw   | Mo   | Di   | Mi   | Do   | Fr   | Sa   | So   |
| ---- | ---- | ---- | ---- | ---- | ---- | ---- | ---- |
| 22   |      |      |      |      | 1    | 2    | 3    |
| 23   | 4    | 5    | 6    | 7    | 8    | 9    | 10   |
| 24   | 11   | 12   | 13   | 14   | 15   | 16   | 17   |
| 25   | 18   | 19   | 20   | 21   | 22   | 23   | 24   |
| 26   | 25   | 26   | 27   | 28   | 29   | 30   |      |

| Juli | Juli | Juli | Juli | Juli | Juli | Juli | Juli |
| Kw   | Mo   | Di   | Mi   | Do   | Fr   | Sa   | So   |
| ---- | ---- | ---- | ---- | ---- | ---- | ---- | ---- |
| 26   |      |      |      |      |      |      | 1    |
| 27   | 2    | 3    | 4    | 5    | 6    | 7    | 8    |
| 28   | 9    | 10   | 11   | 12   | 13   | 14   | 15   |
| 29   | 16   | 17   | 18   | 19   | 20   | 21   | 22   |
| 30   | 23   | 24   | 25   | 26   | 27   | 28   | 29   |
| 31   | 30   | 31   |      |      |      |      |      |

| August | August | August | August | August | August | August | August |
| Kw     | Mo     | Di     | Mi     | Do     | Fr     | Sa     | So     |
| ------ | ------ | ------ | ------ | ------ | ------ | ------ | ------ |
| 31     |        |        | 1      | 2      | 3      | 4      | 5      |
| 32     | 6      | 7      | 8      | 9      | 10     | 11     | 12     |
| 33     | 13     | 14     | 15     | 16     | 17     | 18     | 19     |
| 34     | 20     | 21     | 22     | 23     | 24     | 25     | 26     |
| 35     | 27     | 28     | 29     | 30     | 31     |        |        |

| September | September | September | September | September | September | September | September |
| Kw        | Mo        | Di        | Mi        | Do        | Fr        | Sa        | So        |
| --------- | --------- | --------- | --------- | --------- | --------- | --------- | --------- |
| 35        |           |           |           |           |           | 1         | 2         |
| 36        | 3         | 4         | 5         | 6         | 7         | 8         | 9         |
| 37        | 10        | 11        | 12        | 13        | 14        | 15        | 16        |
| 38        | 17        | 18        | 19        | 20        | 21        | 22        | 23        |
| 39        | 24        | 25        | 26        | 27        | 28        | 29        | 30        |

| Oktober | Oktober | Oktober | Oktober | Oktober | Oktober | Oktober | Oktober |
| Kw      | Mo      | Di      | Mi      | Do      | Fr      | Sa      | So      |
| ------- | ------- | ------- | ------- | ------- | ------- | ------- | ------- |
| 40      | 1       | 2       | 3       | 4       | 5       | 6       | 7       |
| 41      | 8       | 9       | 10      | 11      | 12      | 13      | 14      |
| 42      | 15      | 16      | 17      | 18      | 19      | 20      | 21      |
| 43      | 22      | 23      | 24      | 25      | 26      | 27      | 28      |
| 44      | 29      | 30      | 31      |         |         |         |         |

| November | November | November | November | November | November | November | November |
| Kw       | Mo       | Di       | Mi       | Do       | Fr       | Sa       | So       |
| -------- | -------- | -------- | -------- | -------- | -------- | -------- | -------- |
| 44       |          |          |          | 1        | 2        | 3        | 4        |
| 45       | 5        | 6        | 7        | 8        | 9        | 10       | 11       |
| 46       | 12       | 13       | 14       | 15       | 16       | 17       | 18       |
| 47       | 19       | 20       | 21       | 22       | 23       | 24       | 25       |
| 48       | 26       | 27       | 28       | 29       | 30       |          |          |

| Dezember | Dezember | Dezember | Dezember | Dezember | Dezember | Dezember | Dezember |
| Kw       | Mo       | Di       | Mi       | Do       | Fr       | Sa       | So       |
| -------- | -------- | -------- | -------- | -------- | -------- | -------- | -------- |
| 48       |          |          |          |          |          | 1        | 2        |
| 49       | 3        | 4        | 5        | 6        | 7        | 8        | 9        |
| 50       | 10       | 11       | 12       | 13       | 14       | 15       | 16       |
| 51       | 17       | 18       | 19       | 20       | 21       | 22       | 23       |
| 52       | 24       | 25       | 26       | 27       | 28       | 29       | 30       |
| 1        | 31       |          |          |          |          |          |          |

Das Jahr 1990 ist geprägt von zahlreichen politischen Neuerungen und markiert den Beginn der 1990er Jahre. Als eines der prägendsten Ereignisse ging die Deutsche Wiedervereinigung in die Geschichte ein, nachdem bereits 1989 mit dem Mauerfall das Ende des Kalten Krieges faktisch besiegelt wurde. Auch zeichnete sich mit der Unabhängigkeitserklärung einiger Mitgliedsstaaten das Ende der Sowjetunion ab, die dann 1991 tatsächlich zusammenbrach. In Südafrika endete nach Jahrzehnten die Epoche der Apartheid.

## Jahreswidmungen
- 1990 ist „Internationales Jahr der Literatur“
- Der Pirol (Oriolus oriolus) ist Vogel des Jahres (NABU/Deutschland)
- Die Rotbuche (Fagus sylvatica) ist Baum des Jahres (Kuratorium Baum des Jahres/Deutschland)
- Die Pyramiden-Hundswurz (Anacamptis pyramidalis) ist Orchidee des Jahres (Arbeitskreis Heimische Orchideen/Deutschland)

## Ereignisse

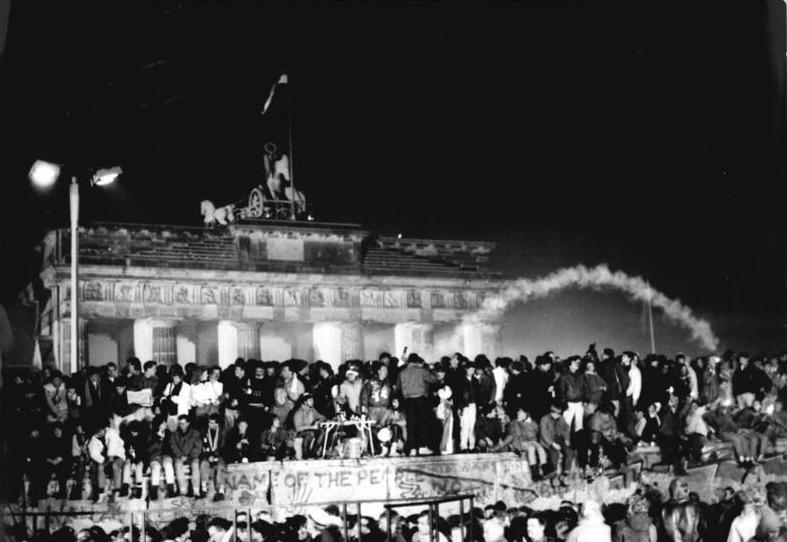
Das Jahr 1990 wird am Brandenburger Tor begrüßt.

### Politik und Weltgeschehen
- UdSSR: Das Zentralkomitee der KPdSU gibt das Machtmonopol der Partei auf.

#### Januar
- 01. Januar: Arnold Koller wird Bundespräsident der Schweiz.
- 15. Januar: Wendezeit in der DDR. Demonstranten stürmen die Berliner Stasi-Zentrale. Die dabei sichergestellten Akten arbeitet bis heute die BStU auf.
- 20. Januar: Sowjetisches Militär interveniert in Baku.

#### Februar
- 05. Februar: Das Wahlbündnis Allianz für Deutschland wird geschlossen. Acht Vertreter des Zentralen Runden Tisches (darunter Wolfgang Ullmann, Rainer Eppelmann, Matthias Platzeck, Tatjana Böhm) werden in die Regierung Modrow aufgenommen.
- 08. Februar: In Bulgarien wird Andrei Lukanow letzter Vorsitzender des Ministerrates.
- 11. Februar: Die bedingungslose Freilassung Nelson Mandelas markiert den Anfang vom Ende der Apartheid.
- 0ab 11. Februar: Schwere Unruhen finden in Duschanbe, der Hauptstadt der Tadschikischen Sowjetrepublik, statt.
- 12. Februar: Die beiden Abenteurer Arved Fuchs und Reinhold Messner beenden mit dem Erreichen von Scott Base nach 92 Tagen und 2.800 Kilometern zu Fuß ihre über den Südpol verlaufene Antarktis-Durchquerung.
- 15. Februar: Im Celler Prozess gegen die – neben Karl Koch – am KGB-Hack beteiligten DOB (Dirk Breschinski), Pedro (Peter Carl) und ein Hacker namens Urmel wird das Urteil gesprochen. Sie werden zu Freiheitsstrafen auf Bewährung zwischen zwei Jahren und 14 Monaten verurteilt.
- 16. Februar: Der SWAPO-Politiker Sam Nujoma wird zum ersten Präsidenten des unabhängigen Namibia gewählt.
- 18. Februar: Gründung der Arbeiterwohlfahrt in der DDR, 57 Jahre nach ihrem Verbot durch die Nationalsozialisten
- 25. Februar: Bei den Wahlen in Nicaragua siegt überraschend das antisandinistische Wahlbündnis Unión Nacional Opositora (UNO) mit 55,2 Prozent der Stimmen über die Sandinistas, die 40,8 Prozent erhalten.

#### März
- 11. März: Litauen erklärt sich für unabhängig.
- 11. März: Said Mohamed Djohar wird zum Staatspräsidenten der Komoren gewählt.
- 11. März: In Chile übernimmt Patricio Aylwin das Amt des Präsidenten von Augusto Pinochet, eines der wichtigsten Ereignisse während der Rückkehr des Landes zur Demokratie.
- 13. März: Die Richterin Ertha Pascal-Trouillot wird als erste Frau zur Präsidentin von Haiti ernannt. Sie folgt auf Hérard Abraham, der als zuvor erfolgreicher Putschist gegen den Präsidenten Prosper Avril nach drei Tagen auf das Amt verzichtet.
- 14. März: Michail Gorbatschow wird zum Präsidenten der UdSSR gewählt.
- 16. März: In Taipeh (Taiwan) beginnt die 6 Tage andauernde Wilde-Lilien-Studentenbewegung.
- 18. März: Die erste freie Wahl zur Volkskammer in der DDR wird abgehalten.
- 19. März: Der Saarländische Ministerpräsident Oskar Lafontaine wird vom SPD-Parteivorstand einstimmig zum Kanzlerkandidaten für die Bundestagswahl am 2. Dezember nominiert.
- 19. März: Die Jury der Stadt Homburg spricht dem Schriftsteller Rolf Haufs ihren Hölderlin-Preis zu.
- 21. März: Mit Nujomas Vereidigung als Staatspräsident durch UN-Generalsekretär Pérez de Cuéllar wird Namibias Unabhängigkeit vollzogen.
- 21. März: Lee Teng-hui wird durch die Nationalversammlung in Taiwan zum Präsidenten gewählt.
- 24. März: Islom Karimov wird Staatspräsident in Usbekistan.
- 24. März: Parlamentswahlen in Australien
- 25. März: Erste demokratische Parlamentswahlen seit 1945 in Ungarn.

Ehemaliges Logo des Senders TV Martí

- 27. März: Der nach Kuba ausgestrahlte US-amerikanische Fernsehkanal TV Martí nimmt seinen Betrieb auf.
- 30. März: Estland erklärt sich zur Republik. Am 4. Mai erklärt es sich für unabhängig. Siehe Singende Revolution

#### April
- 01. April: Die privaten Lokalsender in Nordrhein-Westfalen starten. Als Erster geht Radio Duisburg auf Sendung.
- 03. April: Petar Mladenow wird Präsident Bulgariens.
- 05. April: 18 Tage nach den ersten freien Wahlen zur Volkskammer der DDR konstituiert sich diese und wählt Sabine Bergmann-Pohl zu ihrer Präsidentin.
- 06. April: Proteste der nepalesischen Opposition werden brutal niedergeschlagen. 300 Menschen sterben.
- 09. April: Das Mehrparteiensystem wird in Nepal eingeführt.
- 12. April: Lothar de Maizière wird erster (und letzter) demokratisch gewählter Ministerpräsident der DDR.
- 12. April: In Hardegg wird der Grenzübergang über die Thayabrücke Hardegg – Čížov in die ČSFR eröffnet.
- 13. April: Die Sowjetunion gibt das Massaker von Katyn zu. Präsident Michail Gorbatschow bestätigt eine Tötungsentscheidung der sowjetischen Führung unter Josef Stalin. Auf Betreiben des NKWD wurden im Frühjahr 1940 mehr als 21.000 kriegsgefangene Polen, auch an anderen Orten, hingerichtet.
- 23. April: Namibia wird Mitglied bei den Vereinten Nationen.

Wappen von Chemnitz

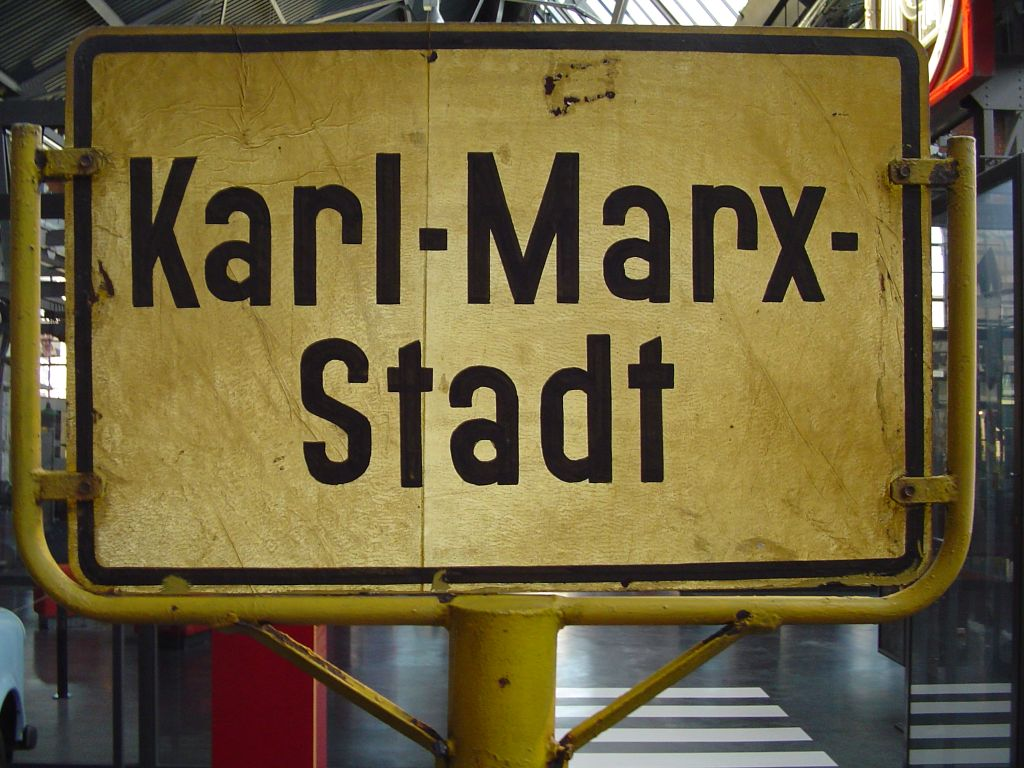
Ehem. Ortseingangsschild von Karl-Marx-Stadt

- 23. April: Die Bürgerbefragung in Karl-Marx-Stadt ergibt: 76 Prozent entscheiden sich für die alte Stadtbezeichnung „Chemnitz“. Die Umbenennung erfolgt am 1. Juni.
- 24. April: Nursultan Nasarbajew wird Staatspräsident von Kasachstan.
- 25. April: Oskar Lafontaine wird bei einem Attentat lebensgefährlich verletzt.

#### Mai
- 04. Mai: Lettland erklärt seine Unabhängigkeit.
- 05. Mai: In Bonn beginnt die erste Runde der Zwei-plus-Vier-Gespräche zur Wiedervereinigung der beiden deutschen Staaten.
- 06. Mai: In der DDR finden die ersten freien Kommunalwahlen in Gemeinden und Kreisen statt, nachdem bei den Kommunalwahlen im Jahr zuvor „massive“ Wahlfälschungen[1] aufgedeckt wurden.
- 17. Mai: Die Weltgesundheitsorganisation (WHO) streicht Homosexualität aus dem Diagnoseschlüssel der Krankheiten.
- 18. Mai: Theo Waigel und Walter Romberg unterzeichnen den Deutsch-Deutschen Staatsvertrag zur Bildung einer Wirtschafts-, Sozial- und Währungsunion.
- 22. Mai: Die Vereinigung der beiden jemenitischen Staaten, der Arabischen Republik Jemen und der Volksrepublik Jemen, wird vollzogen.
- 23. Mai: Der ungeklärte Tod des Oppositionspolitikers Joseph Rendjambe in Gabun löst Unruhen und Tumulte in Libreville und Port-Gentil aus.
- 25. Mai: Parlamentswahlen werden in Myanmar durchgeführt.
- 30. Mai: Die neue Verfassung in Schleswig-Holstein tritt in Kraft.
- 30. Mai: Frankreich verhängt infolge des Auftretens von BSE ein Importverbot für alle britischen Rindfleisch-Produkte.
- 30. Mai: Das frei gewählte kroatische Parlament (Sabor) konstituiert sich. Franjo Tuđman wird kroatischer Präsident (Predsjednik Republike).
- 30. Mai: Der Präsident der Sowjetunion Michail Gorbatschow besucht US-Präsident George H. W. Bush im Weißen Haus. Gorbatschow entlässt die DDR faktisch aus dem Warschauer Pakt und öffnet damit den Weg für ein wiedervereinigtes Deutschland in der NATO.[2]
- 31. Mai: Ein Kulturabkommen wird zwischen der Bundesrepublik Deutschland und Singapur geschlossen, das seit dem 23. August 1991 in Kraft ist.

#### Juni
- 06. Juni: Susanne Albrecht wird – als erste der ausgestiegenen und mit neuer Identität in der DDR lebenden RAF-Terroristen – in Ost-Berlin festgenommen.
- 08. Juni: Bei den ersten freien Parlamentswahlen seit 1946 in der Tschechoslowakei siegen nach dem Ende der kommunistischen Herrschaft die Bürgerrechtsbewegungen.
- 10. Juni: British-Airways-Flug 5390 verliert ein Cockpitfenster, durch welches der Kapitän des Flugzeuges herausgesaugt wird und nur durch Hilfe der Crew nicht vollständig aus dem Flugzeug fällt.
- 11. Juni: DDR-Regierungschef Lothar de Maizière besucht offiziell die USA und hat eine Begegnung mit Präsident George H. W. Bush.
- 12. Juni: Die russische Sowjetrepublik gibt ihre Souveränität von der Sowjetunion bekannt.

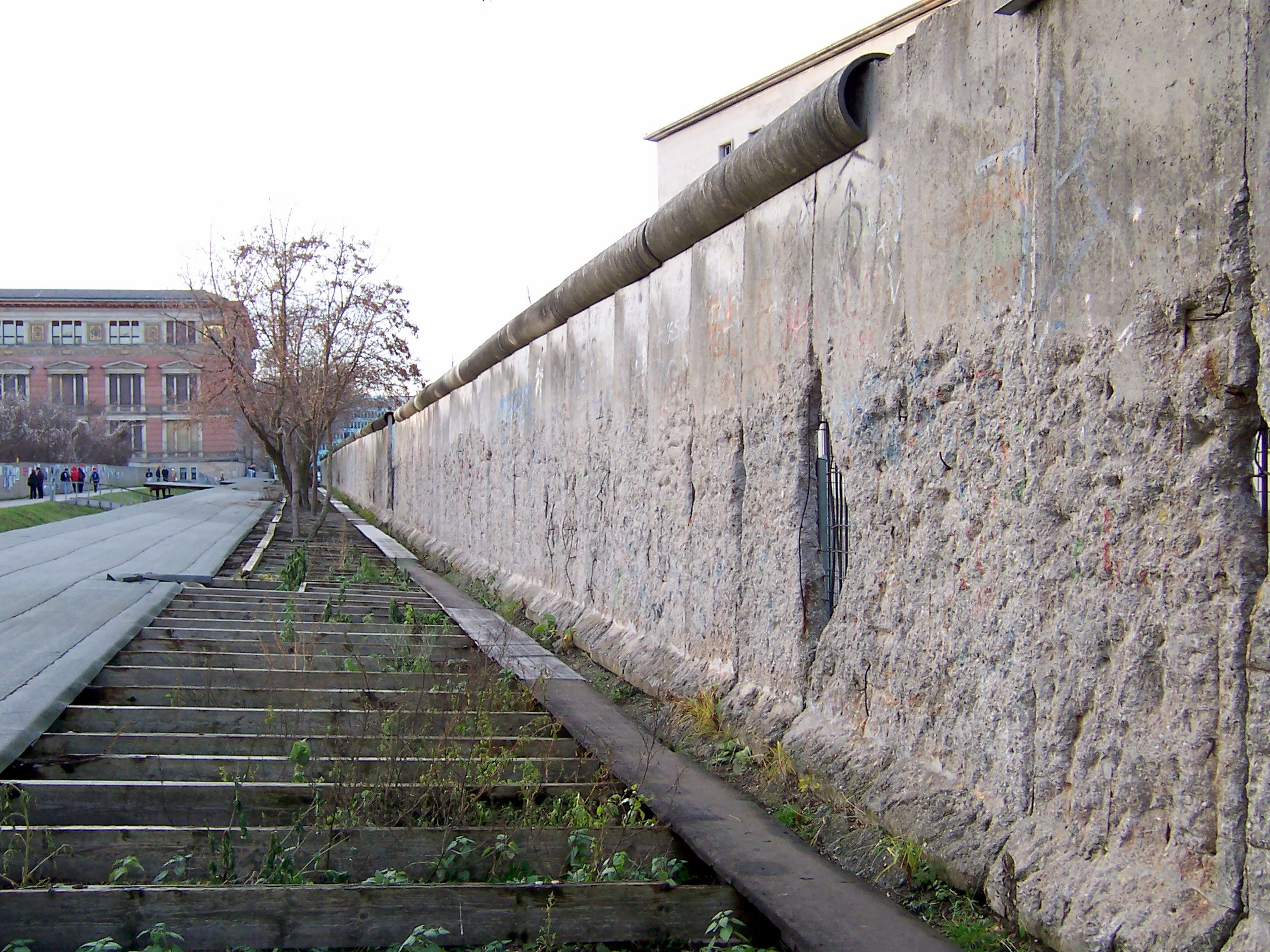
Reste der Berliner Mauer an der Niederkirchnerstraße (2004)

- 13. Juni: Der endgültige Abriss der Berliner Mauer beginnt.
- 17. Juni: In der Bundesrepublik Deutschland letztmals arbeitsfreier Feiertag, seither nur noch nationaler Gedenktag.
- 19. Juni: Das Schengener Abkommen wird von den Benelux-Staaten, der Bundesrepublik Deutschland und Frankreich unterzeichnet.
- 22. Juni: Während in Berlin die zweite Runde der Verhandlungen zum Zwei-plus-Vier-Vertrag beginnt, wird der Checkpoint Charlie abgebaut.
- 23. Juni: Souveränitätserklärung der Republik Moldau
- 28. Juni: Die KSZE-Menschenrechtskonferenz in Kopenhagen einigt sich darauf, demokratische Grundprinzipien wie freie Wahlen und Mehrparteiensystem festzuschreiben.
- 29. Juni: Mit der Aktualisierung des Montreal-Protokolls während der Ozonschichtschutz-Konferenz in London wird beschlossen, die Herstellung von Fluorchlorkohlenwasserstoffen (FCKW) bis zum Jahr 2000 weltweit zu beenden.

#### Juli
- 01. Juli: In der DDR löst mit Inkrafttreten der Wirtschafts-, Währungs- und Sozialunion der beiden deutschen Staaten die D-Mark die Mark der DDR als gesetzliches Zahlungsmittel ab.
- 01. Juli: Beschränkungen des Warenverkehrs zwischen Australien und Neuseeland werden aufgehoben.
- 11. Juli: Der zehntägige 28. Parteitag der KPdSU geht zu Ende. Michail Gorbatschow ist erneut als ihr Generalsekretär gewählt.
- 15./16. Juli: Michail Gorbatschow akzeptiert in Gesprächen mit Bundeskanzler Helmut Kohl die Mitgliedschaft des vereinigten Deutschlands in der NATO.
- 19. Juli: Das Bundesverfassungsgericht beurteilt unterschiedliche Kündigungsfristen für Arbeiter und Angestellte als unvereinbar mit dem Grundgesetz.
- 22. Juli: Die Volkskammer der DDR beschließt das Ländereinführungsgesetz.

#### August
- 01. August: Schelju Schelew wird Staatspräsident Bulgariens.
- 02. August: Zweiter Golfkrieg: Irakische Truppen marschieren in Kuwait ein.
- 03. August: Souveränitätserklärung Armeniens
- 06. August: Zweiter Golfkrieg: Die Vereinten Nationen veranlassen mit der Resolution 661 Wirtschaftssanktionen gegen den in Kuwait einmarschierten Irak.
- 09. August: Die Annexion Kuwaits durch den Irak wird vom UN-Sicherheitsrat für null und nichtig erklärt. Er fordert im Golfkrieg den sofortigen Rückzug der irakischen Armee aus dem Land.
- 10. August: Ein Sondergipfel der Arabischen Liga tagt nach dem irakischen Einmarsch in Kuwait.
- 12. August: Die westdeutsche FDP vereinigt sich auf einem Sonderparteitag in Hannover mit dem Bund Freier Demokraten, der Deutschen Forumpartei (DFP) und der F.D.P. der DDR. Im Bund Freier Demokraten haben sich zwei Blockparteien der DDR, die LDPD und der NDPD, zusammengeschlossen.
- 22. August: São Tomé und Príncipe gibt sich eine neue Verfassung.
- 23. August: Die Ost-Berliner Volkskammer stimmt für den Beitritt der DDR zur Bundesrepublik Deutschland.
- 31. August: Auf dem Weg zur Wiedervereinigung der beiden deutschen Staaten wird in Berlin der Einigungsvertrag unterzeichnet.
- August: Ein Friedensabkommen beendet nach 15 Jahren den Libanesischen Bürgerkrieg.

#### September
- 10. September: Bei einem Treffen in Jakarta einigen sich Vertreter der Parteien Kambodschas auf die Annahme des UN-Friedensplanes.
- 12. September: Auf dem Weg zur Wiedervereinigung der beiden deutschen Staaten wird in Moskau der Zwei-plus-Vier-Vertrag unterzeichnet.
- 12. September: Die Färöer-Inseln siegen bei einem Fußballländerspiel mit einem historischen 1:0 über Österreich.
- 13. September: Die Bundesrepublik Deutschland und die Sowjetunion vereinbaren einen Kooperations- und Nichtangriffsvertrag mit 20 Jahren Laufzeit.
- 18. September: Liechtenstein wird Mitglied bei den Vereinten Nationen.

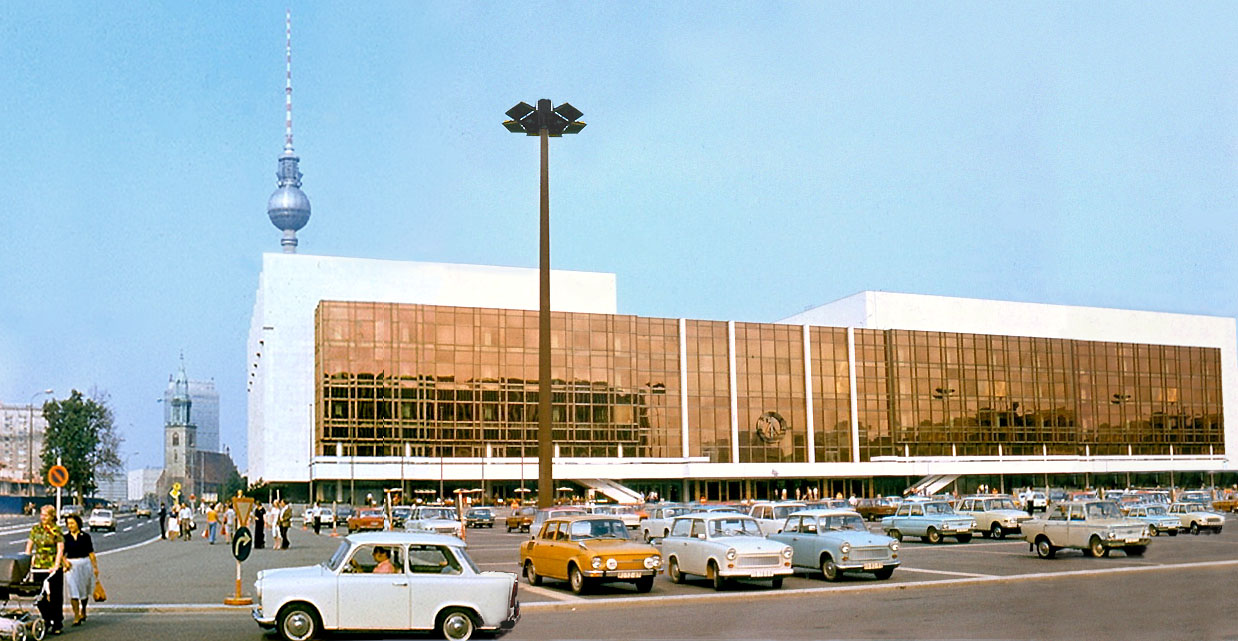
Palast der Republik, 1977

- 19. September: Der Palast der Republik wird wegen Asbestbelastung geschlossen.
- 23. September: In der Schweiz wird eine Volksinitiative für ein Atomkraftwerksbau-Moratorium angenommen.
- 24. September: Die Nationale Volksarmee der DDR wird aus dem Warschauer Pakt im Hinblick auf die deutsche Vereinigung herausgelöst. Rainer Eppelmann als Minister für Abrüstung und Verteidigung der DDR und der Oberkommandierende im Warschauer Pakt, der sowjetische Armeegeneral Pjotr G. Luschew, unterschreiben in Ost-Berlin ein Protokoll zum Verlassen der militärischen Organisation des Bündnisses.
- 27. September: In Berlin vereinigen sich die west- und ostdeutschen Sozialdemokraten. Der Vorsitzende der Ost-SPD, Wolfgang Thierse, wird auf dem Parteitag Stellvertretender Vorsitzender der Gesamt-SPD.
- 27. September: Mit dem einstimmigen Frauenstimmrecht-Entscheid des schweizerischen Bundesgericht wird im Kanton Appenzell Innerrhoden als letztem Schweizer Kanton das Frauenstimmrecht eingeführt.
- 29. September: Das Bundesverfassungsgericht erklärt das Wahlrecht für die erste Gesamtdeutsche Bundestagswahl für verfassungswidrig und fordert u. a. separate Sperrklauseln für das Gebiet der aktuellen Bundesrepublik sowie für das Beitrittsgebiet.

#### Oktober
- 01. Oktober: CDU Ost und West vereinigen sich auf einem Parteitag in Hamburg. Die Außenminister der vier Siegermächte des Zweiten Weltkrieges erklären in New York City Deutschland zum souveränen Staat.
- 02. Oktober: Von Uganda aus beginnt die von Tutsi-Flüchtlingen gegründete Ruandische Patriotische Front mit einer Invasion in Ruanda, um die von Hutus geführte Regierung zu stürzen.
- 03. Oktober: Mit dem Beitritt der Gebiete der DDR samt Ost-Berlins zum Geltungsbereich des Grundgesetzes für die Bundesrepublik Deutschland wird die Wiedervereinigung der beiden deutschen Staaten vollzogen. Außerdem tritt das von der Volkskammer der DDR am 22. Juli beschlossene Ländereinführungsgesetz in Kraft. Sobald die Parlamente der Siegermächte den Zwei-Plus-Vier-Vertrag ratifiziert haben, wie es vorgesehen ist, werden auch die Reste der Alliierten Vorbehaltsrechte bezüglich Gesamtdeutschlands und Berlins als Folge des Zweiten Weltkriegs erlöschen und Deutschland würde vollends souverän. Erstmals ist der 3. Oktober als Tag der Deutschen Einheit auch gesamtdeutscher Nationalfeiertag.
- 07. Oktober: Nationalratswahl in Österreich. SPÖ unter Bundeskanzler Vranitzky stimmenstärkste Partei.
- 12. Oktober: In Ägypten wird der Präsident der Volksversammlung, Refaat Al-Mahgoub, ermordet.
- 12. Oktober: Wolfgang Schäuble, deutscher Bundesminister des Innern, wird bei einem Schussattentat schwer verletzt.
- 14. Oktober: In den neuen Ländern sowie in Bayern finden Wahlen zu den Landesparlamenten statt. Dabei wird in den Landtagswahlen in Mecklenburg-Vorpommern, Sachsen, Sachsen-Anhalt und Thüringen die CDU stärkste Partei, in den Wahlen zum Brandenburger Landtag die SPD – die bayerische Landtagswahl gewinnt die CSU mit absoluter Mehrheit.

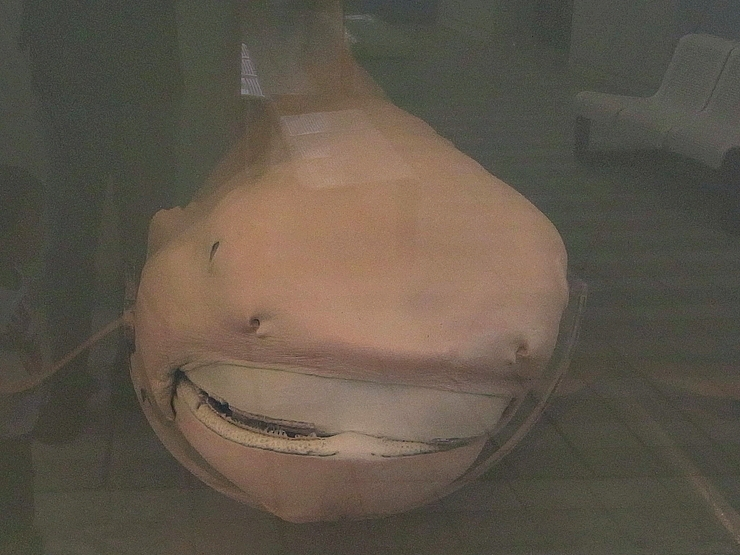
Kopf und Maul eines konservierten Riesenmaulhais

- 21. Oktober: In einem Treibnetz wird – als sechstes Exemplar überhaupt – ein Riesenmaulhai gefunden und – mit Sendern versehen – tags darauf wieder freigelassen
- 22. Oktober: Turkmenistan erklärt sich für souverän.
- 25. Oktober: Kasachstan erklärt seine Souveränität innerhalb der UdSSR; im darauffolgenden Jahr wird es ein unabhängiger Staat.
- 27. Oktober: Saparmurat Nijasow wird Staatspräsident von Turkmenistan.

#### November
- 06. November: Das 9. Zusatzprotokoll der Europäischen Menschenrechtskonvention, das jedem Bürger ermöglicht, sich persönlich an den Europäischen Gerichtshof für Menschenrechte zu wenden, wird vorgelegt.
- 07. November: Die von der Irish Labour Party zur irischen Präsidentschaftswahl aufgestellte Mary Robinson wird überraschend gewählt und damit erste Frau in diesem Amt.
- 09. November: Nepal erhält eine demokratische Verfassung.
- 09. November: Die Sowjetunion und Deutschland unterzeichnen den „Vertrag über gute Nachbarschaft, Partnerschaft und Zusammenarbeit“.
- 11. November: Der UN-Sicherheitsrat verabschiedet die Resolution 678: Der Irak soll sich bis zum 15. Januar 1991 aus Kuwait zurückziehen.
- 12. November: Akihito wird japanischer Kaiser.
- 14. November: Unterzeichnung des deutsch-polnischen Grenzvertrags.
- 14. November: In Berlin wird die Mainzer Straße geräumt.
- 15. November: Die Die Alternative Liste kündigt die rot-grüne Koalition (Senat Momper) auf.
- 19. November: OSZE-Gipfeltreffen in Paris
- 21. November: In der Charta von Paris wird die Spaltung Europas in Ost und West im Kalten Krieg für beendet erklärt. 32 europäische Länder sowie die USA und Kanada bekennen sich zu einer auf Menschenrechten und Grundfreiheiten basierenden Demokratie, zu Wohlstand durch wirtschaftliche Freiheit und soziale Gerechtigkeit sowie zu gleicher Sicherheit der Vertragsstaaten.
- 22. November: Margaret Thatcher tritt als Premierministerin des Vereinigten Königreichs zurück. Ihr Nachfolger wird John Major am 28. November.
- 28. November: Lee Kuan Yew tritt nach 31 Jahren als Premierminister Singapurs zurück.
- 29. November: vorgezogene Wahl der Volksversammlung in Ägypten. Atef Sedky bleibt Ministerpräsident.

#### Dezember
- 02. Dezember: Bei der Bundestagswahl 1990, der ersten gesamtdeutschen, wird die Regierung von Helmut Kohl im Amt bestätigt.
- 05. Dezember: In Bangladesch wird Präsident Hossain Mohammad Ershad gestürzt.
- 07. Dezember: Mit dem Inkrafttreten des Stromeinspeisungsgesetzes in Deutschland wird die Stromerzeugung durch erneuerbare Energiequellen politisch deutlich unterstützt.
- 09. Dezember: Lech Wałęsa gewinnt die Präsidentschaftswahl in Polen.
- 11. Dezember: Nach einem Referendum tritt die neue Verfassung in Benin in Kraft.
- 15. Dezember: Souveränitätserklärung Kirgisistans
- 17. Dezember: In Albanien wird ein Mehrparteiensystem eingeführt.
- 19. Dezember: Bulgarien erhält eine Regierung unter Dimitar Popow.
- 20. Dezember: Der erste gesamtdeutsche Bundestag tritt zu einer konstituierenden Sitzung in Berlin zusammen.
- 22. Dezember: Neue Verfassung in Kroatien, ein halbpräsidiales System, das vor allem auf die Konzentration der politischen Macht des früheren Präsidenten Franjo Tuđman zugeschnitten war.
- 23. Dezember: In Slowenien entscheiden sich in einem Referendum 95 Prozent der Wähler für die Loslösung vom Bundesstaat Jugoslawien. Die Unabhängigkeit des Landes wird in der Folge am 25. Juni 1991 erklärt.
- 30. Dezember: Das BND-Gesetz, das Organisation, Aufgaben und Befugnisse des Bundesnachrichtendienstes regelt, tritt in Kraft.

### Wirtschaft
- 26. Januar: Die Deutsche Terminbörse nimmt als erste vollelektronische Börse Deutschlands den Handel auf.
- 31. Januar: In Moskau wird das erste russische McDonald’s-Restaurant eröffnet.
- 31. Januar: Die Steinkohle fördernde Zeche Radbod in Bockum-Hövel wird stillgelegt.
- 28. Februar: In der Sowjetunion wird es den privaten Bauern ermöglicht, Grund und Boden zu kaufen und an ihre Nachkommen zu vererben. Damit wird die Landreform basierend auf dem Leninschen Dekret über Grund und Boden des Jahres 1917 gelockert.
- 29. Mai: Doppelbesteuerungsabkommen zwischen der Bundesrepublik Deutschland und Bangladesch
- 29. Mai: Ein Abkommen zur Errichtung der Europäischen Bank für Wiederaufbau und Entwicklung (EBWD) wird unterzeichnet.
- 20. Juni: Die EWG und die EFTA beginnen Verhandlungen über die Schaffung des Europäischen Wirtschaftsraums (EWR).
- 21. Juni: Die Budapester Börse wird unter maßgeblichem Einfluss der Wiener Börse wiedereröffnet.
- 07. Juli: Der Geschäftsmann Bernard Tapie erwirbt für 1,6 Milliarden Französische Francs 80 Prozent der Anteile am Sportartikelhersteller adidas von der Familie Dassler.
- 13. Juli: Als Rechtsnachfolger der Gosbank wird die Bank Rossii als Zentralbank Russlands gegründet.
- 22. Oktober: Handelsabkommen zwischen der EG und Rumänien
- Ford kauft Jaguar
- 26. November: Die Shanghaier Börse wird gegründet.
- 19. Dezember: Die Raketensondierungen in Zingst werden aus Sicherheitsgründen vorläufig eingestellt.
- 31. Dezember: Die SDAG Wismut stellt den Abbau in Sachsen und Thüringen ein. Damit endet der Uranbergbau in Deutschland.

### Wissenschaft und Technik

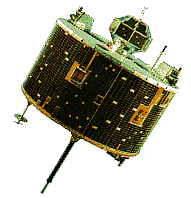
Raumsonde Hiten

- 24. Januar: Die japanische Raumsonde Hiten wird in eine Umlaufbahn um die Erde geschossen, sie wird später zum Mond gelangen.
- 24. April: Das Hubble-Weltraumteleskop wird vom Space Shuttle Discovery im Rahmen der Mission STS-31 in den Orbit gebracht.
- 10. August: Die Raumsonde Magellan tritt nach 15-monatiger Reise in die Umlaufbahn der Venus ein.
- 02. September: Der Silberpfeil (ET 201) der Köln-Bonner Eisenbahnen hat seinen letzten Betriebstag.
- 14. September: Das weltweite Human Genome Project zur Entschlüsselung des menschlichen Genoms wird gegründet.
- 25. Dezember: Am CERN nimmt das erste Prototyp-System mit HTTP, HTML und der Kombination Webserver und Webbrowser auf einem NeXT-Computer den Betrieb auf.

### Gesellschaft
- 18. Januar: Washingtons Bürgermeister Marion Barry wird wegen Besitz und Konsum einer Droge vom FBI festgenommen.
- 14. Juli: Der bayerische Schauspieler Walter Sedlmayr wird ermordet aufgefunden.
- 13. November: Der Amoklauf von Aramoana in Neuseeland entwickelt sich aus einem Streit zweier Nachbarn. Der Täter erschießt anschließend 13 Menschen und stirbt selbst am nächsten Morgen nach einem neuerlichen Schusswechsel mit Polizisten an seinen erlittenen Verletzungen.

### Kultur
- 1. Januar: Kulturabkommen zwischen der Republik Österreich und der Republik Guatemala.
- 02. Januar: Der Kunstpreis der Wolf-Stiftung geht dieses Jahr an den Maler Anselm Kiefer
- 07. Januar: Der Schiefe Turm von Pisa wird aus Sicherheitsgründen für Besucher gesperrt
- 21. Januar: Uraufführung des Balletts Medea von John Neumeier (Choreografie und Libretto) durch das Stuttgarter Ballett im Kleinen Haus der Württembergischen Staatstheater in Stuttgart
- 31. Januar: Italienische Premiere von Federico Fellinis letztem Film Die Stimme des Mondes (La voce della luna)
- 18. März: Zwölf Gemälde im Gesamtwert von 100 Millionen US-Dollar werden von zwei Dieben, die als Polizisten verkleidet waren, aus dem Isabella-Stewart-Gardner-Museum in Boston, Massachusetts, gestohlen. Es ist der größte Kunstraub in der Geschichte der USA.
- 26. März: Der deutsche Trickfilm Balance von Wolfgang und Christoph Lauenstein wird mit einem Oscar als Bester animierter Kurzfilm ausgezeichnet.

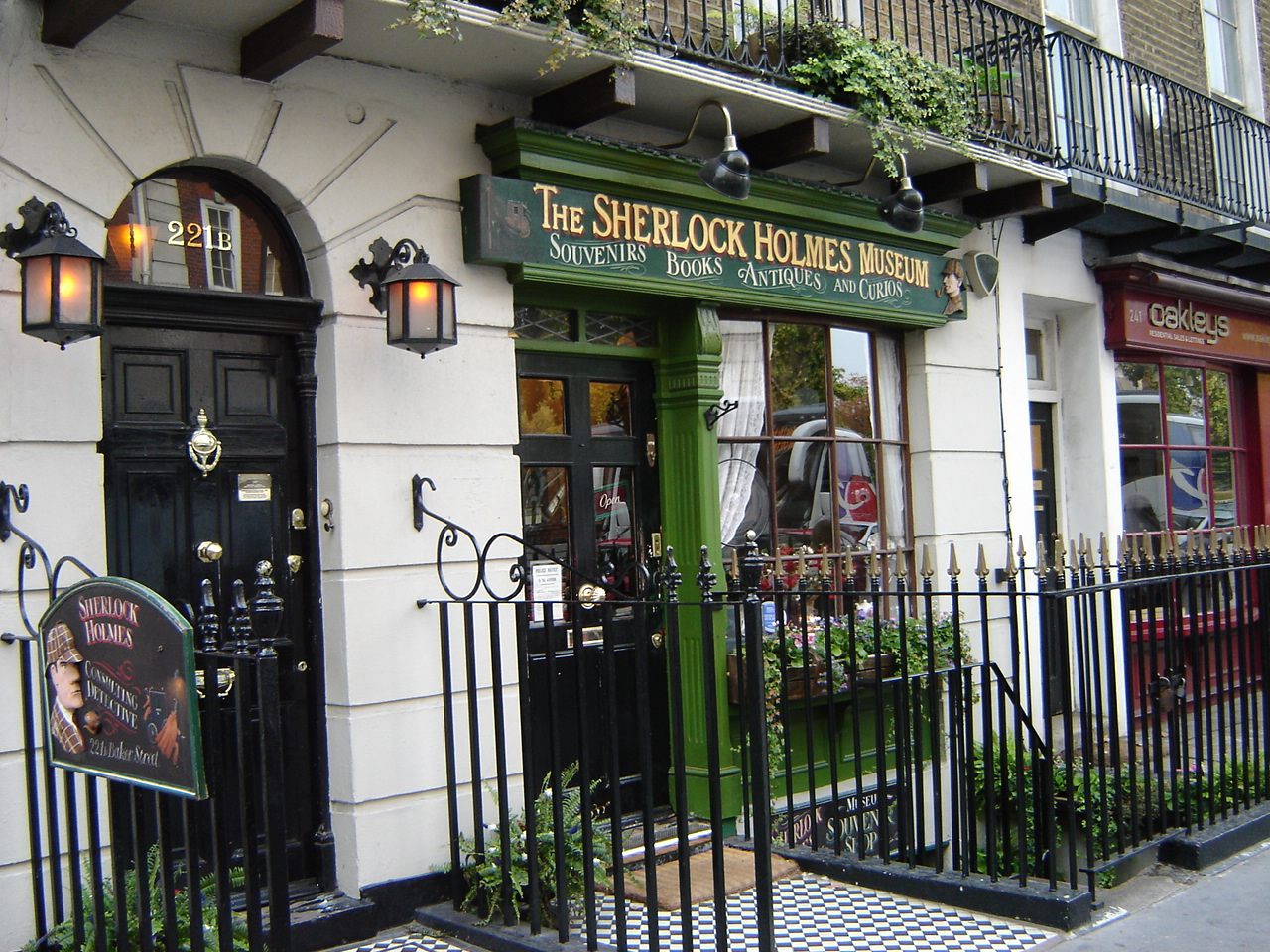
Eingang des Sherlock Holmes Museums

- 27. März: In London wird das Sherlock Holmes Museum eröffnet.
- 28. März: In Frankreich läuft erstmals der Film Cyrano von Bergerac, der Anlass zu vielen Auszeichnungen gibt.
- 06. April: Rembrandt van Rijns Gemälde Die Nachtwache wird im Amsterdamer Rijksmuseum von einem Verwirrten mit Schwefelsäure besprüht.
- 19. April: Erstmalige Verleihung des Hanno-und-Ilse-Hahn-Preises in der Bibliotheca Hertziana in Rom.
- 05. Mai: Toto Cutugno gewinnt in Zagreb mit dem Lied Insieme 1992 für Italien die 35. Auflage des Eurovision Song Contest.
- 05. Mai: Uraufführung des musikalischen Dramas Das verratene Meer von Hans Werner Henze in Berlin
- 10. Mai: Kulturabkommen zwischen der Bundesrepublik Deutschland und Vietnam. In Kraft seit dem 6. März 1991
- 23. Mai: Kulturabkommen zwischen der Bundesrepublik Deutschland und Ruanda. In Kraft seit dem 2. April 1991
- 21. Juli: Roger Waters gibt auf dem Potsdamer Platz in Berlin das bislang größte Konzert in der Geschichte der Rockmusik (The Wall).
- 24. August: Die Diddl-Maus wird von Thomas Goletz erstmals skizziert
- 24. August: Das Wacken Open Air, später Europas größtes Metal-Festival, findet zum ersten Mal statt.
- 01. Oktober: Kulturabkommen zwischen der Bundesrepublik Deutschland und Guatemala. In Kraft seit dem 23. April 1992
- 17. Oktober: Die Internet Movie Database (IMDb) wird gegründet, jedoch erst ab 1994 erscheint sie im World Wide Web. Jetziger Betreiber ist amazon.com (1994 gegründet)
- 30. Oktober: Uraufführung der Oper Tulifant von Gottfried von Einem in Wien
- Inbetriebnahme des Deutschen Wissenschaftsnetzes
- Gründung des Förderkreises der Galerie für Zeitgenössische Kunst
- Erstmalige Vergabe des Carl-Einstein-Preises

### Religion
- 22. Februar: Der Bayerische Verwaltungsgerichtshof entscheidet, dass für Frauen bei den Oberammergauer Passionsspielen ungeachtet ihres Familienstands und Alters Gleichberechtigung gelte.
- 10. September: Die Basilika Notre-Dame de la Paix in Yamoussoukro, Elfenbeinküste, die größte christliche Kirche der Welt, wird geweiht

### Sport
Einträge von Leichtathletik-Weltrekorden siehe unter der jeweiligen Disziplin unter Leichtathletik.
- 11. Februar: James „Buster“ Douglas gewinnt seinen Boxkampf und Weltmeistertitel im Schwergewicht gegen Mike Tyson im Tokyo Dome, Tokio, Japan, durch K. o.
- 11. März bis 4. November: Austragung der 41. Formel-1-Weltmeisterschaft
- 25. März bis 16. September: Austragung der 42. FIM-Motorrad-Straßenweltmeisterschaft
- März: Nach dem Mauerfall war das Eishockeyspiel Dresden gegen Darmstadt der erste deutsch-deutsche Vergleich seit 36 Jahren.[3]
- 09. Mai: Die DDR-Frauenfußballnationalmannschaft bestreitet ihr einziges Länderspiel, das gegen die Fußballnationalmannschaft der Tschechoslowakei im Karl-Liebknecht-Stadion in Potsdam-Babelsberg vor etwa 800 Zuschauern 0:3 verloren geht.
- 19. Mai: Der 1. FC Kaiserslautern besiegt Werder Bremen im deutschen Pokalfinale in Berlin mit 3:2 und gewinnt zum ersten Mal in seiner Geschichte den DFB-Pokal.
- 08. Juni: Im Eröffnungsspiel der 14. Fußball-WM gelingt Kamerun ein 1:0-Sieg gegen den amtierenden Weltmeister Argentinien.
- 08. Juli: Durch einen von Andreas Brehme verwandelten Foulelfmeter gegen Argentinien gewinnt die DFB-Auswahl das Finale der 14. Fußball-WM mit 1:0 und wird zum dritten Mal Weltmeister.
- 27. August: 15. Leichtathletik-Europameisterschaften 1990 in Split, Kroatien.
- 12. September: Fußball-Länderspiel Färöer–Österreich in Landskrona. Das 1:0 für die Amateure von den Färöern begründet ein Fußballmärchen.
- 02. Oktober: Im Frauen-Handball gewinnt die DDR das letzte deutsch-deutsche Länderspiel vor der Wiedervereinigung gegen die Bundesrepublik.
- 21. Oktober: Ayrton Senna wird zum zweiten Mal Formel-1-Weltmeister.
- 25. Oktober: Evander Holyfield gewinnt seinen Boxkampf und Weltmeistertitel im Schwergewicht gegen James „Buster“ Douglas im The Mirage, Las Vegas, durch K. o.
- 20. November: Der Deutsche Fußball-Verband (DFV) der DDR beschließt seine Auflösung.
- 31. Dezember: Letztmals treffen beim Kampf um die Schachweltmeisterschaft die Dauerrivalen Garri Kasparow und Anatoli Karpow am Brett aufeinander. Kasparow bleibt nach der letzten Partie mit 12,5:11,5 Punkten Weltmeister.

### Katastrophen
- 04. Januar: Bei einem Eisenbahnunglück bei Sangi in Pakistan kollidieren ein Personen- und ein Güterzug. Etwa 350 Menschen sterben und 700 weitere werden verletzt.
- 21. Juni: Das Manjil-Rudbar-Beben mit der Stärke 7,4 im Iran, 40.000 bis 50.000 Tote
- 02. Juli: Eine ausbrechende Massenpanik kostet in einem Fußgängertunnel bei Mekka das Leben von 1.427 muslimischen Pilgern, die sich auf dem Haddsch befinden.
- 16. Juli: Auf Luzon, Philippinen ereignet sich ein Erdbeben der Stärke 7,8 mit 2.412 Toten.
- 02. Oktober: Baiyun, Volksrepublik China. Während der Notlandung einer entführten Boeing 737 der Xiamen Airlines kommt es zwischen dem Piloten und dem Entführer zu einem Kampf und die Maschine gerät außer Kontrolle. Sie rammt eine Boeing 707 der China Southwest Airlines und kollidiert anschließend mit einer Boeing 757 der gleichen Fluggesellschaft. 132 Menschen sterben, 141 überleben.

Kleinere Unglücksfälle sind in den Unterartikeln von Katastrophe und in der Liste von Katastrophen aufgeführt.

## Geboren

### Januar
- 01. Januar: Nick Aitken, australischer Straßenradrennfahrer
- 01. Januar: Ercan Çapar, türkischer Fußballspieler
- 01. Januar: Marian Lösch, deutscher Schauspieler und Synchronsprecher
- 02. Januar: Karel Abraham, tschechischer Motorradrennfahrer
- 02. Januar: Elisabeth Aßmann, deutsche Agrarökonomin und Politikerin
- 02. Januar: Jiří Mazoch, tschechischer Skispringer
- 02. Januar: Géraldine Raths, deutsche Schauspielerin
- 03. Januar: José Pierre Vunguidica, angolanischer Fußballspieler
- 04. Januar: Patrick Auracher, deutscher Fußballspieler
- 04. Januar: Iago Falqué, spanischer Fußballspieler

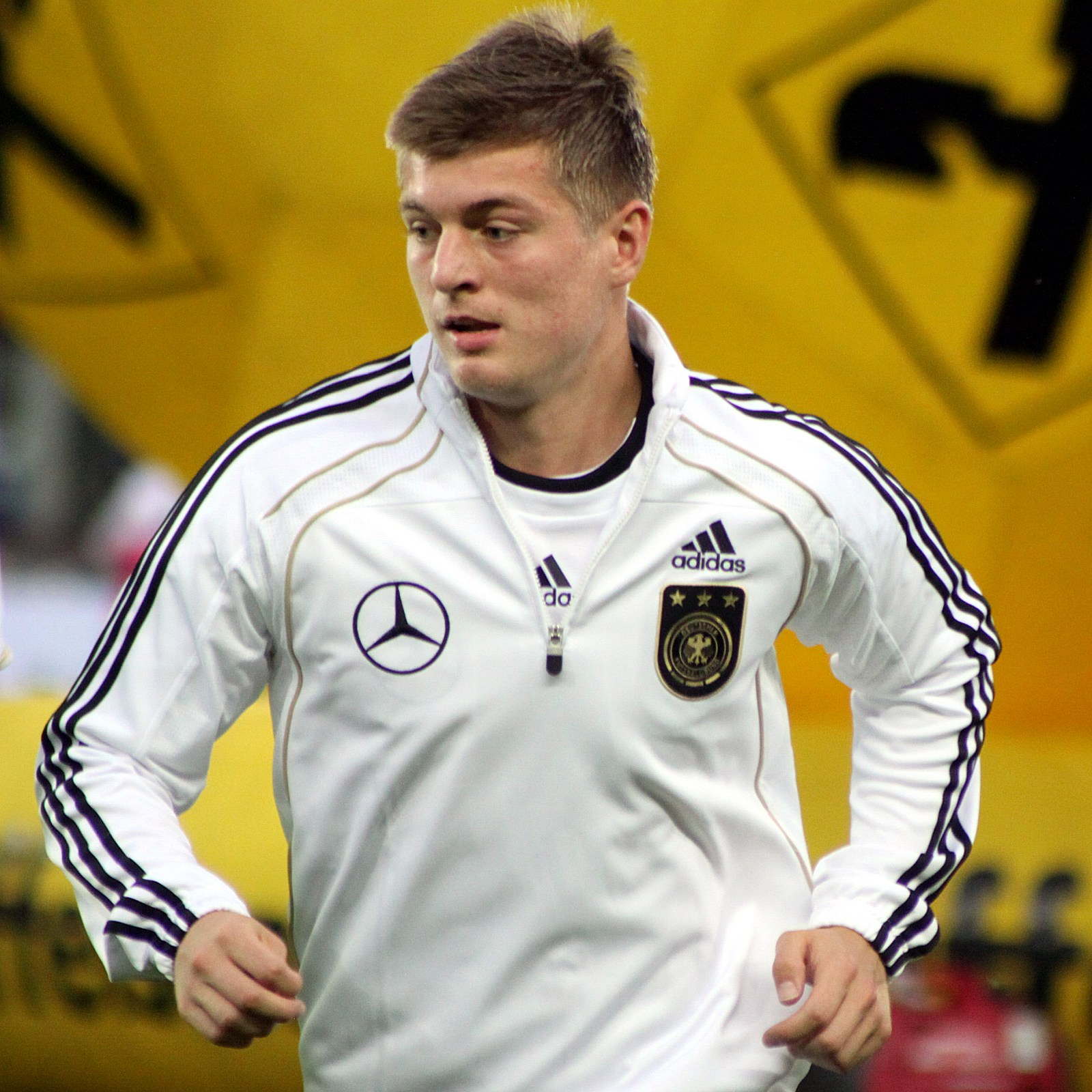
Toni Kroos

- 04. Januar: Toni Kroos, deutscher Fußballspieler
- 04. Januar: Vanessa Neumann, deutsche Influencerin und Rennfahrerin
- 05. Januar: Leroy Fer, niederländischer Fußballspieler
- 05. Januar: Thomas Leberfinger, deutscher Fußballspieler
- 06. Januar: Sandro Cortese, deutscher Motorradrennfahrer
- 06. Januar: Marlene Zapf, deutsche Handballspielerin
- 07. Januar: Liam Aiken, US-amerikanischer Schauspieler
- 07. Januar: Camryn Elizabeth Grimes, US-amerikanische Schauspielerin

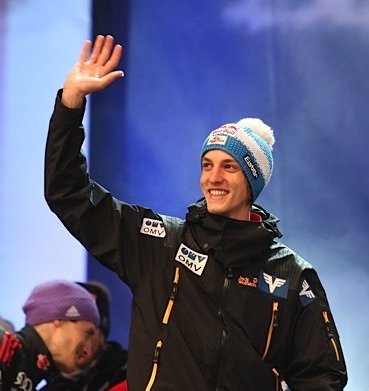
Gregor Schlierenzauer, 2011

- 07. Januar: Gregor Schlierenzauer, österreichischer Skispringer
- 08. Januar: Laura Brosius, deutsche Fußballspielerin
- 08. Januar: Kenshirō Itō, japanischer Skispringer
- 08. Januar: Scott Pye, australischer Automobilrennfahrer
- 09. Januar: Laura Maria Heid, deutsche Schauspielerin
- 10. Januar: Mirko Bortolotti, italienischer Automobilrennfahrer
- 10. Januar: John Carlson, US-amerikanischer Eishockeyspieler
- 10. Januar: Fabian Grünwald, deutscher Grasskiläufer
- 10. Januar: Mario Innauer, österreichischer Skispringer
- 12. Januar: Sergei Karjakin, russischer Schach-Großmeister
- 13. Januar: Liam Hemsworth, australischer Schauspieler

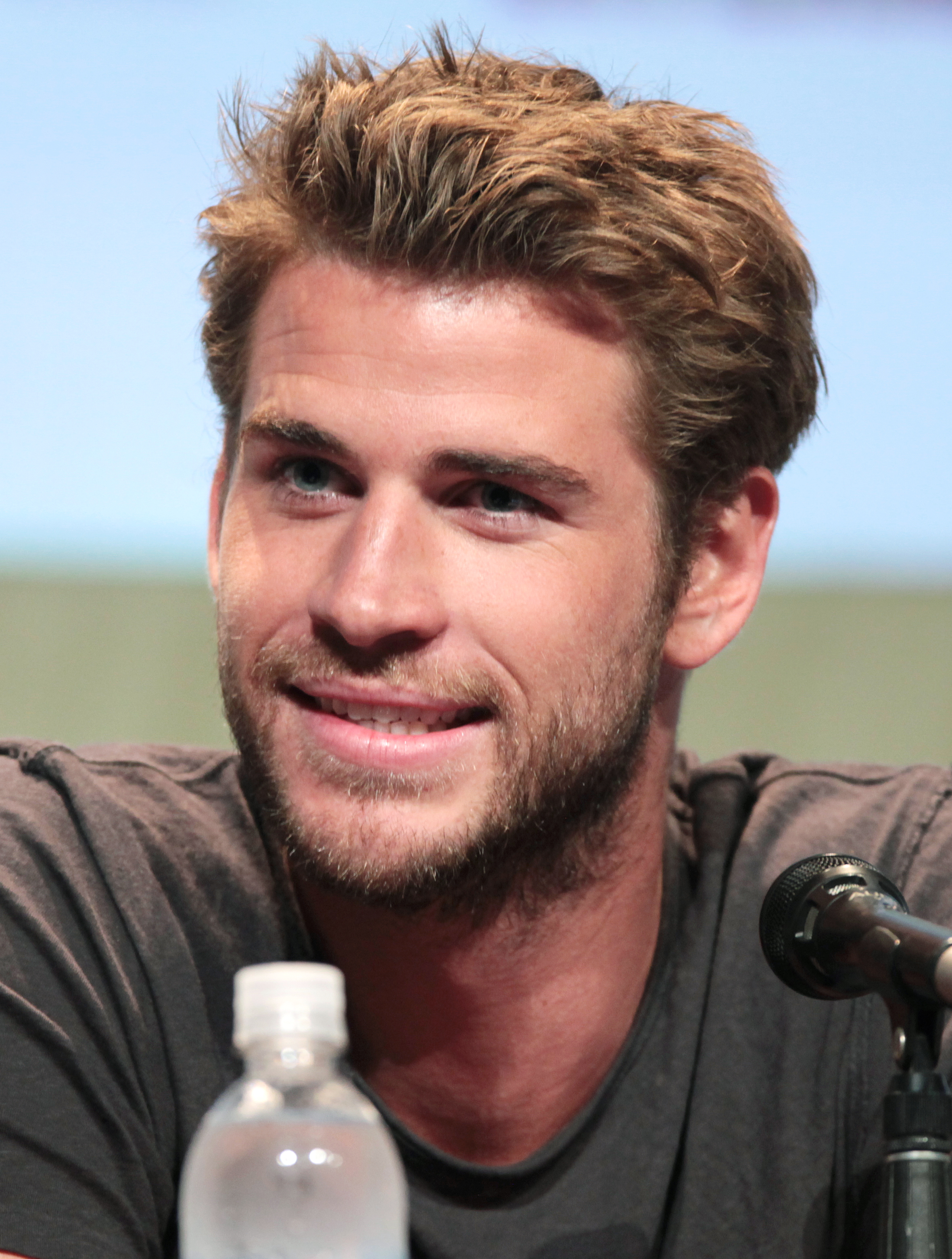
Liam Hemsworth

- 13. Januar: Bobby Schagen, niederländischer Handballspieler
- 13. Januar: Julia Zirnstein, deutsche Fußballspielerin
- 15. Januar: Lucry, deutscher Rapper
- 16. Januar: Oliver Hofstetter, Schweizer Radrennfahrer
- 16. Januar: Huang Yi-ting, taiwanische Ruderin
- 16. Januar: Valentino Stepčić, kroatischer Fußballspieler
- 16. Januar: Owen Wright, australischer Surfer
- 17. Januar: Tonje Angelsen, norwegische Leichtathletin
- 17. Januar: Esteban Chaves, kolumbianischer Radrennfahrer
- 17. Januar: Tyler Zeller, US-amerikanischer Basketballspieler
- 18. Januar: İbrahim Eren Akduman, türkischer Fußballspieler
- 18. Januar: Gorgui Dieng, senegalesischer Basketballspieler
- 18. Januar: Constantin Gastmann, deutscher Schauspieler
- 19. Januar: Jakub Kot, polnischer Skispringer
- 19. Januar: Fabian Römer, deutscher Rapper
- 20. Januar: Carsten Becker, deutscher Politiker
- 20. Januar: Johannes Focher, deutscher Fußballtorwart
- 23. Januar: Judith Fuchs, deutsche Schachmeisterin
- 23. Januar: Bianca Schmidt, deutsche Fußballspielerin
- 24. Januar: Artjom Artjunin, estnischer Fußballspieler
- 24. Januar: Ermin Bičakčić, bosnisch-herzegowinischer Fußballspieler
- 25. Januar: Fábio Silvestre, portugiesischer Radrennfahrer
- 26. Januar: Christopher Massey, US-amerikanischer Schauspieler
- 26. Januar: Sergio Pérez, mexikanischer Automobilrennfahrer
- 26. Januar: Peter Sagan, slowakischer Radrennfahrer
- 27. Januar: Nicholas Bett, kenianischer Leichtathlet († 2018)
- 27. Januar: Christoph Moritz, deutscher Fußballspieler
- 28. Januar: Daylon Claasen, südafrikanischer Fußballspieler
- 28. Januar: Tim Treude, deutscher Fußballspieler
- 30. Januar: Jazmyne Avant, US-amerikanische Fußballspielerin
- 30. Januar: Jake Thomas, US-amerikanischer Schauspieler

- 31. Januar: Cro, deutscher Rapper

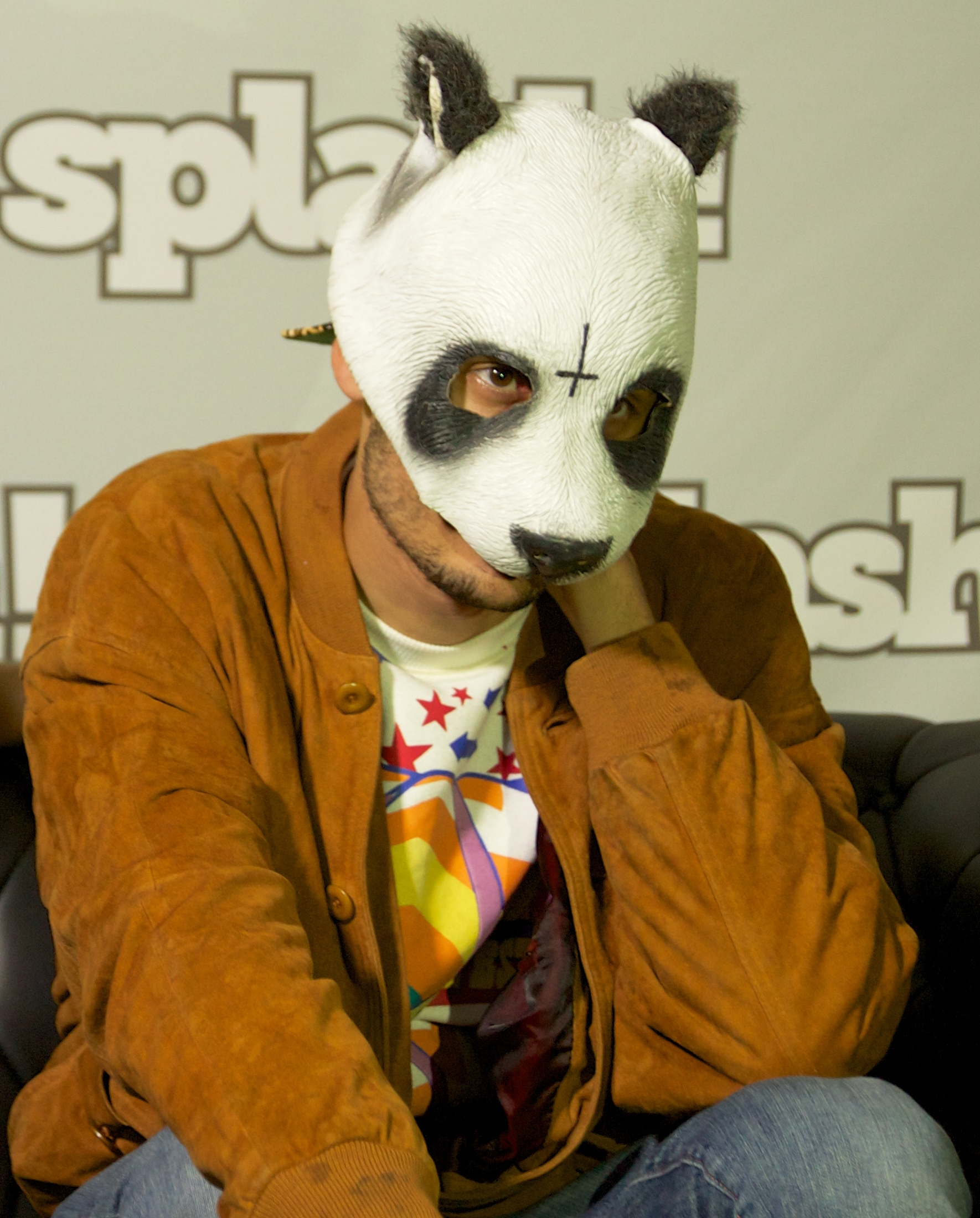
Cro, 2012

- 31. Januar: Marco Holz, deutscher Fußballspieler

### Februar
- 01. Februar: Leo Au Chun-ming, chinesischer Squashspieler
- 02. Februar: Matic Kramaršič, slowenischer Skispringer
- 02. Februar: Cynthia Micas, deutsche Schauspielerin
- 02. Februar: Telly Tellz, deutscher Rapper
- 03. Februar: Sean Kingston, US-amerikanischer Sänger
- 03. Februar: Julia Wenzl, deutsche Handballspielerin
- 04. Februar: Marcel Kandziora, deutscher Fußballspieler
- 04. Februar: Karen Knútsdóttir, isländische Handballspielerin
- 04. Februar: Nairo Quintana, kolumbianischer Radrennfahrer
- 05. Februar: Dmitri Wladimirowitsch Andreikin, russischer Schachmeister
- 05. Februar: Ásta Guðrún Helgadóttir, isländische Politikerin
- 05. Februar: Lukas Rehm, deutscher Politiker
- 06. Februar: Tatjana Chmyrowa, russische Handballspielerin
- 06. Februar: Desirée Schumann, deutsche Fußballspielerin
- 07. Februar: Anna Abreu, finnische Pop- und R&B-Sängerin
- 07. Februar: Neil Etheridge, englisch-philippinischer Fußballtorhüter
- 07. Februar: Eva Voraberger, österreichische Profiboxerin
- 08. Februar: Baek Jin-hee, südkoreanische Schauspielerin
- 08. Februar: Klay Thompson, US-amerikanischer Basketballspieler
- 10. Februar: Maximilian Ahlschwede, deutscher Fußballspieler
- 10. Februar: Hajck Karapetjan, deutscher Handballspieler
- 10. Februar: Leonie Renée Klein, deutsche Schauspielerin
- 10. Februar: Choi Soo-young, südkoreanische Sängerin
- 11. Februar: Javier Aquino, mexikanischer Fußballspieler
- 11. Februar: Adelina Berisha, kosovarische Sängerin
- 13. Februar: Sae-bom An, südkoreanische Taekwondoin
- 13. Februar: Stephan Gusche, deutscher Fußballspieler
- 13. Februar: Annika Preil, deutsche Schauspielerin
- 14. Februar: Andrea Caldarelli, italienischer Automobilrennfahrer
- 14. Februar: Therese Wislander, schwedische Handballspielerin
- 15. Februar: Samuel Atrous, französischer Fußballtorhüter
- 15. Februar: Anja Brandt, deutsche Volleyballspielerin
- 15. Februar: Martin Fuger, österreichischer Handballspieler
- 15. Februar: Draško Nenadić, serbischer Handballspieler
- 15. Februar: Charles Pic, französischer Automobilrennfahrer
- 16. Februar: Nico Abegglen, Schweizer Fußballspieler
- 16. Februar: Jonas Ahlstrand, schwedischer Straßenradrennfahrer
- 16. Februar: Nicol Gastaldi, argentinische Skirennläuferin
- 16. Februar: The Weeknd, kanadischer Sänger
- 17. Februar: Simon Schmitz, deutscher Basketballspieler
- 17. Februar: Leidy Solís, kolumbianische Gewichtheberin
- 19. Februar: Carina Schießl, deutsche Politikerin
- 19. Februar: Silje Katrine Svendsen, norwegische Handballspielerin
- 20. Februar: Ciro Immobile, italienischer Fußballspieler
- 20. Februar: Alexander Bannink, niederländischer Fußballspieler
- 21. Februar: David Nii Addy, ghanaischer Fußballspieler
- 22. Februar: Christian Andree, deutscher Florett- und Degen-Fechter
- 23. Februar: Jan Tratnik, slowenischer Radrennfahrer
- 24. Februar: Ayub Daud, somalischer Fußballspieler
- 24. Februar: Yao Lei, singapurische Badmintonspielerin
- 24. Februar: Randy Krummenacher, Schweizer Motorrad-Rennfahrer
- 24. Februar: Ryu Eun-hee, südkoreanische Handballspielerin
- 25. Februar: Younès Belhanda, marokkanischer Fußballspieler
- 25. Februar: Pello Bilbao, spanischer Radrennfahrer
- 25. Februar: Naâman, französischer Singer-Songwriter († 2025)
- 26. Februar: Tobias Angerer, österreichischer Naturbahnrodler
- 27. Februar: Hanna Mall, deutsche Schauspielerin und Sängerin
- 27. Februar: Kim Young-gwon, südkoreanischer Fußballspieler
- 27. Februar: Beate Scheffknecht, österreichische Handballspielerin
- 28. Februar: Aiden Ashley, US-amerikanische Wrestlerin und Pornodarstellerin
- 28. Februar: Sebastian Rudy, deutscher Fußballspieler

### März
- 02. März: Luis Advíncula Castrillón, peruanischer Fußballspieler
- 02. März: Jerome Flaake, deutscher Eishockeyspieler
- 02. März: Adderly Fong, hongkong-chinesischer Automobilrennfahrer
- 02. März: Niklas Liepe, deutscher Geiger
- 02. März: Dardan Sadik, kosovarisch-schweizerischer Schauspieler
- 03. März: Livia Matthes, deutsche Schauspielerin
- 04. März: Enrico Barbin, italienischer Radrennfahrer

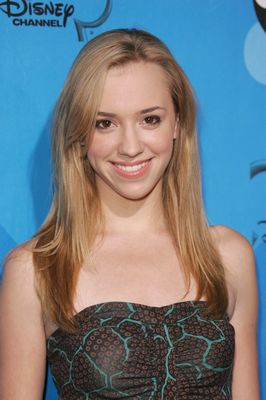
Andrea Bowen

- 04. März: Andrea Bowen, US-amerikanische Schauspielerin
- 04. März: Shin So-jung, südkoreanische Eishockeytorhüterin
- 05. März: Hannes Ackermann, deutscher Freestyle Motocross-Fahrer
- 05. März: Anne Sila, französische Sängerin und Cellistin
- 05. März: Mason Plumlee, US-amerikanischer Basketballspieler
- 05. März: Lum Zhaveli, kosovarischer Schwimmer
- 06. März: Clara Lago, spanische Schauspielerin
- 06. März: Ronja Prinz, deutsche Schauspielerin
- 06. März: Julia Riedler, österreichische Schauspielerin
- 07. März: Robert Markotić, kroatischer Handballspieler
- 07. März: Gary Noël, englisch-mauritischer Fußballspieler
- 08. März: Robert Teske, deutscher Politiker
- 09. März: Fahri Akyol, deutsch-türkischer Fußballspieler
- 10. März: Víctor García, spanischer Automobilrennfahrer
- 11. März: Lorenz Kellhuber, deutscher Jazzmusiker
- 12. März: Jesper Asselman, niederländischer Radrennfahrer
- 12. März: Dawid Kubacki, polnischer Skispringer
- 12. März: Franziska Müller, deutsche Handballspielerin
- 12. März: Milena Raičević, montenegrinische Handballspielerin
- 14. März: Mario Canedo, österreichischer Schauspieler, Autor und Sprecher
- 14. März: Stefanie Hiekmann, deutsche Foodjournalistin und Kochbuchautorin
- 14. März: Kolbeinn Sigþórsson, isländischer Fußballspieler
- 15. März: Tavon Wesley Austin, US-amerikanischer American-Football-Spieler
- 15. März: Dragana Cvijić, serbische Handballspielerin
- 15. März: Thomas Stielner, deutscher Schauspieler
- 16. März: Raphaël Addy, Schweizer Straßenradrennfahrer
- 16. März: Fabian Arends, deutscher Schlagzeuger und Komponist
- 16. März: James Bulger, Opfer eines Gewaltverbrechens († 1993)
- 17. März: Johannes Heinrichs, deutscher Schauspieler
- 17. März: Jakub Hrstka, tschechischer Handballspieler
- 17. März: Saina Nehwal, indische Badmintonspielerin
- 17. März: Stéphane Richelmi, monegassischer Automobilrennfahrer
- 17. März: Jacob Wilson, US-amerikanischer Automobilrennfahrer
- 18. März: Jonatan Kotzke, deutscher Fußballspieler
- 18. März: Wilson Gonzalez Ochsenknecht, deutscher Schauspieler
- 19. März: Isabella Benz, deutsche Schriftstellerin
- 20. März: Stacy Martin, französisch-britische Schauspielerin
- 20. März: Marcos Rojo, argentinischer Fußballspieler
- 20. März: René Vollath, deutscher Fußballspieler
- 21. März: Raimond Scheirich, deutscher Politiker
- 22. März: Steven Noster, deutscher Dartspieler
- 22. März: Lisa Mitchell, australische Singer-Songwriterin
- 22. März: Daniel Zampieri, italienischer Automobilrennfahrer
- 23. März: Eugenie von York, britische Prinzessin

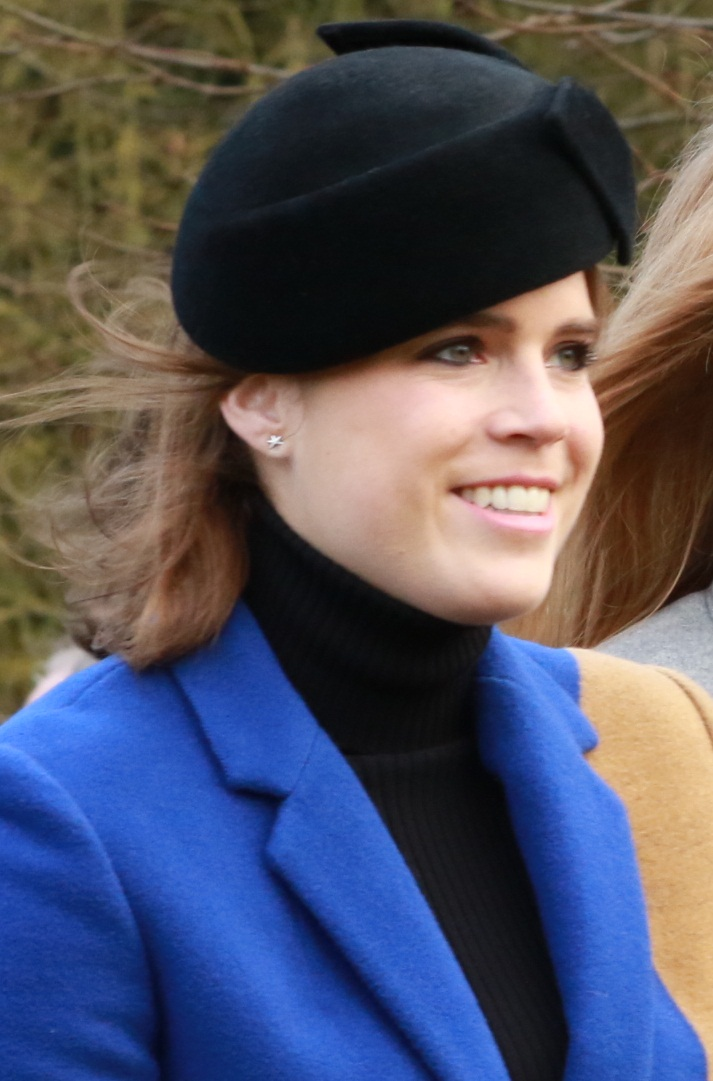
Prinzessin Eugenie von York

- 23. März: Jaime Alguersuari, spanischer Automobilrennfahrer
- 23. März: Gordon Hayward, US-amerikanischer Basketballspieler
- 24. März: Keisha Castle-Hughes, neuseeländische Schauspielerin
- 24. März: Libby Clegg, britische Leichtathletin
- 24. März: Benedikt Doll, deutscher Biathlet
- 25. März: Alexander Esswein, deutscher Fußballspieler
- 26. März: Hanno Behrens, deutscher Fußballspieler
- 26. März: Choi Woo-shik, südkoreanischer Schauspieler
- 26. März: Sarah Menezes, brasilianische Judoka
- 27. März: Amir Abrashi, kosovarisch-schweizerischer Fußballspieler
- 27. März: Joselu, spanischer Fußballspieler
- 27. März: Cosima Lehninger, österreichische Schauspielerin
- 27. März: Mateusz Zachara, polnischer Fußballspieler
- 28. März: Michail Gregory Antonio, englischer Fußballspieler
- 28. März: Laura Harrier, US-amerikanische Schauspielerin und Model
- 28. März: Luca Marrone, italienischer Fußballspieler
- 29. März: Fabio Felline, italienischer Radrennfahrer
- 30. März: Stefano Bizzarri, italienischer Automobilrennfahrer
- 30. März: Cassie Scerbo, US-amerikanische Schauspielerin, Sängerin und Tänzerin
- 31. März: Lyra McKee, nordirische Journalistin († 2019)

### April
- 01. April: Justin Hamilton, US-amerikanischer Basketballspieler
- 01. April: PA Sports, deutscher Rapper
- 01. April: Sandrina Zander, deutsche Schauspielerin
- 02. April: Nikolai Link, deutscher Handballspieler
- 02. April: Miralem Pjanić, bosnisch-herzegowinischer Fußballspieler
- 03. April: Laura Glaser, deutsche Handballtorfrau
- 04. April: Steffen Fäth, deutscher Handballspieler
- 04. April: David Mitchell, schottischer Fußballtorhüter
- 04. April: Marc Vales, andorranischer Fußballspieler
- 05. April: Sercan Yıldırım, türkischer Fußballspieler
- 06. April: Andreas Angerer, österreichischer Politiker
- 07. April: Nickel Ashmeade, jamaikanischer Sprinter
- 07. April: George Bennett, neuseeländischer Radrennfahrer
- 07. April: Inès Taittinger, französische Autorennfahrerin
- 08. April: Kim Jonghyun, südkoreanischer Sänger († 2017)
- 08. April: Émilie Aubry, Schweizer Snowboarderin
- 08. April: Karim Bellarabi, deutsch-marokkanischer Fußballspieler
- 08. April: Rabea Neßlage, deutsche Handballspielerin
- 09. April: Matías Abero, uruguayischer Fußballspieler
- 09. April: Emma Augier de Moussac, tschechische Springreiterin

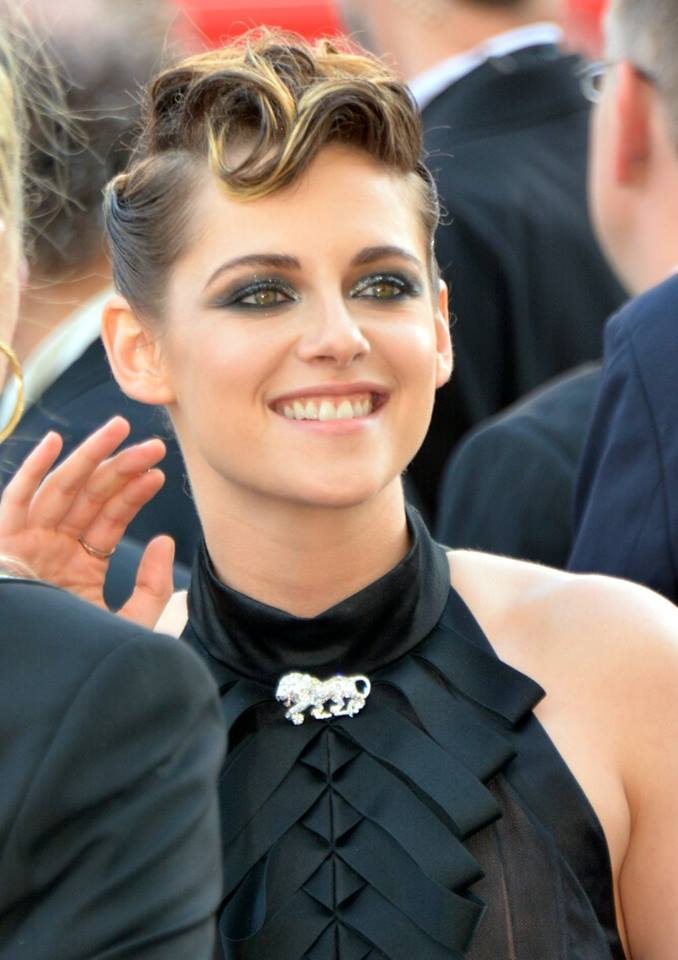
Kristen Stewart

- 09. April: Kristen Stewart, US-amerikanische Schauspielerin
- 10. April: Benjamin Paul Amos, englischer Fußballspieler
- 10. April: Alex Pettyfer, britischer Schauspieler
- 11. April: Dimitrios Anastasopoulos, griechischer Fußballer
- 11. April: Philipp Keinath, deutscher Handballspieler
- 11. April: Ville Larinto, finnischer Skispringer
- 11. April: Daniel Popat, deutscher Schauspieler
- 11. April: Andrea Roda, italienischer Automobilrennfahrer
- 12. April: Rahmat Adianto, indonesischer Badmintonspieler
- 12. April: Andreas Nilsson, schwedischer Handballspieler
- 12. April: Eetu Vähäsöyrinki, finnischer Nordischer Kombinierer
- 13. April: Finch, deutscher Musiker
- 14. April: Arianna Fontana, italienische Shorttrackerin

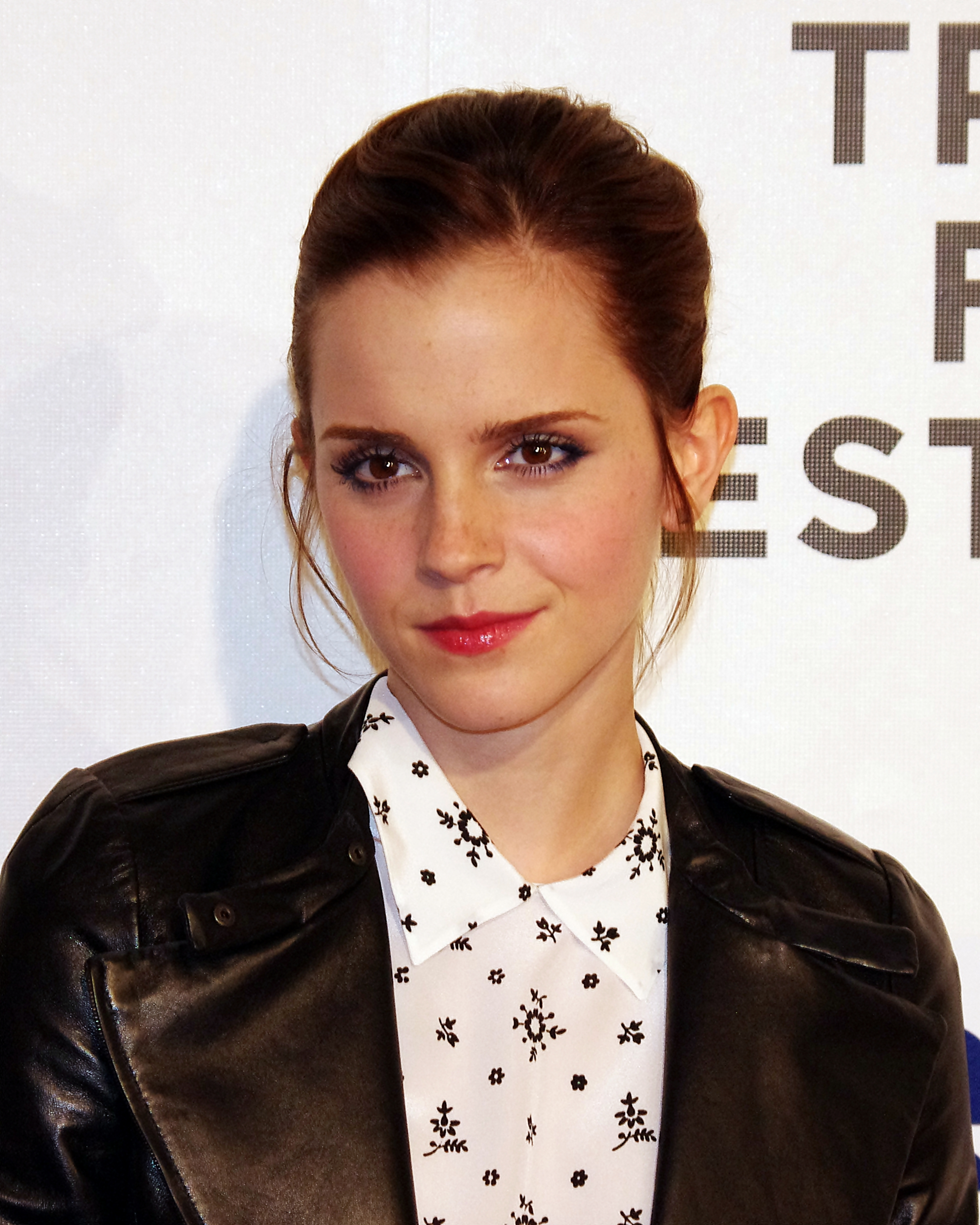
Emma Watson, 2012

- 15. April: Emma Watson, britische Schauspielerin
- 16. April: Senta-Sofia Delliponti, deutsche Sängerin, Musicaldarstellerin und Schauspielerin
- 16. April: Jérémy Kapone, französischer Schauspieler, Songwriter
- 16. April: Lily Loveless, britische Schauspielerin
- 16. April: Bruno Méndez, spanischer Automobilrennfahrer
- 16. April: Nadine Menz, deutsche Schauspielerin
- 16. April: Arthur Zanetti, brasilianischer Turner
- 16. April: Reggie Jackson, US-amerikanischer Basketballspieler
- 17. April: Astrit Ajdarevic, kosovarisch-schwedischer Fußballspieler
- 18. April: Stefanie Mirlach, deutsche Fußballspielerin
- 18. April: Wojciech Szczęsny, polnischer Fußballspieler
- 19. April: Tom Van Asbroeck, belgischer Radrennfahrer
- 19. April: Kim Chiu, chinesisch-philippinische Schauspielerin und Sängerin
- 19. April: Christian Hirschbühl, österreichischer Skirennläufer
- 19. April: Damien Le Tallec, französischer Fußballspieler
- 20. April: Max Hartl, deutscher Schauspieler, Filmemacher und Wildwest-Künstler
- 20. April: Randy Edwini-Bonsu, ghanaisch-kanadischer Fußballspieler
- 21. April: Ollie Millroy, britischer Automobilrennfahrer
- 21. April: Tunay Torun, deutsch-türkischer Fußballspieler
- 22. April: Nils Dresrüsse, deutscher Handballspieler
- 22. April: Machine Gun Kelly, US-amerikanischer Rapper
- 23. April: Sajad Esteki, iranischer Handballspieler
- 23. April: Cristiana Girelli, italienische Fußballspielerin
- 23. April: Matthew Underwood, US-amerikanischer Schauspieler
- 23. April: Zanka, dänischer Fußballspieler
- 24. April: David Harrer, österreichischer Fußballspieler
- 24. April: Zora Klipp, deutsche Köchin, Kochbuch-Autorin und Moderatorin
- 24. April: Daniel Morad, kanadischer Automobilrennfahrer
- 24. April: Kim Tae-ri, südkoreanische Schauspielerin
- 24. April: Karoline de Souza, brasilianische Handballspielerin
- 24. April: Jan Veselý, tschechischer Basketballspieler
- 25. April: Lachlan Buchanan, australischer Schauspieler
- 25. April: Matias Laine, finnischer Automobilrennfahrer
- 25. April: Jean-Éric Vergne, französischer Automobilrennfahrer
- 26. April: Luciano Bacheta, britischer Automobilrennfahrer
- 27. April: Wjatscheslaw Anatoljewitsch Akimow, russischer Biathlet
- 27. April: Will Atkinson, schottischer DJ und Musikproduzent
- 27. April: Can Çelebi, türkischer Handballspieler

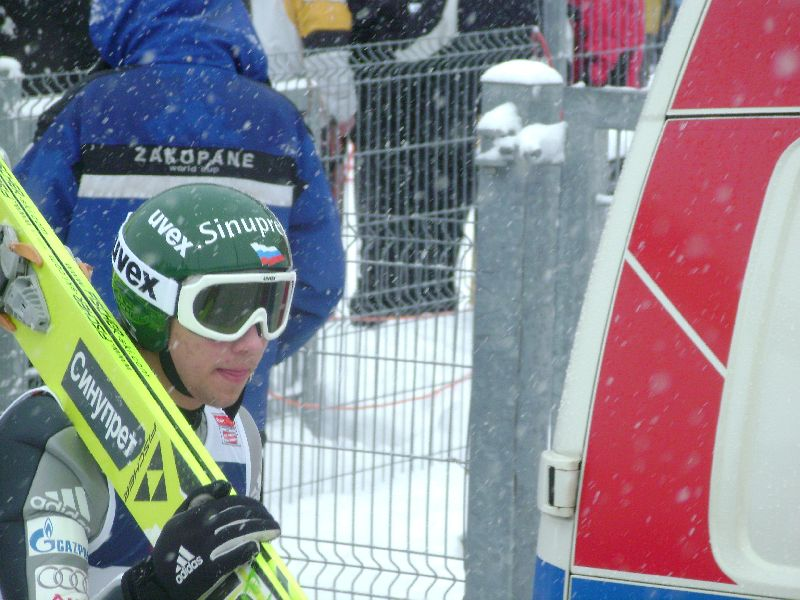
Pawel Karelin

- 27. April: Pawel Wladimirowitsch Karelin, russischer Skispringer († 2011)
- 27. April: Lou de Laâge, französische Schauspielerin
- 27. April: Maria Liku, fidschianische Gewichtheberin
- 28. April: Martin Stührk, deutscher Schauspieler
- 29. April: Valentine Arrieta, Schweizer Leichtathletin
- 29. April: Stefan Hartmann, deutscher Schauspieler
- 29. April: Christopher Schindler, deutscher Fußballspieler
- 30. April: Michael Schulte, deutscher Sänger
- 30. April: Mat Zo, britischer DJ und Musikproduzent im Bereich Trance und Progressive

### Mai
- 01. Mai: Reem Alabali Radovan, deutsche Politikerin
- 01. Mai: Diego Contento, italienisch-deutscher Fußballspieler
- 01. Mai: René Oosterhof, niederländischer Fußballspieler
- 01. Mai: Caitlin Stasey, australische Schauspielerin
- 02. Mai: Zubayr Amiri, afghanischer Fußballspieler
- 02. Mai: Albert Costa, spanischer Automobilrennfahrer
- 02. Mai: Annemarie Eilfeld, deutsche Sängerin und Songschreiberin
- 02. Mai: Erwin Feuchtmann Perez, chilenischer Handballspieler
- 02. Mai: Francesco Friedrich, deutscher Bobfahrer
- 02. Mai: Paul George, US-amerikanischer Basketballspieler
- 02. Mai: Kay Panabaker, US-amerikanische Schauspielerin
- 02. Mai: Andrea Sixtos, US-amerikanische Schauspielerin
- 03. Mai: Jan Antolec, polnischer Skilangläufer
- 03. Mai: Alexandra Cadanțu, rumänische Tennisspielerin
- 03. Mai: Jesús Noguera, spanischer Dartspieler
- 03. Mai: Carole Costa, portugiesische Fußballspielerin
- 04. Mai: Bram Nuytinck, niederländischer Fußballspieler
- 05. Mai: Roman Dietzel, deutscher Snookerspieler
- 05. Mai: Joanna Semmelrogge, deutsche Schauspielerin
- 05. Mai: Martine Smeets, niederländische Handballspielerin
- 06. Mai: Christian Gytkjær, dänischer Fußballspieler
- 07. Mai: Samira Jakobs, deutsche Synchronsprecherin
- 08. Mai: Alexander Alexandrowitsch Andrijenko, russischer Skirennläufer
- 08. Mai: Kristian Sbaragli, italienischer Radrennfahrer
- 08. Mai: Kemba Walker, US-amerikanischer Basketballspieler
- 09. Mai: Johannes Firn, deutscher Nordischer Kombinierer
- 10. Mai: Espen Enger Halvorsen, norwegischer Skispringer
- 10. Mai: Ivana Španović, serbische Weitspringerin
- 10. Mai: Valentin Weckerle, deutscher Handballspieler
- 11. Mai: Daniel Buballa, deutscher Fußballspieler
- 11. Mai: Florian Hart, österreichischer Fußballspieler
- 11. Mai: Christian Krognes, norwegischer Automobilrennfahrer
- 11. Mai: Julian Leal, kolumbianischer Automobilrennfahrer
- 12. Mai: Florent Amodio, französischer Eiskunstläufer
- 15. Mai: Ryō Aono, japanischer Snowboarder
- 16. Mai: Sermet Agartan, deutscher Musikproduzent, Komponist, Songwriter und Tontechniker
- 16. Mai: Deniz Akdeniz, australischer Schauspieler
- 16. Mai: Bjarki Már Elísson, isländischer Handballspieler
- 16. Mai: Thomas Sangster, britischer Schauspieler
- 17. Mai: Ross Butler, US-amerikanischer Schauspieler
- 17. Mai: Sonny Colbrelli, italienischer Radrennfahrer
- 17. Mai: Fabian Giefer, deutscher Fußballtorwart
- 17. Mai: Ján Kuciak, slowakischer Journalist († 2018)
- 17. Mai: Leven Rambin, US-amerikanische Schauspielerin
- 18. Mai: Daniel Egeland Jarstø, norwegischer Radrennfahrer
- 18. Mai: Tore Eikeland, norwegischer Politiker († 2011)
- 18. Mai: Wadim Filimonow, russischer Biathlet
- 18. Mai: Robert Quinn, US-amerikanischer American-Football-Spieler
- 18. Mai: Carolin Schmele, deutsche Handballspielerin
- 19. Mai: Víctor Ibarbo, kolumbianischer Fußballspieler
- 19. Mai: Stefán Rafn Sigurmannsson, isländischer Handballspieler
- 20. Mai: Lisa Mößinger, deutsche Handballspielerin
- 20. Mai: Pius Paschke, deutscher Skispringer
- 21. Mai: Rene Krhin, slowenischer Fußballspieler
- 22. Mai: Malcolm Lee, US-amerikanischer Basketballspieler
- 22. Mai: Danick Snelder, niederländische Handballspielerin
- 23. Mai: Stephane Assengue Ombiogno, kamerunischer Fußballspieler
- 23. Mai: Maike Schirmer, deutsche Handballspielerin
- 24. Mai: Yūya Matsushita, japanischer Sänger und Schauspieler
- 24. Mai: Christina Petersen, deutsche Schauspielerin
- 24. Mai: Andreas Wolf, deutscher Handballspieler
- 25. Mai: Majda Kirmizi, montenegrinische Handballspielerin
- 26. Mai: Dominick Drexler, deutscher Fußballspieler
- 27. Mai: Samuel Armenteros, schwedischer Fußballspieler
- 27. Mai: Nadine Beiler, österreichische Sängerin
- 27. Mai: Chris Colfer, US-amerikanischer Schauspieler
- 27. Mai: Maximilian Lechner, österreichischer Poolbillardspieler
- 27. Mai: Apinya Sakuljaroensuk, thailändische Schauspielerin
- 28. Mai: Tobias Bogner, deutscher Skispringer
- 28. Mai: Niklas Dams, deutscher Fußballspieler
- 28. Mai: Rohan Dennis, australischer Radrennfahrer
- 28. Mai: Jamina Roberts, schwedische Handballspielerin
- 28. Mai: Ruben Rupp, deutscher Politiker
- 29. Mai: Antony Golec, australischer Fußballspieler
- 29. Mai: Thibaut Pinot, französischer Radrennfahrer

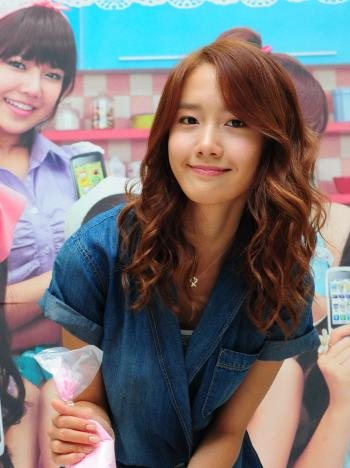
Im Yoon-a

- 30. Mai: Mustafa Akbaş, türkischer Fußballspieler
- 30. Mai: Im Yoon-a, südkoreanische Sängerin und Schauspielerin
- 30. Mai: Josef Šural, tschechischer Fußballspieler († 2019)
- 31. Mai: Nico Sallach, deutscher Metal-Sänger

### Juni
- 01. Juni: Roman Josi, Schweizer Eishockeyspieler
- 02. Juni: Anıl Atağ, türkischer Fußballtorhüter
- 02. Juni: Oliver Baumann, deutscher Fußballtorhüter
- 02. Juni: Brittany Curran, US-amerikanische Schauspielerin
- 02. Juni: Jonathan Eisenkrätzer, deutscher Handballspieler
- 02. Juni: Michał Kwiatkowski, polnischer Radrennfahrer
- 02. Juni: Eddie Lacy, US-amerikanischer American-Football-Spieler
- 02. Juni: Sebastian Saavedra, kolumbianischer Automobilrennfahrer
- 04. Juni: Greg Monroe, US-amerikanischer Basketballspieler
- 04. Juni: Jetsun Pema, Königin von Bhutan
- 05. Juni: Deniz Ayçiçek, deutscher Fußballspieler
- 05. Juni: Charlotte Bilbault, französische Fußballspielerin
- 05. Juni: Sophie Lowe, australische Schauspielerin
- 05. Juni: Youssouf Mhadjou, komorischer Sprinter
- 05. Juni: Matthias Ostrzolek, deutsch-polnischer Fußballspieler
- 06. Juni: Vid Belec, slowenischer Fußballtorhüter
- 06. Juni: Ashleigh Chisholm, australische Schauspielerin
- 06. Juni: Gavin Hoyte, englischer Fußballspieler
- 06. Juni: Ellie Kendrick, britische Schauspielerin
- 06. Juni: Matthew John Lewis, australischer Fußballspieler
- 06. Juni: Rodri, spanischer Fußballspieler
- 07. Juni: Iggy Azalea, australische Rapperin
- 09. Juni: Andrés Arroyave, kolumbianischer Fußballspieler († 2018)

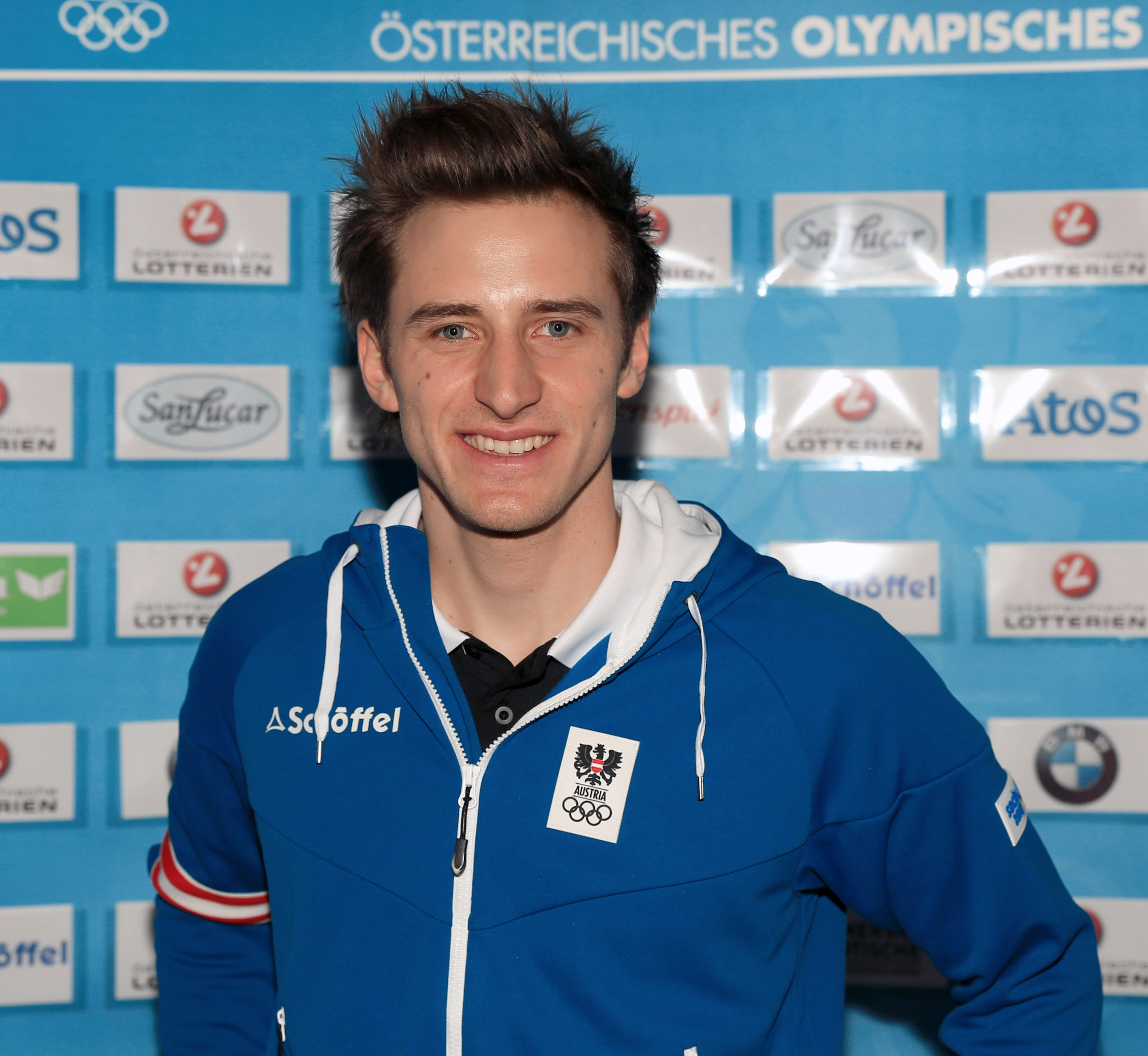
Matthias Mayer, 2014

- 09. Juni: Matthias Mayer, österreichischer Skirennläufer und Olympiasieger
- 10. Juni: Jane Chirwa, deutsche Schauspielerin
- 11. Juni: Christophe Lemaitre, französischer Sprinter
- 12. Juni: Kate Bracken, schottische Schauspielerin
- 12. Juni: Jrue Holiday, US-amerikanischer Basketballspieler
- 13. Juni: Christos Arkoudas, griechischer Fußballspieler
- 13. Juni: Tara Lynn Foxx, US-amerikanische Pornodarstellerin
- 14. Juni: Jeinkler Aguirre, kubanischer Wasserspringer
- 14. Juni: Patrice Cormier, kanadischer Eishockeyspieler
- 14. Juni: Robert Hering, deutscher Leichtathlet
- 14. Juni: Jeroen Mul, niederländischer Automobilrennfahrer
- 14. Juni: Julian Schneider, österreichischer Schauspieler
- 15. Juni: Roberto Dellasega, italienischer Skispringer
- 15. Juni: Josef Král, tschechischer Automobilrennfahrer
- 16. Juni: John Newman, britischer Soulsänger
- 16. Juni: Sanna Solberg, norwegische Handballspielerin
- 16. Juni: Silje Solberg, norwegische Handballspielerin
- 17. Juni: Maja Lehrer, deutsche Schauspielerin
- 18. Juni: Luke Adam, kanadischer Eishockeyspieler
- 18. Juni: Anja Blacha, deutsche Extremsportlerin
- 19. Juni: Brodie Mooy, australischer Fußballspieler
- 19. Juni: Gerrit Pressel, deutscher Fußballspieler
- 20. Juni: Haris Handžić, bosnisch-herzegowinischer Fußballspieler
- 20. Juni: Emil Reinke, deutscher Schauspieler
- 20. Juni: Fab Melo, brasilianischer Basketballspieler († 2017)
- 21. Juni: Matthias Böhmer, deutscher Rennrodler, Bobsportler und Sportfunktionär
- 21. Juni: Jessy Moravec, Schweizer Schauspielerin
- 21. Juni: Håvard Nordtveit, norwegischer Fußballspieler
- 21. Juni: Katrin Welter, deutsche Handballspielerin und -trainerin
- 22. Juni: Faruk Vražalić, bosnisch-herzegowinischer Handballspieler
- 24. Juni: Richard Sukuta-Pasu, deutscher Fußballspieler
- 24. Juni: Caroline Thomas, deutsche Handballspielerin
- 25. Juni: Jan Dekker, niederländischer Dartspieler
- 25. Juni: John Wartique, belgischer Automobilrennfahrer
- 26. Juni: Iman Shumpert, US-amerikanischer Basketballspieler
- 27. Juni: Laura van der Heijden, niederländische Handballspielerin
- 27. Juni: Sina Tkotsch, deutsche Schauspielerin
- 29. Juni: Philipp Laude, deutsch-österreichischer Schauspieler, Sänger und Comedian
- 29. Juni: Sayuri Sugawara, japanische Sängerin
- 30. Juni: Tim Schwarzmaier, deutscher Synchronsprecher

### Juli
- 02. Juli: Daichi, japanischer Musiker und Webvideoproduzent
- 02. Juli: Roman Lob, deutscher Sänger
- 02. Juli: Margot Robbie, australische Schauspielerin
- 03. Juli: Fabio Aru, italienischer Straßenradrennfahrer
- 03. Juli: Kento Sakuyama, japanischer Skispringer
- 04. Juli: Jake Gardiner, US-amerikanischer Eishockeyspieler
- 05. Juli: Abeba Aregawi Gebretsadik, schwedische Mittelstreckenläuferin
- 05. Juli: Michaela Saba, österreichische Schauspielerin
- 06. Juli: Noh Ah-joo, koreanischer Sänger
- 06. Juli: Jae Crowder, US-amerikanischer Basketballspieler
- 06. Juli: Felix Schoft, deutscher Skispringer
- 07. Juli: Lee Addy, ghanaischer Fußballspieler
- 09. Juli: Kuba Giermaziak, polnischer Automobilrennfahrer
- 09. Juli: Bernd Herndlhofer, österreichischer Automobilrennfahrer
- 10. Juli: Antonio Daniloski, deutscher E-Sportler († 2010)
- 10. Juli: Veronica Kristiansen, norwegische Handballspielerin
- 11. Juli: Mona Barthel, deutsche Tennisspielerin
- 11. Juli: Caroline Wozniacki, dänische Tennisspielerin
- 11. Juli: Daniel Colman, US-amerikanischer Pokerspieler
- 11. Juli: Connor Paolo, US-amerikanischer Schauspieler
- 12. Juli: Alessandro Abruscia, italienischer Fußballspieler
- 12. Juli: Philipp Eitzinger, österreichischer Motorradrennfahrer
- 12. Juli: Ryō Kiyuna, japanischer Karateka
- 13. Juli: Murat Akça, türkischer Fußballspieler
- 13. Juli: Jules van Dongen, US-amerikanischer Dartspieler
- 13. Juli: Nomzamo Mbatha, südafrikanische Schauspielerin
- 14. Juli: Jan Nepomnjaschtschi, russischer Schachgroßmeister
- 14. Juli: Jessica Wich, deutsche Fußballspielerin
- 15. Juli: Olly Alexander, britischer Sänger und Schauspieler
- 15. Juli: Damian Lillard, US-amerikanischer Basketballspieler
- 16. Juli: Eddie Hassell, US-amerikanischer Schauspieler († 2020)
- 16. Juli: Jens Klingmann, deutscher Automobilrennfahrer
- 16. Juli: James Maslow, US-amerikanischer Schauspieler und Sänger
- 16. Juli: Matwei Petrow, russisch-albanischer Turner
- 16. Juli: Johann Zarco, französischer Motorradrennfahrer
- 17. Juli: Mattie Stepanek, US-amerikanischer Lyriker († 2004)
- 19. Juli: Aron Pálmarsson, isländischer Handballspieler
- 20. Juli: Kristina Brenner, deutsche Fußballspielerin
- 20. Juli: Nora En Pure, südafrikanisch-schweizerische DJ und Musikproduzentin
- 20. Juli: Lars Unnerstall, deutscher Fußballspieler
- 21. Juli: Rut Arnfjörð Jónsdóttir, isländische Handballspielerin
- 23. Juli: Prince Kuhlmann, deutscher Schauspieler
- 23. Juli: Nicole Mieth, deutsche Schauspielerin
- 23. Juli: Cedric Sprick, deutscher Schauspieler
- 24. Juli: Daveigh Chase, US-amerikanische Schauspielerin
- 24. Juli: Iso Sluijters, niederländischer Handballspieler
- 24. Juli: Dean Stoneman, britischer Automobilrennfahrer
- 25. Juli: Michel Abt, deutscher Handballspieler
- 25. Juli: Shalin-Tanita Rogall, deutsche Schauspielerin
- 26. Juli: Jesús Herrada, spanischer Radrennfahrer
- 26. Juli: Älichan Qaranejew, kasachischer Billardspieler
- 26. Juli: Isabell Roch, deutsche Handballspielerin
- 26. Juli: Bianca A. Santos, US-amerikanische Schauspielerin
- 27. Juli: Indiana Evans, australische Schauspielerin

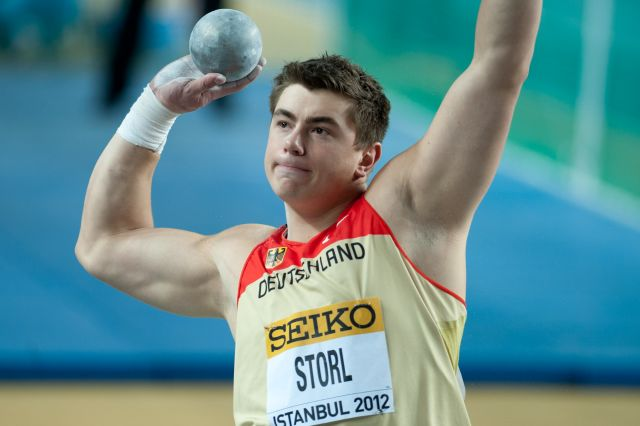
David Storl

- 27. Juli: David Storl, deutscher Kugelstoßer
- 28. Juli: Soulja Boy, US-amerikanischer Rapper
- 28. Juli: Lara Neumann, deutsche Politikerin (Volt)
- 28. Juli: Mun Sung-Hak, südkoreanischer Automobilrennfahrer
- 28. Juli: Aleksandr Sidorov, usbekischer Billardspieler
- 29. Juli: Munro Chambers, kanadischer Schauspieler
- 30. Juli: Martin Stosch, deutscher Sänger
- 31. Juli: Nicolas De Crem, belgischer Automobilrennfahrer

### August
- 02. August: Tobias Ebenberger, deutscher Schauspieler und Politiker
- 02. August: Dejan Judež, slowenischer Skispringer
- 03. August: Mareike Adermann, deutsche Rollstuhl-Basketballspielerin
- 03. August: Silvan Dillier, Schweizer Radrennfahrer
- 04. August: Tim Hornke, deutscher Handballspieler
- 04. August: David Lama, österreichischer Sportkletterer und Alpinist († 2019)
- 05. August: Jonas Hummels, deutscher Sportkommentator und -experte
- 05. August: Johannes Rohrweck, österreichischer Freestyle-Skier
- 07. August: Alex Brundle, britischer Automobilrennfahrer
- 07. August: Hermann Pernsteiner, österreichischer Radrennfahrer
- 08. August: Mari Molid, norwegische Handballspielerin
- 09. August: Eugenio Alafaci, italienischer Radrennfahrer
- 10. August: Iris Shala, österreichische Schauspielerin und Model
- 12. August: Mario Balotelli, italienischer Fußballspieler
- 13. August: DeMarcus Cousins, US-amerikanischer Basketballspieler
- 13. August: Fabian Sagstetter, deutscher Faust- und Volleyballspieler
- 14. August: Matjaž Pungertar, slowenischer Skispringer
- 15. August: Aybi Era, deutsch-türkische Schauspielerin
- 15. August: Filippa Idéhn, schwedische Handballspielerin
- 15. August: Sandro Kirtzel, deutscher Schauspieler
- 15. August: Jennifer Lawrence, US-amerikanische Schauspielerin

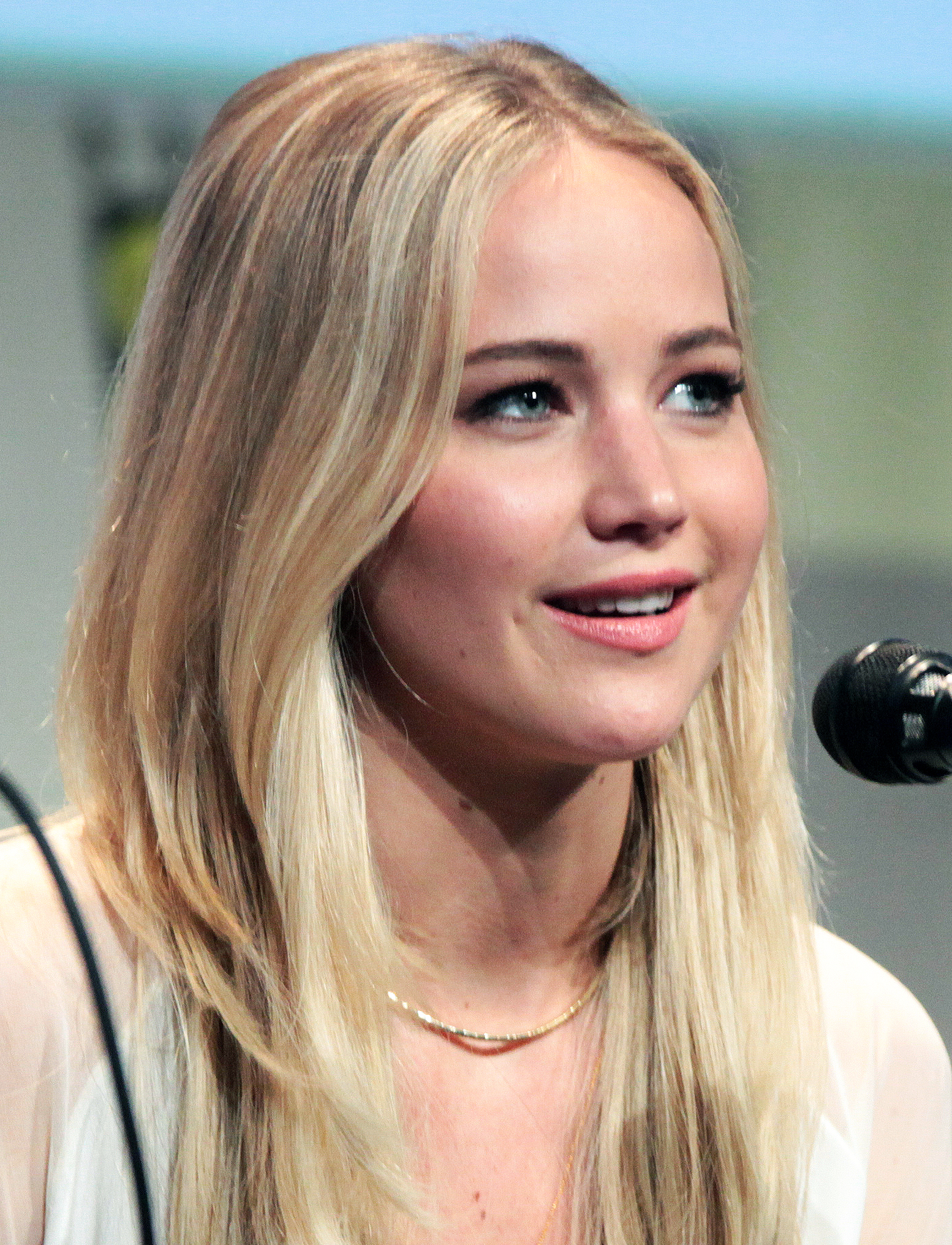
Jennifer Lawrence

- 16. August: Alexander Antropow, russischer Eishockeyspieler
- 16. August: Tolgay Ali Arslan, deutsch-türkischer Fußballspieler
- 16. August: Marta Menegatti, italienische Beachvolleyballspielerin
- 17. August: Rachel Hurd-Wood, britische Schauspielerin
- 17. August: David Zhu, chinesischer Automobilrennfahrer
- 19. August: Nora Quest, deutsche Schauspielerin
- 20. August: Ashlee Ankudinoff, australische Radrennfahrerin
- 20. August: Macauley Chrisantus, nigerianischer Fußballspieler
- 21. August: Ina Großmann, deutsche Handballspielerin
- 22. August: Rifat Şen, österreichischer Fußballspieler
- 23. August: Tomáš Hasilla, slowakischer Biathlet
- 23. August: Reimond Manco, peruanischer Fußballspieler
- 23. August: Exaucé Mayombo, deutsch-kongolesischer Fußballspieler
- 23. August: Luís Sá Silva, angolanischer Automobilrennfahrer
- 23. August: Čaba Silađi, serbischer Schwimmer
- 25. August: Scott Andrews, australischer Automobilrennfahrer
- 26. August: Marcel Aregger, Schweizer Straßenradrennfahrer
- 26. August: Markus Schwabl, deutscher Fußballspieler
- 26. August: Michaela Weingartner, deutsche Schauspielerin
- 27. August: Taylor Mitchell, kanadische Folksängerin († 2009)
- 28. August: Brahim Bedbouda, algerischer Fußballspieler
- 28. August: Michael Christensen, dänischer Automobilrennfahrer
- 28. August: Arnaud Grand, Schweizer Cyclocrossfahrer
- 28. August: Bojan Krkić, serbisch-spanischer Fußballspieler
- 28. August: Nicola de Marco, italienischer Automobilrennfahrer
- 28. August: Brooke Wales, US-amerikanische Skirennläuferin
- 29. August: Patrick van Aanholt, niederländischer Fußballspieler
- 29. August: Nicole Gale Anderson, US-amerikanische Schauspielerin
- 29. August: Maria Augutis, schwedische Leichtathletin
- 31. August: Thomas Götzl, finnisch-deutscher Fußballspieler
- 31. August: Simon Unge, deutscher Webvideoproduzent

### September
- 01. September: Ann Sophie, deutsche Sängerin und Songwriterin
- 02. September: Marcus Ericsson, schwedischer Automobilrennfahrer
- 02. September: Dennis Klecker, deutscher Politiker

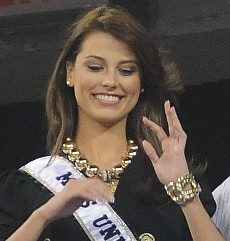
Stefanía Fernández

- 03. September: Rossen Assenow, bulgarischer Eishockeyspieler
- 03. September: Stine Jørgensen, dänische Handballspielerin
- 03. September: Jesse Krohn, finnischer Automobilrennfahrer
- 03. September: Jewhen Nowossad, ukrainischer Billardspieler
- 03. September: Rita Volk, US-amerikanische Schauspielerin
- 04. September: Olha Charlan, ukrainische Säbelfechterin
- 04. September: Oleg Dontsov, russischer Badmintonspieler
- 04. September: Stefanía Fernández, Miss Universe 2009
- 04. September: Anatolij Sossnizkij, ukrainischer Radrennfahrer
- 05. September: Lance Stephenson, US-amerikanischer Basketballspieler
- 05. September: Kim Yuna, südkoreanische Eiskunstläuferin
- 05. September: Franco Zuculini, argentinischer Fußballspieler
- 06. September: Marco Sørensen, dänischer Automobilrennfahrer
- 06. September: John Wall, US-amerikanischer Basketballspieler
- 07. September: Tanja Kolbe, deutsche Eiskunstläuferin
- 07. September: Maximilian Schubert, deutscher Handballspieler
- 09. September: Vasco Regini, italienischer Fußballspieler

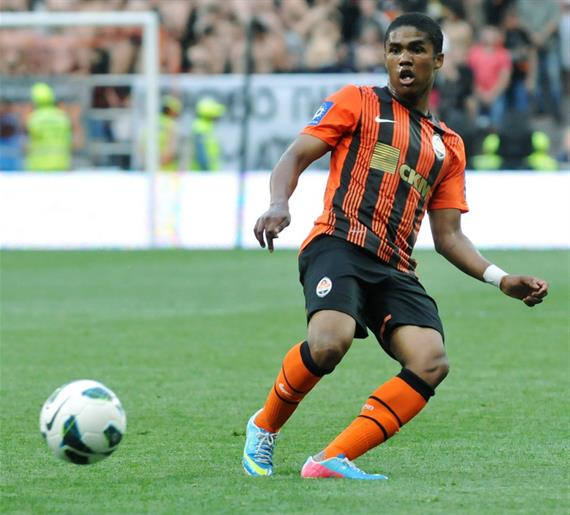
Douglas Costa (2013)

- 09. September: Haley Reinhart, US-amerikanische Sängerin
- 09. September: Jaroslaw Tarnowezkyj, ukrainischer Billardspieler
- 11. September: Niklas Löffler, deutscher Schauspieler
- 12. September: Felix Ahr, deutscher Volleyballspieler
- 12. September: Yūji Kunimoto, japanischer Automobilrennfahrer
- 12. September: Holly Lam-Moores, britische Handballspielerin
- 14. September: Douglas Costa, brasilianischer Fußballspieler
- 14. September: Sam Lowes, britischer Motorradrennfahrer
- 14. September: Luisa Schulze, deutsche Handballspielerin
- 15. September: Christopher „Chris“ Payne, australischer Fußballspieler
- 16. September: Steven Means, US-amerikanischer American-Football-Spieler
- 17. September: Petar Đorđić, deutscher Handballspieler
- 17. September: Lelde Gasūna, lettische Skirennläuferin
- 17. September: Felix Handschke, deutscher Handballspieler
- 17. September: Rupert Svendsen-Cook, britischer Automobilrennfahrer
- 18. September: Faty Papy, burundischer Fußballspieler († 2019)
- 19. September: Harry Schäfer, deutscher Schauspieler
- 20. September: Donatas Motiejūnas, litauischer Basketballspieler
- 20. September: Jonas Nay, deutscher Schauspieler
- 20. September: John Tavares, kanadischer Eishockeyspieler
- 21. September: Al-Farouq Ajiede Aminu, nigerianisch-US-amerikanischer Basketballspieler
- 22. September: Peter Ankersen, dänischer Fußballspieler
- 22. September: Katrin Flüs, brasilianisch-deutsche Schauspielerin
- 22. September: Edgar Wasser, deutscher Rapper
- 22. September: Miquel Nelom, niederländischer Fußballspieler
- 23. September: Martin Finger, deutscher Pokerspieler
- 25. September: Mao Asada, japanische Eiskunstläuferin
- 26. September: Michael Matthews, australischer Radrennfahrer
- 26. September: Bhav Patel, indischer Dartspieler.
- 27. September: Hugo Houle, kanadischer Radrennfahrer
- 29. September: Tierra Abbott, US-amerikanische Schauspielerin und Stuntfrau
- 29. September: Doug Brochu, US-amerikanischer Schauspieler und Comedian
- 29. September: J. V. Horto, brasilianischer Automobilrennfahrer
- 30. September: Dominique Aegerter, Schweizer Motorradrennfahrer
- 30. September: Osama Malik, australischer Fußballspieler
- 30. September: Tobias Weihe, deutscher Schauspieler

### Oktober
- 01. Oktober: Marina Marx, deutsche Schlagersängerin
- 02. Oktober: Samantha Barks, britische Musicaldarstellerin und Schauspielerin
- 03. Oktober: Ana Maria Crnogorčević, Schweizer Fußballspielerin
- 03. Oktober: Maria Fisker, dänische Handballspielerin
- 03. Oktober: Madeline Weinstein, US-amerikanische Schauspielerin
- 04. Oktober: Signy Aarna, estnische Fußballspielerin
- 05. Oktober: Ferdinand Oswald, deutscher Fußballspieler
- 06. Oktober: Jordan Hamilton, US-amerikanischer Basketballspieler
- 06. Oktober: Nicolas Mayer, französischer Skispringer
- 06. Oktober: Selina Wagner, deutsche Fußballspielerin
- 07. Oktober: Mason Finley, US-amerikanischer Diskuswerfer und Kugelstoßer
- 07. Oktober: Glenhis Hernández, kubanische Taekwondoin
- 08. Oktober: Vytautas Andriuškevičius, litauischer Fußballspieler
- 08. Oktober: Marie Rathscheck, deutsch-französische Schauspielerin
- 10. Oktober: Jury Astapenka, belarussischer Skilangläufer
- 10. Oktober: Geno Smith, US-amerikanischer American-Football-Spieler
- 10. Oktober: Rafael Tolói, brasilianisch-italienischer Fußballspieler
- 10. Oktober: Jakub Vadlejch, tschechischer Speerwerfer
- 11. Oktober: Behzod Abduraimov, usbekischer Pianist
- 11. Oktober: Paul Niemann, deutscher Schauspieler
- 12. Oktober: Melody (bürgerl. Melodía Ruiz Gutiérrez), spanische Sängerin
- 15. Oktober: Johannes Lochner, deutscher Bobfahrer
- 15. Oktober: Benjamin Trinks, deutscher Schauspieler
- 16. Oktober: Weni Anggraini, US-amerikanische Schauspielerin
- 16. Oktober: Sam Bennett, irischer Radrennfahrer
- 16. Oktober: Antoine Demoitié, belgischer Radrennfahrer († 2016)
- 16. Oktober: Jóhanna Guðrún Jónsdóttir, isländische Sängerin
- 17. Oktober: Marcelo Arévalo, salvadorianischer Tennisspieler
- 17. Oktober: Falko Bindrich, deutscher Schachgroßmeister
- 17. Oktober: Saki Kumagai, japanische Fußballspielerin
- 17. Oktober: Marley Watkins, walisischer Fußballspieler
- 18. Oktober: Daniel Kaiser, deutscher Fußballspieler
- 19. Oktober: Niklas Askmyr, schwedischer Snowboarder
- 19. Oktober: Emma Coburn, US-amerikanische Hindernisläuferin
- 20. Oktober: Ben Münchow, deutscher Schauspieler und Synchronsprecher
- 21. Oktober: Raidel Acea Morales, kubanischer Mittelstreckenläufer
- 21. Oktober: Christian Erichsen, Schweizer Nordischer Kombinierer
- 21. Oktober: Ricky Rubio, spanischer Basketballspieler
- 21. Oktober: Jennifer Siemann, deutsche Sängerin, Schauspielerin und Tänzerin
- 21. Oktober: Maxime Vachier-Lagrave, französischer Schachgroßmeister
- 23. Oktober: Matt Angel, US-amerikanischer Schauspieler
- 24. Oktober: İlkay Gündoğan, deutscher Fußballspieler

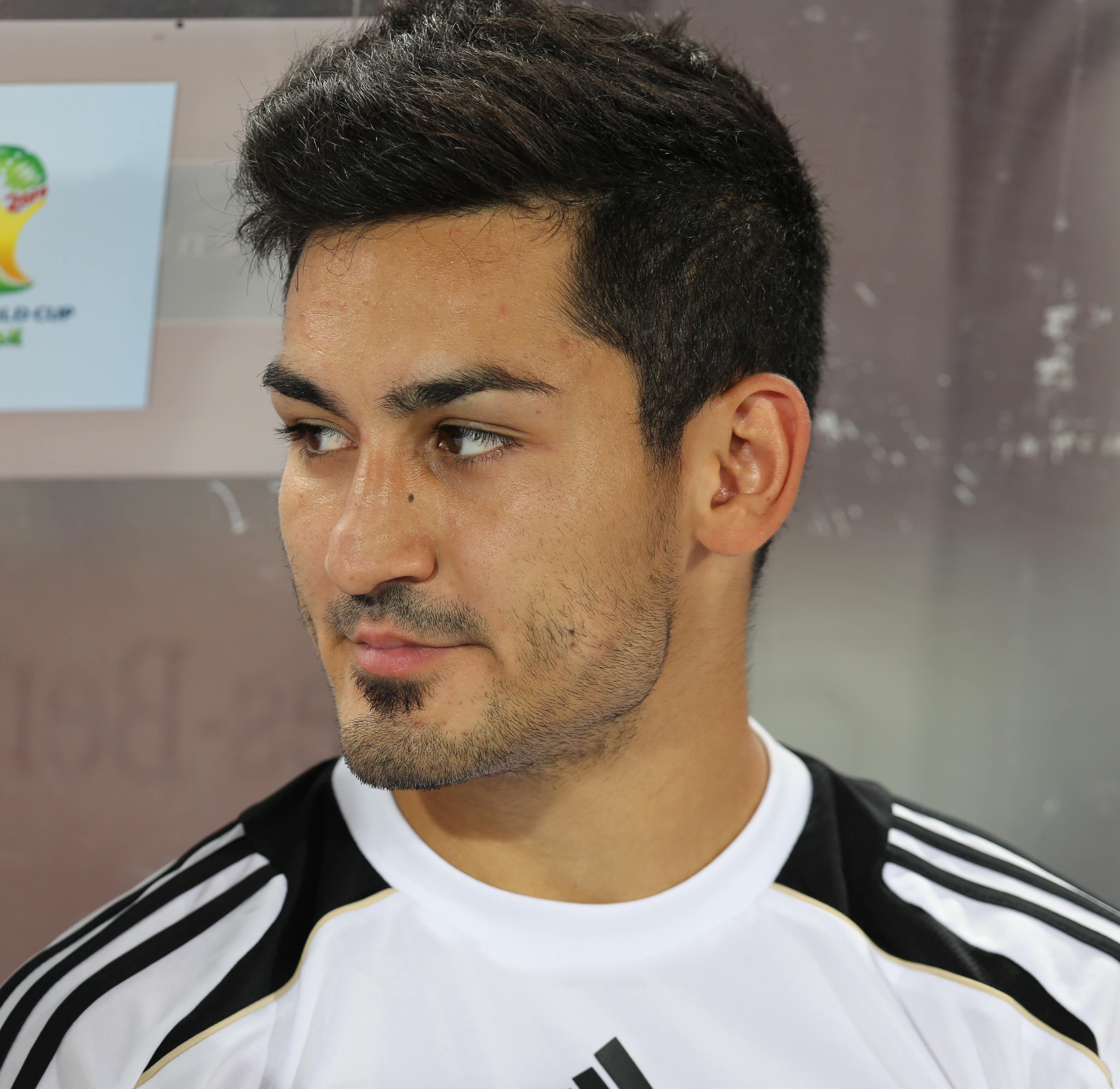
İlkay Gündoğan

- 24. Oktober: Danilo Petrucci, italienischer Motorradrennfahrer
- 24. Oktober: Nikola Vučević, montenegrinischer Basketballspieler
- 25. Oktober: Wayne Boyd, britischer Automobilrennfahrer
- 25. Oktober: Mattia Cattaneo, italienischer Radrennfahrer
- 25. Oktober: Ulrich Siegmund, deutscher Politiker
- 25. Oktober: Léa Wegmann, österreichisch-deutsche Schauspielerin
- 26. Oktober: Felix König, deutscher Handballspieler
- 26. Oktober: Pit Schlechter, luxemburgischer Radrennfahrer
- 27. Oktober: Farzad Abdollahi, iranischer Taekwondoin
- 27. Oktober: Jana Beller, deutsches Model
- 27. Oktober: Brenton Tarrant, australischer Rechtsterrorist und Massenmörder
- 27. Oktober: Vinzenz Wagner, österreichischer Schauspieler und Tänzer
- 29. Oktober: Adriana Cardoso de Castro, brasilianische Handballspielerin
- 29. Oktober: Jascha Rust, deutscher Schauspieler
- 29. Oktober: Carlson Young, US-amerikanische Schauspielerin
- 30. Oktober: Melvin Boskamp, niederländischer Radrennfahrer
- 30. Oktober: Daniel Schlingmann, deutscher Handballtorwart
- 31. Oktober: Emiliano Sala, argentinischer Fußballspieler († 2019)

### November

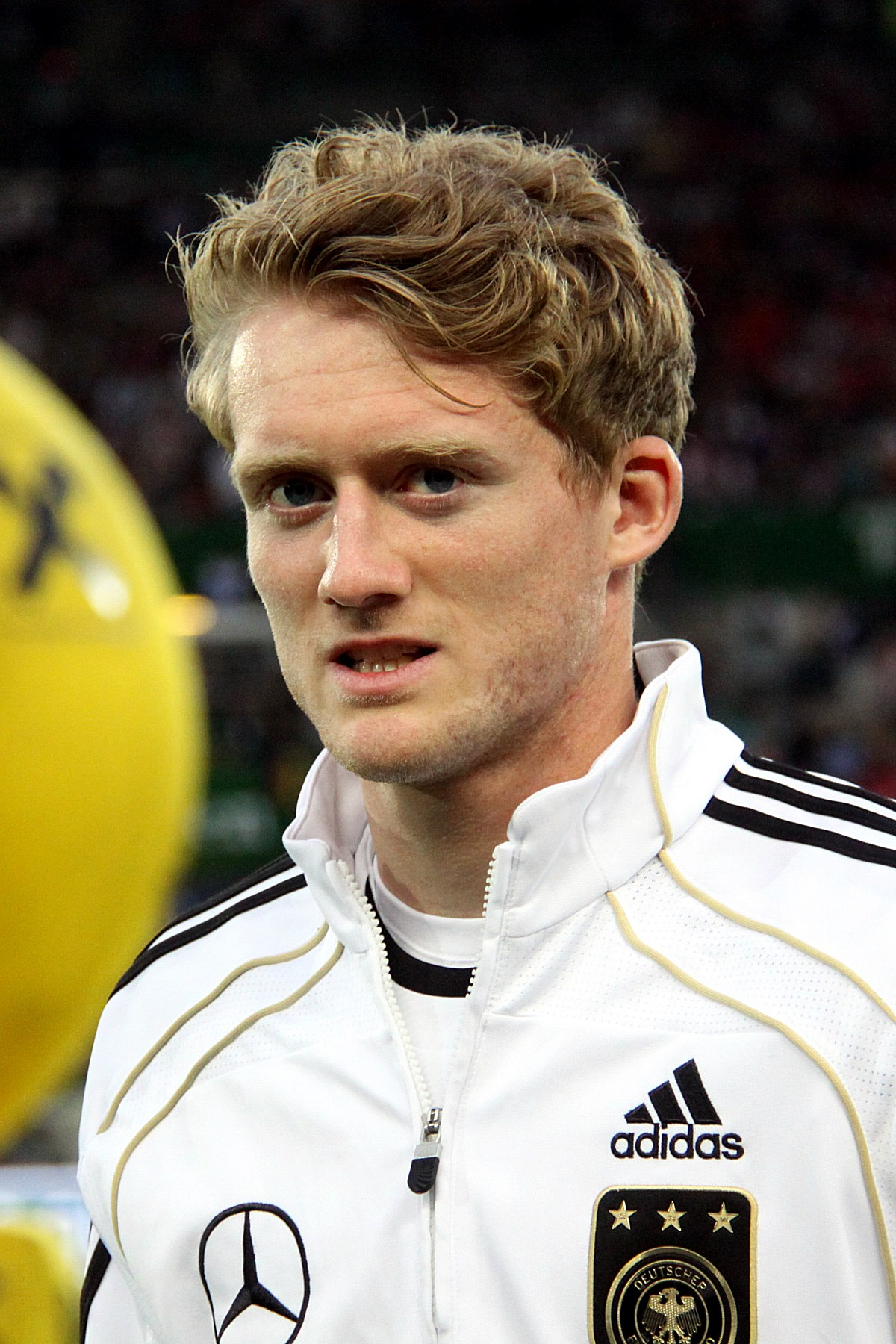
André Schürrle

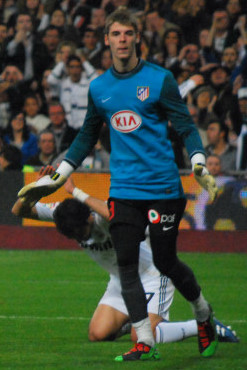
David de Gea

- 02. November: Kendall Schmidt, US-amerikanischer Schauspieler und Sänger
- 04. November: Matthias Büttner, deutscher Politiker, MdB
- 04. November: Anders Fjordbach, dänischer Automobilrennfahrer
- 06. November: Valentina Nappi, italienische Pornodarstellerin
- 06. November: André Schürrle, deutscher Fußballspieler
- 06. November: Kris Wu, kanadischer Schauspieler und Musiker
- 07. November: David de Gea, spanischer Fußballspieler
- 07. November: Rosa-Mystique Jones, nauruische Leichtathletin
- 07. November: Merlin Polzin, deutscher Fußballtrainer
- 08. November: Hanna Fogelström, schwedische Handballspielerin
- 08. November: Yeliz Simsek, deutsche Schauspielerin
- 09. November: Lalawélé Atakora, togoischer Fußballspieler
- 09. November: Romain Bardet, französischer Radrennfahrer
- 09. November: Olga Anatoljewna Gorschenina, russische Handballspielerin
- 10. November: Julia Arnold, deutsche Fußballspielerin
- 10. November: Sylvia Arnold, deutsche Fußballspielerin
- 10. November: Vanessa Ferrari, italienische Turnerin
- 11. November: Tom Dumoulin, niederländischer Radrennfahrer
- 11. November: Julian Koch, deutscher Fußballspieler
- 12. November: Florent Manaudou, französischer Schwimmer
- 13. November: Maxime Biamou, französischer Fußballspieler
- 13. November: Christine Foth, deutsche Handballspielerin
- 13. November: Jerzy Janowicz, polnischer Tennisspieler
- 13. November: Jibbs, US-amerikanischer Rapper
- 13. November: Fjodor Malychin, russischer Eishockeyspieler († 2025)
- 14. November: Kateřina Němcová, tschechische Schachspielerin
- 14. November: Zoe Van der Weel, britische Handballspielerin
- 16. November: Dénes Dibusz, Fußballspieler
- 17. November: Camille Pépin, französische Komponistin
- 18. November: Noémie Schmidt, Schweizer Schauspielerin
- 19. November: Nick Andries, US-amerikanischer Automobilrennfahrer
- 19. November: Patrick Miedema, niederländischer Handballspieler
- 20. November: Maria Sole Ferrieri Caputi, italienische Fußballschiedsrichterin
- 21. November: Richard Idoine, neuseeländischer Eishockeyspieler
- 21. November: Ilie Sánchez, spanischer Fußballspieler
- 22. November: Taha Akgül, türkischer Ringer
- 25. November: Alaaeldin Abouelkassem, ägyptischer Fechter
- 26. November: Osama Akharraz, dänisch-marokkanischer Fußballspieler
- 26. November: Avery Bradley, US-amerikanischer Basketballspieler
- 26. November: Gabriel Paulista, brasilianischer Fußballspieler
- 26. November: Rita Ora, britische Sängerin
- 26. November: Austin Pasztor, kanadischer American-Football-Spieler
- 27. November: Amaro Antunes, portugiesischer Straßenradrennfahrer
- 28. November: Anga Dedryck Boyata, belgischer Fußballspieler
- 28. November: Gianmarco Raimondo, kanadischer Automobilrennfahrer
- 28. November: Bradley Smith, britischer Motorradrennfahrer
- 28. November: Tosh Van der Sande, belgischer Radrennfahrer
- 29. November: Diego Boneta, mexikanischer Schauspieler
- 29. November: Johan Koch, dänischer Handballspieler

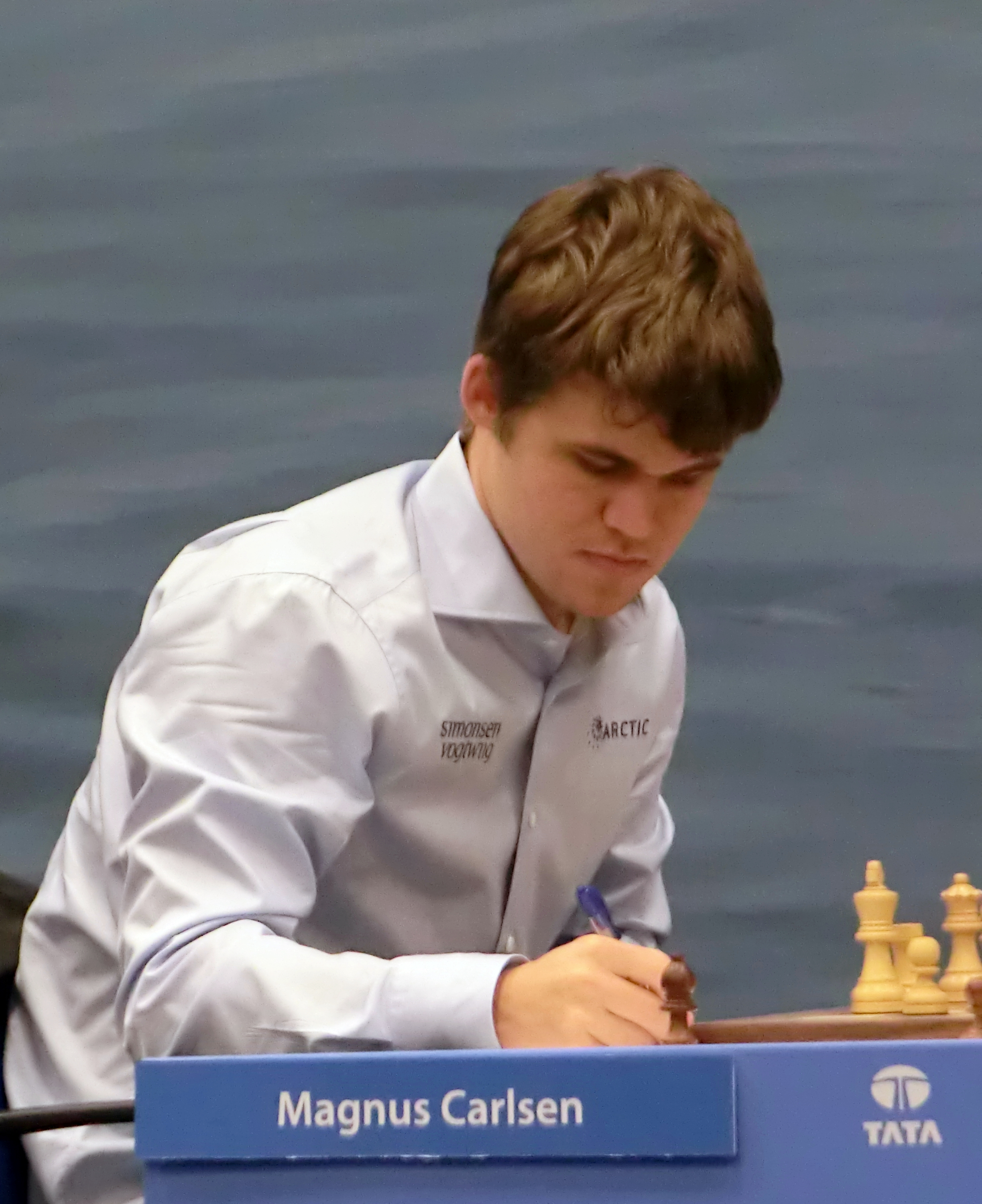
Magnus Carlsen, 2013

- 30. November: Miiko Albornoz, chilenisch-schwedischer Fußballspieler
- 30. November: Magnus Carlsen, norwegischer Schach-Großmeister
- 30. November: Jesús Ezquerra, spanischer Radrennfahrer
- 30. November: Eleftherios Petrounias, griechischer Turner
- 00. November: Alexander Martschewski, bulgarisch-deutscher Schauspieler

### Dezember
- 01. Dezember: Pia-Micaela Barucki, deutsche Schauspielerin
- 01. Dezember: Steven Palette, französischer Automobilrennfahrer
- 02. Dezember: Emmanuel Agyemang Badu, ghanaischer Fußballspieler
- 03. Dezember: Fausto Rossi, italienischer Fußballspieler
- 03. Dezember: Anna Sergejewna Sen, russische Handballspielerin
- 03. Dezember: Mike Tauchman, US-amerikanischer Baseballspieler
- 03. Dezember: Nick Yelloly, britischer Automobilrennfahrer
- 05. Dezember: Cléber, brasilianischer Fußballspieler
- 05. Dezember: Diego Dellasega, italienischer Skispringer
- 05. Dezember: Marvin Knoll, deutscher Fußballspieler
- 05. Dezember: Andri Mikaelsson, isländischer Eishockeyspieler
- 06. Dezember: Tamira Paszek, österreichische Tennisspielerin
- 08. Dezember: Dana Terrace, US-amerikanische Animatorin
- 09. Dezember: Debbie Bont, niederländische Handballspielerin
- 09. Dezember: Ashleigh Brewer, australische Schauspielerin
- 09. Dezember: Samuel Guy, französischer Nordischer Kombinierer
- 09. Dezember: LaFee, deutsche Sängerin
- 09. Dezember: Marc Lauterbach, deutscher Handballspieler
- 09. Dezember: Lucie Jarrige, französische Chemikerin und Prakletterin
- 10. Dezember: Aruwa Late Ameh, nigerianischer Fußballspieler († 2011)
- 10. Dezember: Melanie Böhm, österreichische Schauspielerin
- 10. Dezember: Timothy Boldt, deutscher Schauspieler
- 10. Dezember: Shōya Tomizawa, japanischer Motorradrennfahrer († 2010)
- 12. Dezember: Polat Kemboi Arıkan, türkischer Langstreckenläufer
- 12. Dezember: Prince Damien, deutscher Sänger
- 13. Dezember: Niklas Ruß, deutscher Handballspieler
- 14. Dezember: Bojan Kosić, montenegrinischer Skirennläufer
- 15. Dezember: Xenia Georgia Assenza, deutsche Schauspielerin
- 15. Dezember: Juliane Wurm, deutsche Sportkletterin
- 17. Dezember: Folashade Abugan, nigerianische Leichtathletin
- 17. Dezember: Felix Adjei, ghanaischer Fußballspieler
- 17. Dezember: Henri Anier, estnischer Fußballspieler
- 18. Dezember: Fabian Rießle, deutscher Nordischer Kombinierer
- 19. Dezember: Sally Fitzgibbons, australische Surferin
- 19. Dezember: Jenna Thiam, belgische Schauspielerin
- 20. Dezember: Joanna ‚JoJo‘ Levesque, US-amerikanische Sängerin
- 21. Dezember: Konstantin Bez, deutscher Schauspieler
- 22. Dezember: Jean-Baptiste Maunier, französischer Sänger und Schauspieler
- 22. Dezember: Josef Newgarden, US-amerikanischer Automobilrennfahrer
- 23. Dezember: Yvette Broch, niederländische Handballspielerin
- 24. Dezember: Marcel Glauche, deutscher Schauspieler und Regisseur
- 24. Dezember: Lars Hartig, deutscher Ruderer
- 24. Dezember: Michael Lewis, US-amerikanischer Automobilrennfahrer
- 25. Dezember: Moreno Moser, italienischer Radrennfahrer
- 25. Dezember: Marie Luise Stahl, deutsche Schauspielerin
- 26. Dezember: Andy Biersack, US-amerikanischer Sänger
- 28. Dezember: Ayele Abshero, äthiopischer Langstreckenläufer
- 28. Dezember: David James Archuleta, US-amerikanischer Popsänger
- 29. Dezember: Amanuel Mesel, eritreischer Langstreckenläufer
- 30. Dezember: Bruno Henrique, brasilianischer Fußballspieler
- 30. Dezember: John Henson, US-amerikanischer Basketballspieler
- 31. Dezember: Patrick Chan, kanadischer Eiskunstläufer
- 31. Dezember: Danny Noppert, niederländischer Dartspieler
- 31. Dezember: Anthony Peters, kanadischer Eishockeyspieler
- 31. Dezember: Jakob Schubert, österreichischer Sportkletterer
- 31. Dezember: Johannes Sellin, deutscher Handballspieler und -trainer

### Tag unbekannt
- Matthew Aucoin, US-amerikanischer Komponist, Pianist, Dirigent und Autor
- Sophia Burtscher, österreichische Schauspielerin
- Christian Czeremnych, deutscher Schauspieler
- Jasper Diedrichsen, deutscher Schauspieler, Kabarettist und Comedian
- Chantal Dubs, Schweizer Schauspielerin
- Julia Edtmeier, österreichische Schauspielerin
- Hüseyin Ekici, deutscher Schauspieler
- Manuel Feneberg, deutscher Schauspieler
- Markus Freistätter, österreichischer Schauspieler
- Alina Fritsch, österreichische Schauspielerin
- Johanna Graen, deutsche Schauspielerin
- Willi Gerk, deutscher Schauspieler
- Konstantin Gerlach, deutscher Schauspieler
- Frida-Lovisa Hamann, deutsche Schauspielerin
- Anna Hausburg, deutsche Schauspielerin
- Lara Heller, britisch-deutsch-iranische Schauspielerin
- Rony Herman, österreichischer Schauspieler
- Wolf Danny Homann, deutscher Schauspieler
- Maxine Kazis, griechisch-schweizerische Sängerin und Schauspielerin
- Maximilian Klas, deutscher Schauspieler
- Kerstin König, deutsche Schauspielerin
- Josia Krug, deutscher Schauspieler
- Anna Kühlein, deutsche Filmkomponistin
- Moritz Leu, deutscher Schauspieler
- Meryl Marty, Schweizer Schauspielerin
- Altamasch Noor, deutscher Schauspieler
- Christa Orben, deutsche Meteorologin und Fernsehmoderatorin
- Cecil von Renner, deutscher Schauspieler
- Arne Rudolf, deutscher Schauspieler
- Merlin Sandmeyer, deutscher Schauspieler
- Victoria Schulz, deutsche Schauspielerin
- Joshua Seelenbinder, deutscher Schauspieler
- Süheyla Ünlü, deutsche Schauspielerin
- Simon Werdelis, deutscher Schauspieler
- Sina Zadra, deutsche Schauspielerin

## Gestorben
Dies ist eine Liste der bedeutendsten Persönlichkeiten, die 1990 verstorben sind. Für eine ausführlichere Liste siehe Nekrolog 1990.

### Januar

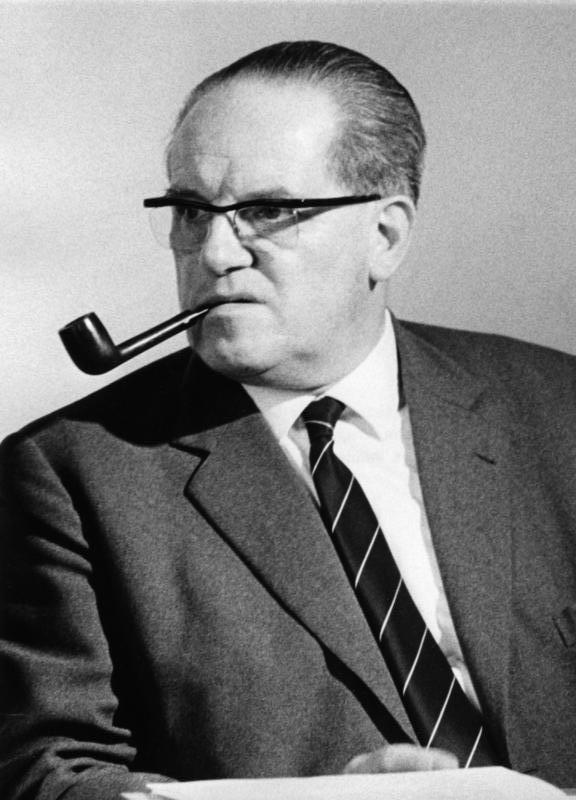
Herbert Wehner († 19. Januar)

- 01. Januar: Ernst Kuzorra, deutscher Fußballspieler (* 1905)
- 02. Januar: Juan Urteaga Loidi, spanischer Organist, Chorleiter, Musikpädagoge und Komponist (* 1914)
- 03. Januar: Ernst Widmer, schweizerisch-brasilianischer Komponist (* 1927)
- 04. Januar: Harold E. Edgerton, US-amerikanischer Elektroingenieur, Erfinder des Stroboskops (* 1903)
- 04. Januar: Kurt-Werner Seidel, deutscher Feuerwehrmann, Landesbranddirektor a. D. (* 1930)
- 04. Januar: Vladimir Ussachevski, russisch-US-amerikanischer Komponist (* 1911)
- 05. Januar: Lola Iturbe, spanische Anarchistin und Feministin (* 1902)
- 06. Januar: Hans Jaray, Kammerschauspieler, Regisseur und Autor (* 1906)
- 06. Januar: Pawel Alexejewitsch Tscherenkow, russischer Physiker und Nobelpreisträger (* 1904)
- 07. Januar: Bronko Nagurski, kanadischer American-Football-Spieler (* 1908)
- 08. Januar: Johann Asch, deutscher Politiker (* 1911)
- 08. Januar: Georgie Auld, US-amerikanischer Jazz-Tenorsaxophonist, Klarinettist und Bandleader (* 1919)
- 08. Januar: Terry-Thomas, britischer Schauspieler (* 1911)
- 09. Januar: Rosemarie Clausen, deutsche Theaterfotografin (* 1907)
- 09. Januar: Buschi Niebergall, deutscher Musiker (* 1938)
- 09. Januar: Bazilio Olara Okello, ugandischer General und für zwei Tage Präsident Ugandas (* 1929)
- 10. Januar: Ernst Engelbrecht-Greve, deutscher Politiker (* 1916)
- 12. Januar: Gaston Crunelle, französischer Flötist und Musikpädagoge (* 1898)
- 12. Januar: John Hansen, dänischer Fußballspieler (* 1924)
- 12. Januar: Paul Amadeus Pisk, österreichischer Musikwissenschaftler und Komponist (* 1893)
- 14. Januar: Hellmut Haase-Altendorf, deutscher Komponist und Pianist (* 1912)
- 15. Januar: Zeno Vancea, rumänischer Komponist und Musikwissenschaftler (* 1900)
- 16. Januar: Alfred Maleta, österreichischer Politiker, Nationalratspräsident (* 1906)
- 17. Januar: Charles Hernu, französischer Politiker (* 1923)
- 19. Januar: Pierre Barbizet, französischer Pianist und Musikpädagoge (* 1922)
- 19. Januar: Rajneesh Chandra Mohan, Gründer und Führer einer religiösen Bewegung in Indien (* 1931)
- 19. Januar: Herbert Wehner, deutscher Politiker (* 1906)
- 20. Januar: Claude Auclair, französischer Comiczeichner (* 1943)
- 20. Januar: Barbara Stanwyck, US-amerikanische Schauspielerin (* 1907)
- 21. Januar: Wilhelm Flitner, Pädagoge (* 1889)
- 22. Januar: Gordon Buehrig, US-amerikanischer Fahrzeugdesigner (* 1904)
- 22. Januar: Gerhard Klarner, deutscher Nachrichtensprecher (* 1927)
- 23. Januar: Allen Larkin Collins, US-amerikanischer Musiker (* 1952)
- 23. Januar: Charley Johns, US-amerikanischer Politiker (* 1905)
- 23. Januar: Galo Leoz, spanischer Augenarzt und Supercentenarian (* 1879)
- 24. Januar: Abraham Patusca da Silveira, brasilianischer Fußballspieler (* 1905)

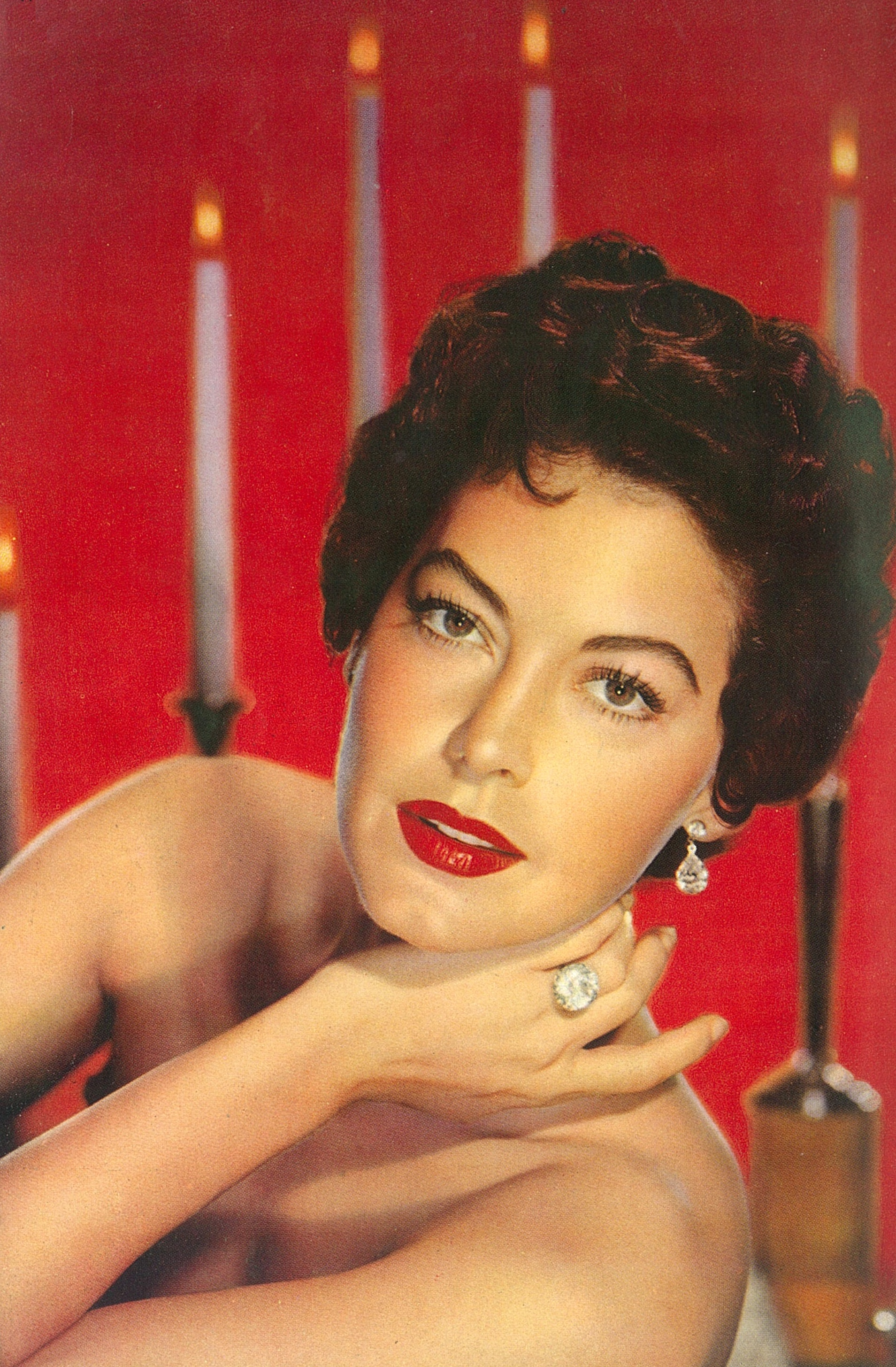
Ava Gardner, 1953

- 25. Januar: Ava Gardner, US-amerikanische Schauspielerin (* 1922)
- 26. Januar: Bob Gerard, britischer Automobilrennfahrer (* 1914)
- 26. Januar: Miloslav Ištvan, tschechischer Komponist und Musikpädagoge (* 1928)
- 26. Januar: Lewis Mumford, Philosoph (* 1895)
- 26. Januar: Higashikuni Naruhiko, japanischer Politiker und Premierminister (* 1887)
- 27. Januar: Travis „Spider“ Webb, US-amerikanischer Automobilrennfahrer (* 1910)
- 28. Januar: Josef Konrad Scheuber, Schweizer Geistlicher und Jugend- und Volksschriftsteller (* 1905)
- 31. Januar: Juan Francisco Giacobbe, argentinischer Komponist, Musikwissenschaftler und -pädagoge (* 1907)
- 31. Januar: Samuel Cochran Phillips, US-amerikanischer General (* 1921)

### Februar
- 02. Februar: Paul Ariste, estnischer Sprachwissenschaftler (* 1905)
- 02. Februar: Paul Arzens, französischer Designer (* 1903)
- 02. Februar: Mel Lewis, US-amerikanischer Jazzmusiker (* 1929)
- 05. Februar: Edgar Herschler, US-amerikanischer Politiker (* 1918)
- 07. Februar: Alan J. Perlis, Informatiker (* 1922)
- 07. Februar: Jimmy Van Heusen, US-amerikanischer Komponist (* 1913)
- 08. Februar: Georges de Mestral, Schweizer Ingenieur, Erfinder des Klettverschlusses (* 1907)
- 08. Februar: Del Shannon, US-amerikanischer Rock-’n’-Roll-Sänger (* 1934)
- 08. Februar: Ernest Titterton, britisch-australischer Kernphysiker (* 1916)
- 10. Februar: Josef Hindels, österreichischer Widerstandskämpfer im Dritten Reich (* 1916)
- 11. Februar: Léopold Anoul, belgischer Fußballspieler (* 1922)
- 11. Februar: Helmut Bornefeld, deutscher Kirchenmusiker, Komponist, Orgelsachverständiger, Grafiker und Autor (* 1906)

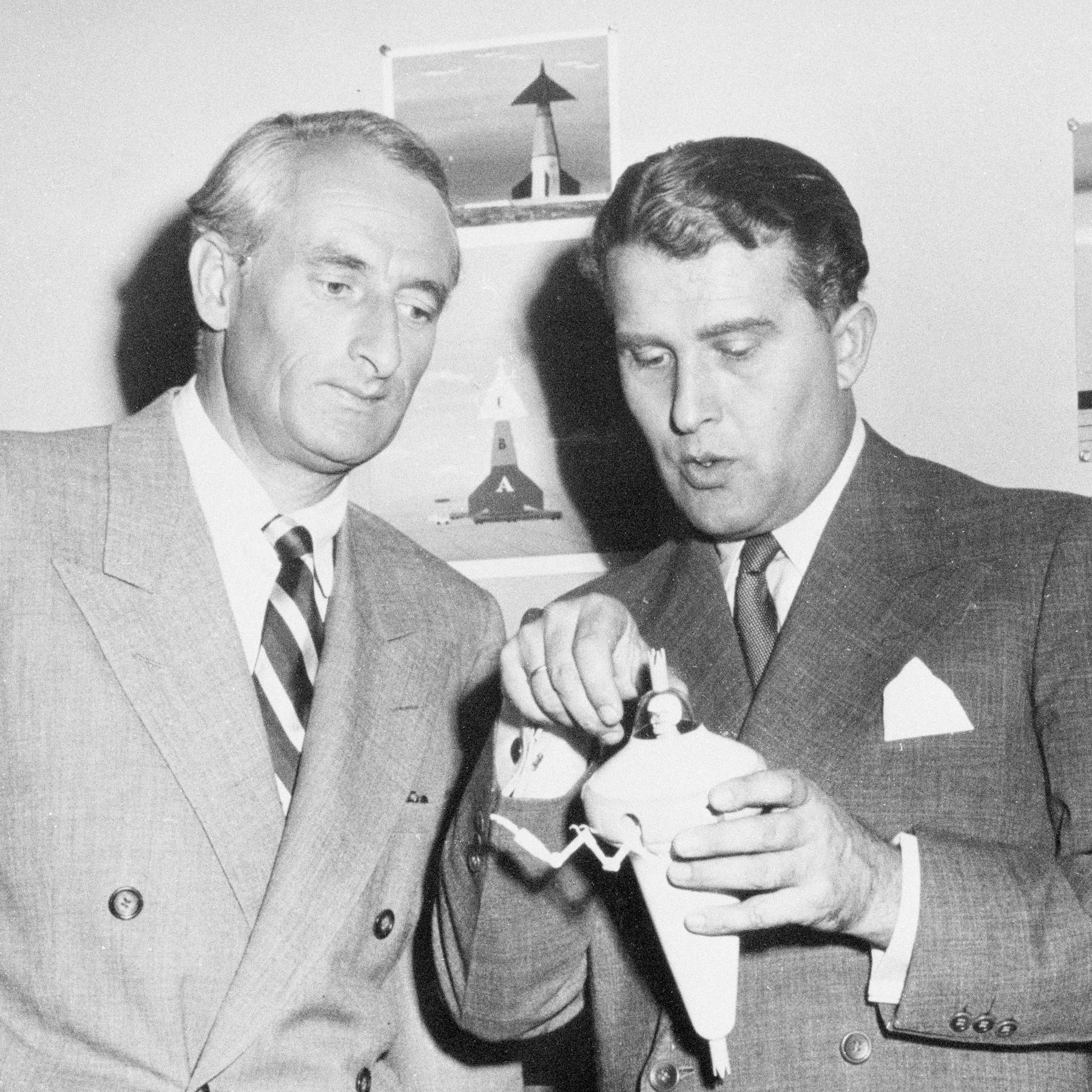
Heinz Haber (links) im Gespräch mit Wernher von Braun

- 13. Februar: Heinz Haber, deutscher Astrophysiker (* 1913)
- 14. Februar: Luděk Čajka, tschechischer Eishockeyspieler (* 1963)
- 14. Februar: Tony Holiday, deutscher Sänger (* 1951)
- 14. Februar: Fritz Schulz-Reichel, deutscher Komponist und Pianist (* 1912)
- 14. Februar: Jean Wallace, US-amerikanische Schauspielerin (* 1923)
- 15. Februar: Henry Brandon, US-amerikanischer Schauspieler (* 1912)
- 16. Februar: Keith Haring, US-amerikanischer Künstler (* 1958)
- 22. Februar: Aida Tsunao, japanischer Dichter (* 1914)
- 23. Februar: James M. Gavin, US-amerikanischer Generalleutnant (* 1907)
- 24. Februar: Alessandro Pertini, italienischer Politiker (* 1896)
- 24. Februar: Johnnie Ray, US-amerikanischer Sänger, Pianist und Songwriter (* 1927)
- 28. Februar: Walter Kienitz, deutscher Brigadegeneral der Luftwaffe, Unterabteilungsleiter im Bundesnachrichtendienst (* 1910)
- 28. Februar: Manuel Sabre Marroquín, mexikanischer Pianist und Komponist (* 1914)

### März
- 03. März: Bruce Low, niederländischer Schlager- und Gospelsänger (* 1913)
- 04. März: Konstantin Kokkinaki, sowjetischer Testpilot (* 1910)
- 05. März: Edmund Conen, deutscher Fußballer (* 1914)
- 06. März: E. T. Klassen, US-amerikanischer Geschäftsmann (* 1908)
- 07. März: Claude Arrieu, französische Komponistin (* 1903)
- 07. März: Luís Carlos Prestes, brasilianischer Politiker (* 1898)
- 07. März: Carl Alvar Wirtanen, US-amerikanischer Astronom (* 1910)
- 09. März: Carlos Alberto Peronace, argentinischer Schachproblemkomponist (* 1933)
- 09. März: Martial Singher, französischer Opernsänger und Musikpädagoge (* 1904)
- 10. März: Bruno Bělčík, tschechischer Geiger (* 1924)
- 10. März: Tseng Kwong Chi, aus China stammender US-amerikanischer Fotograf (* 1950)
- 12. März: Baldur Hönlinger, österreichischer Schachmeister (* 1905)
- 12. März: Philippe Soupault, französischer Dichter und Schriftsteller (* 1897)
- 13. März: Bruno Bettelheim, US-amerikanischer Psychoanalytiker und Kinderpsychologe (* 1903)
- 13. März: Ernst Goldenbaum, Minister für Land- und Forstwirtschaft der DDR (* 1898)
- 13. März: Karl Münchinger, deutscher Dirigent (* 1915)
- 16. März: Ernst Bacon, US-amerikanischer Komponist, Dirigent, Pianist und Musikpädagoge (* 1898)
- 16. März: Fritz Ewert, deutscher Fußballspieler (* 1937)
- 17. März: Andō Mikio, japanischer Kinderbuchautor, Literaturkritiker und Hochschullehrer (* 1930)
- 17. März: Capucine, französische Schauspielerin (* 1928)
- 17. März: Ric Grech, britischer Rockmusiker (* 1946)
- 19. März: Oyinkan Abayomi, nigerianische Politikerin, Frauenrechtlerin und Lehrerin (* 1897)
- 19. März: Franz Felke, deutscher Unternehmer (* 1902)
- 19. März: Leopold Neumer, deutscher und österreichischer Fußballspieler (* 1919)
- 20. März: Hildegard Bienen, bildende Künstlerin (* 1925)
- 20. März: Maurice Cloche, französischer Regisseur, Drehbuchautor und Filmproduzent (* 1907)
- 20. März: Lew Jaschin, russischer Fußballspieler (* 1929)
- 22. März: Gerald Bull, kanadischer Artilleriewissenschaftler (* 1928)
- 24. März: An Wang, US-amerikanischer Computerentwickler und Erfinder (* 1920)
- 26. März: Christian Meyer-Oldenburg, deutschsprachiger Science-Fiction-Autor (* 1936)
- 28. März: Gino Cappello, italienischer Fußballspieler (* 1920)
- 28. März: Kurt Scharf, evangelischer Bischof (* 1902)
- 31. März: Jerzy Karol Ablewicz, polnischer Bischof (* 1919)
- 31. März: Piera Aulagnier, französische Psychoanalytikerin und Psychiaterin (* 1923)
- 00. März: Eric Anderson, englischer Fußballspieler (* 1931)

### April
- 01. April: Carlos Peucelle, argentinischer Fußballspieler und -trainer (* 1908)
- 02. April: Aldo Fabrizi, italienischer Filmschauspieler und Regisseur (* 1905)
- 03. April: Sarah Vaughan, US-amerikanische Jazz-Sängerin (* 1924)
- 04. April: Bernhard Rensch, deutscher Evolutionsbiologe (* 1900)
- 04. April: Paul Yoder, US-amerikanischer Komponist und Professor (* 1908)
- 06. April: Alfred Sohn-Rethel, Volkswirtschaftler, Philosoph und Industriesoziologe (* 1899)
- 08. April: Will Brandes, deutscher Schlagersänger (* 1928)
- 08. April: Hans Korte deutscher Generalmajor (* 1899)
- 09. April: Wolfgang Junker, Minister für Bauwesen der DDR (* 1929)
- 10. April: Gerhard Schrader, deutscher Chemiker (* 1903)
- 12. April: Kitagawa Fuyuhiko, japanischer Lyriker und Theaterkritiker (* 1900)
- 12. April: Otto Neumann, deutscher Leichtathlet (* 1902)
- 12. April: Luis Trenker, Südtiroler Architekt, Bergsteiger, Schauspieler, Regisseur und Schriftsteller (* 1892)
- 13. April: Hans Reinerth, deutscher Archäologe (* 1900)
- 14. April: Mario Frustalupi, italienischer Fußballspieler (* 1942)
- 14. April: Martin Kessel, deutscher Schriftsteller (* 1901)

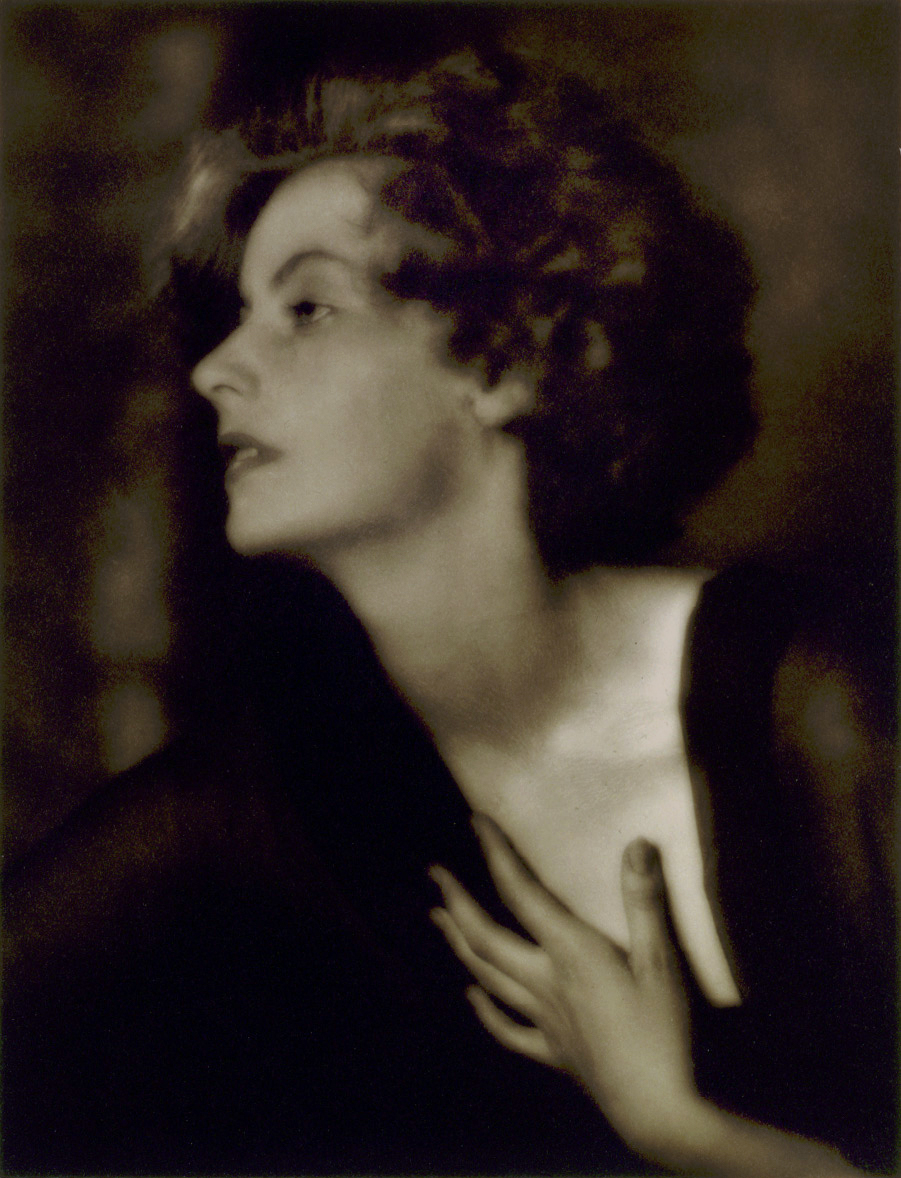
Greta Garbo

- 15. April: Greta Garbo, schwedische Filmschauspielerin (* 1905)
- 15. April: Helmut Lemke, deutscher Politiker und Ministerpräsident von Schleswig-Holstein (* 1907)
- 17. April: Ralph David Abernathy, US-amerikanischer Bürgerrechtler (* 1926)
- 17. April: Angelo Schiavio, italienischer Fußballspieler (* 1905)
- 17. April: Karl Walz, deutscher Politiker (* 1900)
- 18. April: Bob Drake, US-amerikanischer Automobilrennfahrer (* 1919)
- 18. April: Friedrich Wilhelm Kraemer, ein deutscher Architekt und Hochschullehrer (* 1907)
- 19. April: Marco Aurelio Robles Méndez, 32. Staatspräsident von Panama (* 1905)
- 20. April: Hedda Koppé, Schweizer Schauspielerin (* 1896)

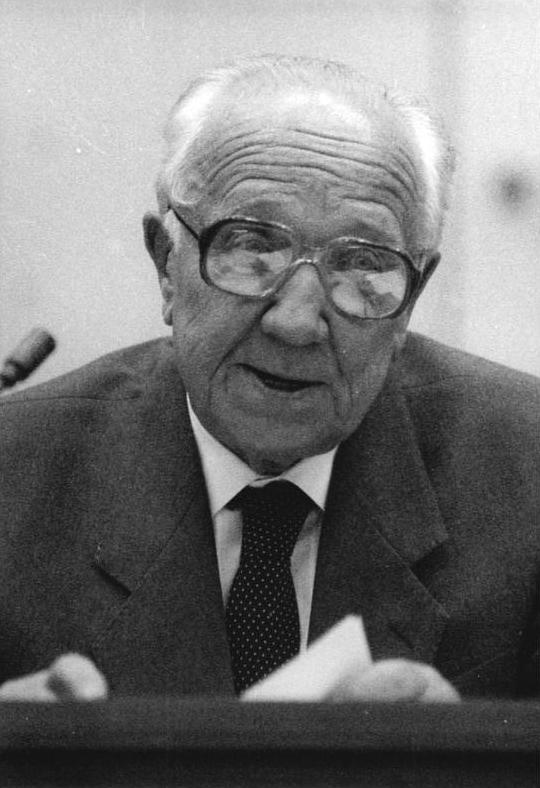
Horst Sindermann, 1989

- 20. April: Horst Sindermann, deutscher Politiker und Präsident der Volkskammer der DDR (* 1915)
- 21. April: Frank J. Lausche, US-amerikanischer Politiker (* 1895)
- 22. April: Bob Davies, US-amerikanischer Basketballspieler (* 1920)
- 23. April: Paulette Goddard, US-amerikanische Schauspielerin (* 1910)
- 25. April: Dexter Gordon, US-amerikanischer Tenorsaxophonist (* 1923)
- 27. April: Hellmuth Klauhs, österreichischer Bankdirektor (* 1928)
- 29. April: Max Bense, deutscher Philosoph, Schriftsteller und Publizist (* 1910)
- 20. Juni: Helmut Berndt, deutscher Leichtathlet, Wintersportler und Sportfunktionär (* 1915)
- 30. April: Mario Pizziolo, italienischer Fußballspieler (* 1909)

### Mai
- 01. Mai: Ingo Kümmel, deutscher Kunstvermittler und Galerist (* 1937)
- 02. Mai: William L. Dawson, US-amerikanischer Komponist, Chorleiter und Musikpädagoge (* 1899)
- 03. Mai: Dovima, US-amerikanisches Fotomodell (* 1927)
- 05. Mai: Henning von Arnim, deutscher Oberfinanzpräsident (* 1916)
- 05. Mai: Walter Bruch, Pionier des deutschen Fernsehens (* 1908)
- 05. Mai: Kurt Gregor, Minister für Außenhandel und Innerdeutschen Handel der DDR (* 1907)
- 06. Mai: Irmtraud Morgner, deutsche Schriftstellerin (* 1933)
- 07. Mai: Andreas Karađorđević, Bruder des letzten Königs von Jugoslawien (* 1929)
- 08. Mai: Gustav Rudolf Sellner, deutscher Regisseur und Theaterleiter (* 1905)
- 10. Mai: Bruno Arno, deutscher Schauspieler, Kabarettist, Choreograph und Tänzer (* 1902)
- 10. Mai: Therese Neudorfer, österreichische Politikerin (* 1920)
- 10. Mai: Karl-Eduard Wilke, deutscher Generalmajor (* 1901)
- 11. Mai: Erich Dietz, deutscher Maler und Bildhauer (* 1903)
- 11. Mai: Heidemarie Hatheyer, österreichische Schauspielerin, Sängerin und Kabarettistin (* 1918)
- 11. Mai: Hanne Wieder, deutsche Kabarettistin, Diseuse und Schauspielerin (* 1925)
- 14. Mai: André Amellér, französischer Komponist und Musikpädagoge (* 1912)

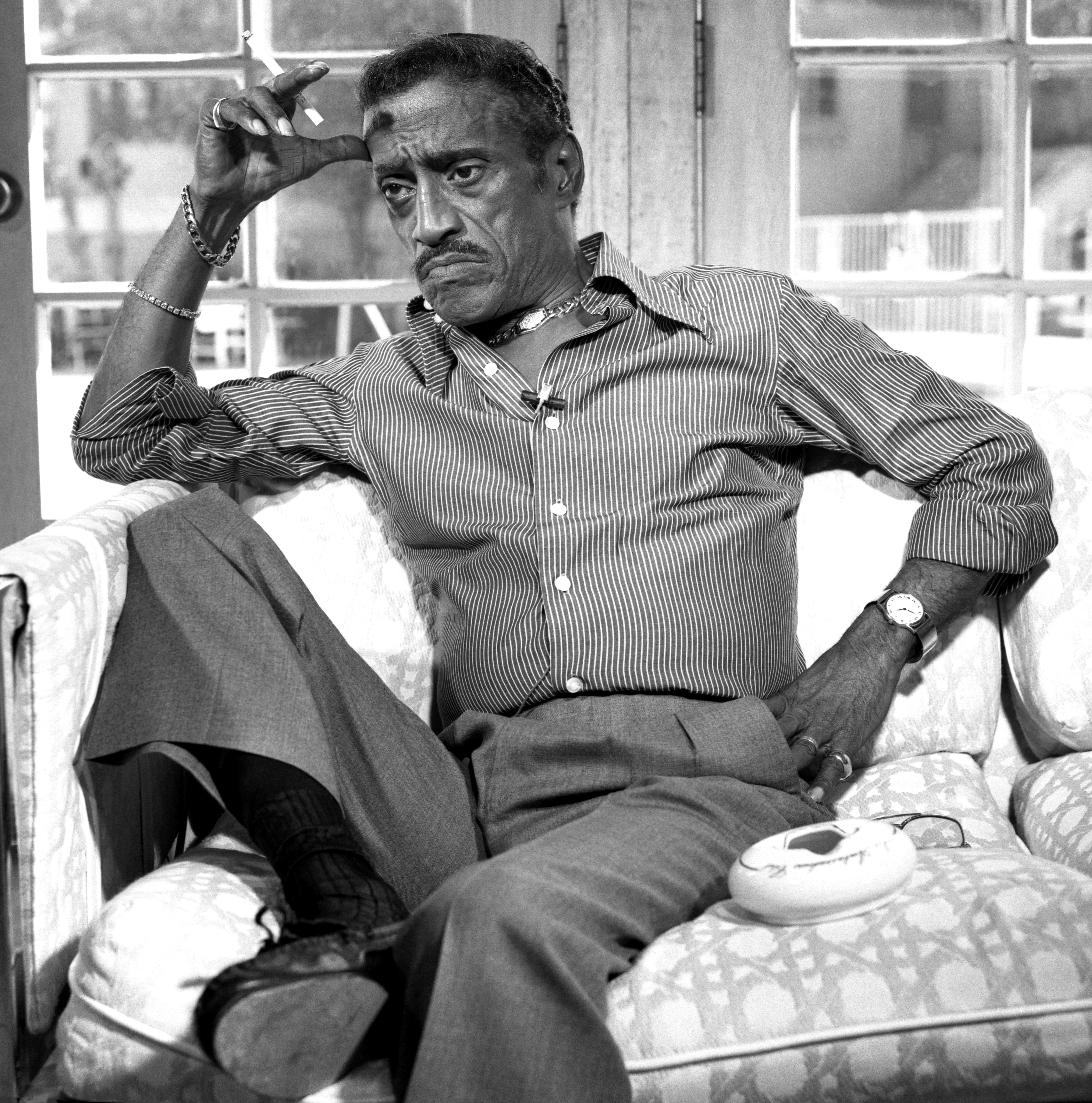
Sammy Davis, Jr.

- 16. Mai: Sammy Davis, Jr., US-amerikanischer Sänger, Tänzer und Schauspieler (* 1925)

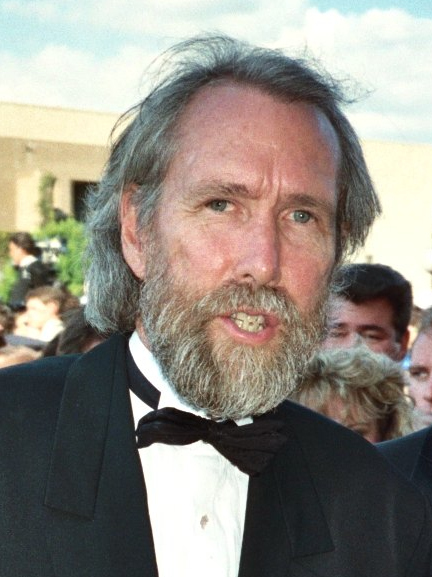
Jim Henson, 1989

- 16. Mai: Jim Henson, US-amerikanischer Regisseur und TV-Produzent (* 1936)
- 16. Mai: Marcelle Kraemer-Bach, französische Rechtsanwältin und Feministin (* 1895)
- 17. Mai: Manuel Anatol Arístegui, spanischer Fußballspieler (* 1903)
- 18. Mai: Jill Ireland, Schauspielern und Produzentin (* 1936)
- 18. Mai: Joseph-Marie Trinh Van-Can, Erzbischof von Hanoi und Kardinal (* 1921)
- 21. Mai: Morris Levy, US-amerikanischer Schallplattenempresario (* 1927)
- 22. Mai: Rocky Graziano, US-amerikanischer Boxer (* 1919)
- 24. Mai: Dries van der Lof, niederländischer Automobilrennfahrer (* 1919)
- 24. Mai: Léo Rivest, kanadischer Schauspieler (* 1913)
- 24. Mai: Julijans Vaivods, Erzbischof von Riga und Kardinal der römisch-katholischen Kirche (* 1895)
- 26. Mai: Edouard Burnier, Schweizer evangelischer Theologe und Hochschullehrer (* 1906)
- 26. Mai: Chris McGregor, südafrikanischer Pianist, Komponist und Bandleader (* 1936)
- 27. Mai: Hans Bunge, deutscher Dramaturg, Regisseur und Autor (* 1919)
- 27. Mai: Robert B. Meyner, US-amerikanischer Politiker (* 1908)
- 28. Mai: Giorgio Manganelli, italienischer Schriftsteller, Essayist, Journalist und Literaturwissenschaftler (* 1922)
- 28. Mai: Wilhelm Wagenfeld, deutscher Gebrauchs-Designer (* 1900)
- 28. Mai: Wally „Gundel“ Wittmann, deutsche Leichtathletin und Handballspielerin (* 1905)
- 29. Mai: Joseph Asher, deutsch-US-amerikanischer Rabbiner (* 1921)
- 31. Mai: José d’Angelo Neto, brasilianischer Erzbischof (* 1917)
- 31. Mai: Johannes Paul, deutscher Historiker (* 1891)
- 31. Mai: Willy Spühler, Schweizer Politiker (* 1902)
- 00. Mai: Elroy Dietzel, US-amerikanischer Rockabilly-Musiker (* 1936)

### Juni
- 01. Juni: Ernst Wilhelm Borchert, deutscher Schauspieler und Synchronsprecher (* 1907)
- 02. Juni: Jack Gilford, US-amerikanischer Schauspieler (* 1907)
- 02. Juni: Rex Harrison, britischer Schauspieler (* 1908)
- 03. Juni: Robert Noyce, gilt als Erfinder der integrierten Schaltung (* 1927)
- 05. Juni: Frederick Nnabuenyi Ugonna, nigerianischer Linguist und Literaturwissenschaftler (* 1936)
- 08. Juni: Akaba Suekichi, japanischer Illustrator (* 1910)
- 11. Juni: Oldřich Nejedlý, tschechoslowakischer Fußballspieler (* 1909)
- 12. Juni: Georg Meistermann, deutscher Glasmaler (* 1911)
- 12. Juni: Horst Scholze, deutscher Glaschemiker und Hochschullehrer (* 1921)
- 14. Juni: Erna Berger, deutsche Sopranistin (* 1900)
- 16. Juni: Ruedi Walter, Schweizer Volksschauspieler und Kabarettist (* 1916)
- 16. Juni: Thomas George Cowling, britischer Astronom und Mathematiker (* 1906)
- 21. Juni: Rudolf Alexander Agricola, deutscher Bildhauer (* 1912)
- 21. Juni: June Christy, geb. Shirley Luster, US-amerikanische Jazzsängerin (* 1925)
- 21. Juni: Lucy Millowitsch, deutsche Schauspielerin und Theaterleiterin (* 1905)

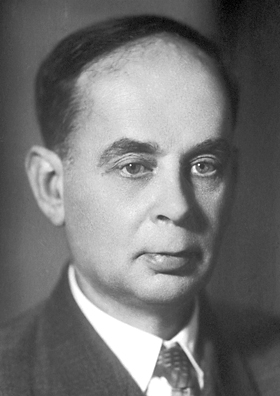
Ilja Frank

- 22. Juni: Ilja Michailowitsch Frank, russischer Physiker, 1958 Nobelpreis für Physik (* 1908)
- 25. Juni: Peggy Glanville-Hicks, australische Komponistin (* 1912)
- 28. Juni: Herbert Jobst, deutscher Schriftsteller (* 1915)

### Juli

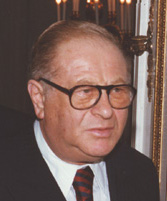
Bruno Kreisky († 29. Juli)

- 02. Juli: Silvina Bullrich, argentinische Schriftstellerin (* 1915)
- 06. Juli: Joseph Emmanuel Appiah, ghanaischer Juristen, Diplomaten und Politiker (* 1918)
- 06. Juli: Měrćin Nowak-Njechorński, sorbischer Maler, Publizist und Schriftsteller (* 1900)
- 07. Juli: Hugo Makibi Enomiya-Lassalle, Jesuit und Zen-Meister (* 1898)
- 10. Juli: Donald McGavran, US-amerikanischer evangelikaler Theologe, Missionar und Missiologe (* 1897)
- 15. Juli: Otto Frei, Schweizer Journalist und Schriftsteller (* 1924)
- 15. Juli: Christian Rubi, Schweizer Lehrer, Heimatforscher und Volkskundler (* 1899)
- 15. Juli: Maekawa Samio, japanischer Lyriker (* 1903)
- 17. Juli: Edgar Rabsch, deutscher Organist, Chorleiter und Komponist (* 1928)
- 18. Juli: Yves Chaland, französischer Zeichner und Comicbuchautor (* 1957)
- 18. Juli: Sergio Hualpa, argentinischer Komponist (* 1941)
- 18. Juli: Yun Bo-seon, südkoreanischer Politiker (* 1897)
- 20. Juli: Hippolyt Poschinger von Frauenau, bayerischer Unternehmer, Forstwirt und Politiker (* 1908)
- 21. Juli: Sergei Paradschanow, armenischer Filmregisseur (* 1924)
- 22. Juli: Irene Ambrus, ungarische Sängerin und Schauspielerin (* 1904)
- 22. Juli: John Niemann, deutscher Schachproblemkomponist (* 1905)
- 22. Juli: Manuel Puig, argentinischer Schriftsteller und Drehbuchautor (* 1932)
- 23. Juli: Otto Ambros, deutscher Chemiker (* 1901)
- 23. Juli: Mihály Hajdú, ungarischer Komponist (* 1909)
- 25. Juli: Jean Fourastié, französischer Ökonom (* 1907)
- 25. Juli: Alfredo Piàn, argentinischer Automobilrennfahrer (* 1912)
- 26. Juli: Hans Aebli, Schweizer Pädagoge (* 1923)
- 26. Juli: Brent Mydland, US-amerikanischer Keyboarder und Sänger, Mitglied bei Grateful Dead (* 1952)
- 26. Juli: Giorgio Scarlatti, italienischer Automobilrennfahrer (* 1921)
- 27. Juli: Ernie Archer, britischer Artdirector und Szenenbildner (* 1910)
- 29. Juli: Bruno Kreisky, österreichischer Politiker (* 1911)
- 31. Juli: Ludger Westrick, deutscher Politiker, Bundesminister für besondere Aufgaben (* 1894)
- 31. Juli: Wilhelm Nowack, deutscher Journalist und Politiker (* 1897)
- 31. Juli: Fernando Sancho, spanischer Schauspieler (* 1916)

### August
- 01. August: Norbert Elias, deutsch-britischer Soziologe, Philosoph und Dichter (* 1897)
- 03. August: Betty Amann, deutsch-amerikanische Schauspielerin (* 1907)
- 03. August: Eunice Katunda, brasilianische Komponistin (* 1915)
- 04. August: Heinz Frieler, deutscher Politiker (* 1927)
- 04. August: Ettore Maserati, italienischer Ingenieur und Unternehmer (* 1894)
- 05. August: Ivan Blatný, tschechischer Dichter und Schriftsteller (* 1919)
- 06. August: Gordon Bunshaft, US-amerikanischer Architekt (* 1909)
- 06. August: Wolfgang Queisner, deutscher Brigadegeneral (* 1906)
- 07. August: Gebhard Müller, Ministerpräsident von Baden-Württemberg (* 1900)
- 08. August: Andrzej Dobrowolski, polnischer Komponist und Musikpädagoge (* 1921)
- 10. August: Jacobo Arenas, kolumbianischer Politiker und Guerillero (* 1924)
- 12. August: Roy Williamson, Musiker und Instrumentenbauer (* 1936)
- 14. August: James Boulton, britischer Autorennfahrer  (* 1910)
- 15. August: Wiktor Zoi, russischer Rocksänger (* 1962)
- 16. August: Roland Charrière, französischer Automobilrennfahrer (* 1926)
- 16. August: Annik Saxegaard, norwegische Schriftstellerin (* 1905)

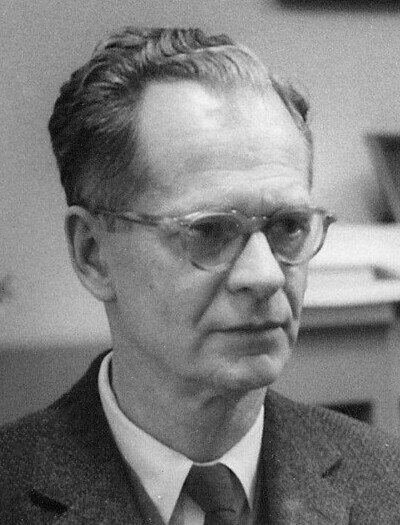
B. F. Skinner, um 1950

- 18. August: Burrhus Frederic Skinner, Prominentester Vertreter des Behaviorismus in den USA (* 1904)
- 19. August: Michel Callens MAfr, französischer Ordensgeistlicher und römisch-katholischer Prälat von Tunis (* 1918)
- 19. August: Gerold Fischer, deutscher Motorradrennfahrer (* 1957)
- 19. August: Heiner Kühner, Schweizer Organist und Cembalist (* 1943)
- 20. August: Rudolf Gellesch, deutscher Fußballspieler (* 1914)
- 20. August: Maurice Gendron, französischer Cellist (* 1920)
- 20. August: Werner Lansburgh, deutscher Schriftsteller und Publizist (* 1912)
- 21. August: Kurt Müller, deutscher Politiker (* 1903)
- 22. August: Julius Angerhausen, deutscher Weihbischof (* 1911)
- 22. August: Luigi Dadaglio, Kardinal der römisch-katholischen Kirche (* 1914)
- 23. August: Omero Tognon, italienischer Fußballspieler und -trainer (* 1924)
- 24. August: Sergei Dowlatow, russischer Schriftsteller (* 1941)
- 25. August: Morley Callaghan, kanadischer Schriftsteller (* 1903)
- 25. August: David Hampshire, britischer Automobilrennfahrer (* 1917)
- 26. August: Rudolf Marić, Schachmeister und Schachbuchautor aus Jugoslawien (* 1927)
- 27. August: Afonso Arinos de Melo Franco, brasilianischer Rechtsanwalt, Politiker, Historiker, Lehrer, Essayist und Kritiker (* 1905)
- 27. August: Stevie Ray Vaughan, US-amerikanischer Bluesmusiker (* 1954)
- 28. August: Richard Lauffen, deutscher Schauspieler (* 1907)
- 28. August: Willy Vandersteen, belgischer Comic-Künstler (* 1913)
- 29. August: Luigi Beccali, italienischer Leichtathlet und Olympiasieger (* 1907)
- 30. August: Adriano Chicco, italienischer Problemkomponist und Schachhistoriker (* 1907)

### September
- 02. September: Piet Stalmeier, niederländischer Komponist und Dirigent (* 1912)
- 02. September: Maria-Christine von Urach, deutsche Maschinenbau-Ingenieurin (* 1933)
- 03. September: Karl Mommer, deutscher Politiker (* 1910)
- 03. September: Mieczysław Fogg, polnischer Sänger (* 1901)
- 04. September: Turan Dursun, türkischer Religionskritiker und Bürgerrechtler (* 1934)
- 04. September: Irene Dunne, Theater- und Filmschauspielerin (* 1898)
- 05. September: Beppo Brem, deutscher Schauspieler (* 1906)
- 05. September: Jerry Iger, US-amerikanischer Cartoonist und Comiczeichner (* 1903)
- 06. September: Tom Fogerty, US-amerikanischer Musiker und Gitarrist (* 1941)
- 06. September: Fernando Valenti, US-amerikanischer Cembalist (* 1926)
- 07. September: Ahti Karjalainen, finnischer Politiker (* 1923)
- 07. September: Erich Kosiol, deutscher Professor für Betriebswirtschaft (* 1899)
- 09. September: Nicola Abbagnano, italienischer Philosoph (* 1901)

Samuel K. Doe

- 09. September: Samuel K. Doe, Präsident von Liberia (* 1951)
- 09. September: Alexander Wladimirowitsch Men, russischer Geistlicher und Dissident (* 1935)
- 11. September: Iris von Roten, Schweizer Juristin, Journalistin und Frauenrechtlerin (* 1917)
- 11. September: Frederick Fyvie Bruce, evangelikaler Theologe und Neutestamentler (* 1910)
- 12. September: Johannes Ernst Köhler, deutscher Organist, Kantor und Hochschullehrer (* 1910)
- 13. September: Bert De Cleyn, belgischer Fußballspieler (* 1917)
- 14. September: Denis Payot, Schweizer Rechtsanwalt (* 1942)
- 20. September: Siegfried Behrend, deutscher Gitarrist und Komponist (* 1933)
- 20. September: Otto Kellerhals, Schweizer Staatsbeamter (* 1901)
- 22. September: John A. Danaher, US-amerikanischer Politiker (* 1899)
- 24. September: Charles Wolf, französischer Automobilrennfahrer (* 1909)
- 26. September: Louis Bonne, französischer Automobilrennfahrer (* 1900)
- 26. September: Alberto Moravia, italienischer Schriftsteller (* 1907)
- 26. September: Lothar Collatz, deutscher Mathematiker (* 1910)
- 27. September: Larry O’Brien, US-amerikanischer Manager, dritter Commissioner der NBA (* 1917)
- 29. September: Volodymyr Malanczuk, ukrainischer Bischof (* 1904)
- 30. September: Rudolf Jahn, Ministerpräsident des Landes Brandenburg (1949–1952) (* 1906)
- 30. September: Michel Leiris, französischer Schriftsteller und Ethnologe (* 1901)
- 30. September: Rob Moroso, US-amerikanischer Automobilrennfahrer (* 1968)
- 30. September: Patrick White, australischer Literaturnobelpreisträger (* 1912)

### Oktober

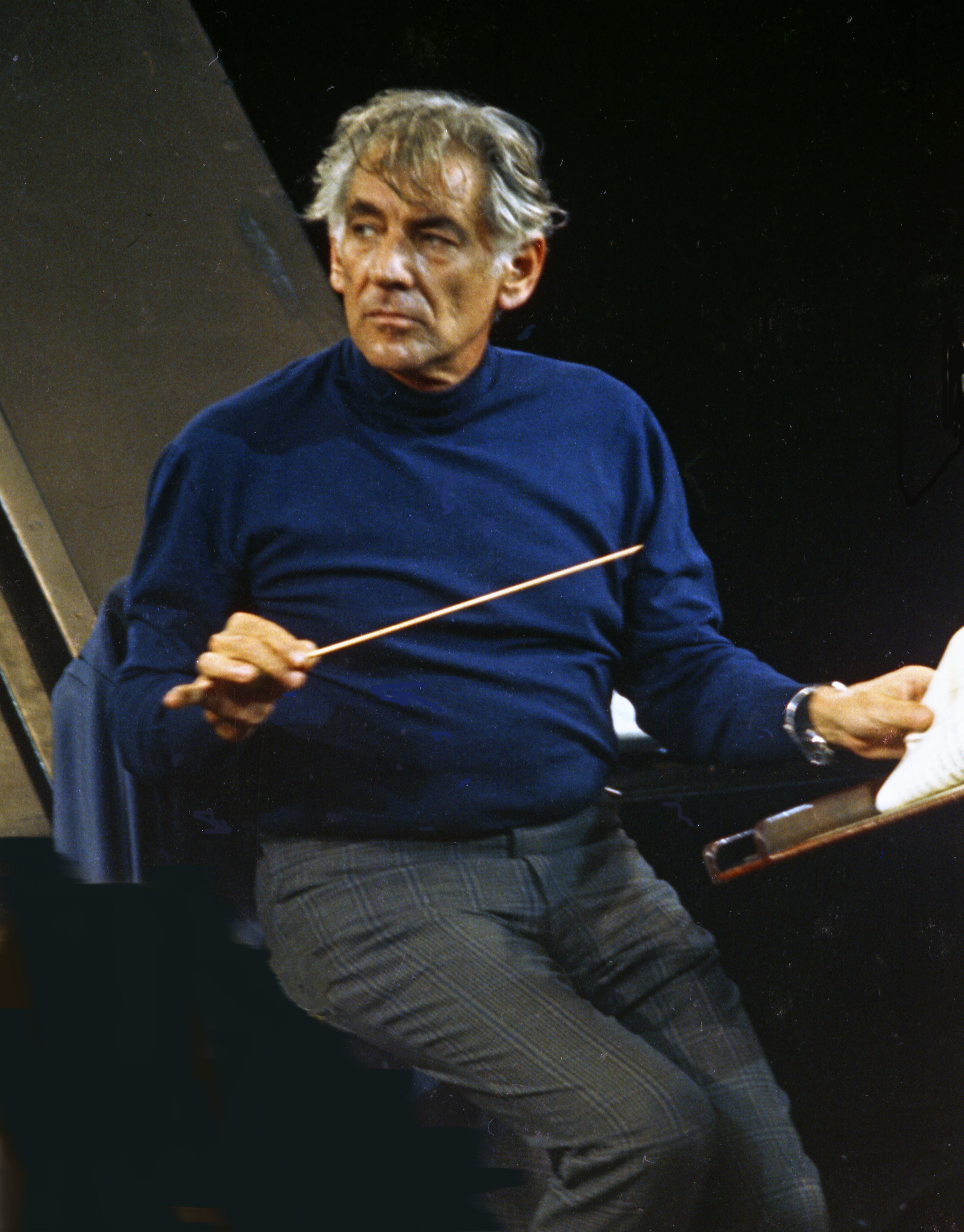
Leonard Bernstein († 14. Oktober)

- 01. Oktober: John Stewart Bell, irischer Physiker (* 1928)
- 01. Oktober: Andrzej Krzanowski, polnischer Komponist und Akkordeonist (* 1951)
- 02. Oktober: Peter Herman Adler, tschechisch-US-amerikanischer Dirigent (* 1899)
- 02. Oktober: Sophie Ehrhardt, russisch-deutsche Anthropologin (* 1902)
- 03. Oktober: Stefano Casiraghi, italienischer Unternehmer und Sportbootfahrer (* 1960)
- 04. Oktober: Erwin Bünning, deutscher Botaniker und Pflanzenphysiologe (* 1906)
- 06. Oktober: Juan José Arévalo, Präsident Guatemalas (* 1905)
- 07. Oktober: Raschid bin Said Al Maktum, Emir von Dubai (* 1912)
- 07. Oktober: Scott M. Matheson, US-amerikanischer Politiker (* 1929)
- 08. Oktober: Erika Keck, deutsche Kommunalpolitikerin der CDU (* 1900)
- 08. Oktober: B. J. Wilson, britischer Rockmusiker (* 1947)
- 09. Oktober: Clara Ege, deutsche Malerin, Bildhauerin und Seidenweberin (* 1897)
- 09. Oktober: Georges de Rham, Schweizer Mathematiker (* 1903)
- 10. Oktober: Franco Autori, US-amerikanischer Dirigent (* 1903)
- 10. Oktober: Emil Joseph Diemer, deutscher Schachspieler (* 1908)
- 10. Oktober: Carlos Thompson, argentinischer Schauspieler und Schriftsteller (* 1923)
- 12. Oktober: Nagai Tatsuo, japanischer Schriftsteller (* 1904)
- 13. Oktober: Lê Đức Thọ, vietnamesischer Politiker und Friedensnobelpreisträger (* 1911)
- 13. Oktober: Hans Freudenthal, deutscher Mathematiker (* 1905)
- 14. Oktober: Leonard Bernstein, US-amerikanischer Komponist und Dirigent (* 1918)
- 14. Oktober: Daniel Guilet, französisch-amerikanischer Geiger und Musikpädagoge russischer Herkunft (* 1899)
- 16. Oktober: Art Blakey, US-amerikanischer Schlagzeuger (* 1919)
- 16. Oktober: Jorge Bolet, US-amerikanisch-kubanischer Pianist (* 1914)
- 18. Oktober: Heinz Oskar Vetter, deutscher Gewerkschafter und Politiker (* 1917)
- 20. Oktober: Colette Audry, französische Schriftstellerin, Dramaturgin und Drehbuchautorin (* 1906)
- 20. Oktober: Joel McCrea, Schauspieler (* 1905)
- 21. Oktober: Jo Ann Kelly, britische Blues-Sängerin und Gitarristin (* 1944)
- 22. Oktober: Louis Althusser, französischer Philosoph (* 1918)
- 22. Oktober: Werner Jarowinsky, deutscher Politiker (* 1927)
- 24. Oktober: Hal C. Hillmann, deutsch-britischer Nationalökonom (* 1910)
- 24. Oktober: Kurt-Gerhard Klietmann, deutscher Ordenskundler (* 1910)
- 24. Oktober: Hugo Nünlist, Schweizer Höhlenforscher und Autor (* 1910)
- 24. Oktober: Ernst Zwilling, österreichischer Reiseschriftsteller (* 1904)
- 25. Oktober: Werner Bergmann, deutscher Kameramann (* 1921)
- 25. Oktober: Major Holley, US-amerikanischer Jazzbassist (* 1924)
- 26. Oktober: Robert Antelme, französischer Schriftsteller (* 1917)
- 27. Oktober: Xavier Cugat, spanisch-kubanischer Orchesterleiter (* 1900)
- 27. Oktober: Jacques Demy, französischer Filmregisseur (* 1931)
- 28. Oktober: Ernst Rudolf Huber, deutscher Staatsrechtler (* 1903)
- 28. Oktober: Gerhard Wacher, deutscher Politiker (* 1916)
- 28. Oktober: Sigrid Kressmann-Zschach, deutsche Architektin und Bauunternehmerin (* 1929)
- 29. Oktober: Lis Böhle, deutsche Mundartautorin (* 1901)
- 29. Oktober: Volker von Collande, deutscher Schauspieler, Drehbuchautor und Regisseur (* 1913)
- 29. Oktober: William French Smith, US-amerikanischer Jurist und Politiker (* 1917)
- 30. Oktober: Willy Jürissen, deutscher Fußballspieler (* 1912)

### November
- 02. November: Giovanni Battista Amico, italienischer Dokumentarfilmregisseur, Filmregisseur, Drehbuchautor und Kulturschaffender (* 1933)
- 02. November: Eliot Porter, US-amerikanischer Fotograf (* 1901)
- 03. November: Carlos Alberto Débole, argentinischer Dichter (* 1915)
- 03. November: Mary Martin, US-amerikanische Schauspielerin (* 1913)
- 05. November: Franz Jehan Leenhardt, französischer evangelischer Geistlicher und Hochschullehrer (* 1902)
- 07. November: Lawrence Durrell, britischer Schriftsteller (* 1912)
- 10. November: Ronnie Dyson, US-amerikanischer Popsänger (* 1950)
- 10. November: Valdemar Söderholm, schwedischer Komponist (* 1909)
- 11. November: Attilio Demaría, argentinisch-italienischer Fußballspieler und -trainer (* 1909)
- 11. November: Giannis Ritsos, griechischer Schriftsteller (* 1909)
- 12. November: Hans Jürgen Hundt, deutscher Archäologe für Frühgeschichte (* 1909)
- 12. November: Eve Arden, US-amerikanische Schauspielerin (* 1908)
- 13. November: Nico Haak, niederländischer Sänger (* 1939)
- 13. November: Hanuš Burger, Theater-, Film- und Fernseh-Regisseur, Buch- und Drehbuchautor (* 1909)
- 14. November: Horst Feistel, deutscher Kryptologe (* 1915)
- 16. November: Abraham Meister, deutscher evangelischer Theologe, Bibellehrer und Bibelübersetzer (* 1901)
- 17. November: Robert Hofstadter, US-amerikanischer Physiker, Nobelpreisträger (* 1915)
- 17. November: Herbert B. Maw, US-amerikanischer Politiker (* 1893)
- 18. November: Wolfgang Büttner, deutscher Schauspieler (* 1912)
- 19. November: Felix Lützkendorf, deutscher Drehbuchautor (* 1906)
- 20. November: Herbert Kegel, deutscher Dirigent (* 1920)
- 23. November: Roald Dahl, walisischer Schriftsteller (* 1916)
- 24. November: Helga Feddersen, deutsche Schauspielerin (* 1930)
- 24. November: Arnold Marquis, deutscher Schauspieler und Synchronsprecher (* 1921)
- 24. November: Marion Post Wolcott, US-amerikanische Fotografin (* 1910)
- 26. November: Ludwig von Moos, Schweizer Politiker (CVP) (* 1910)
- 28. November: Władysław Rubin, Weihbischof in Gnesen und Kardinal (* 1917)
- 28. November: Paco Godia, spanischer Automobilrennfahrer (* 1921)
- 29. November: Oskar Rudolf Schlag, deutsches Medium, Psychotherapeut, Schriftsteller und Esoterikasammler (* 1907)
- 30. November: Fritz Barzilauskas, US-amerikanischer American-Football-Spieler (* 1920)
- 30. November: Hilde Spiel, Journalistin und Schriftstellerin (* 1911)

### Dezember
- 01. Dezember: Octavio Antonio Beras Rojas, Erzbischof von Santo Domingo und Kardinal (* 1906)
- 01. Dezember: Sergio Corbucci, italienischer Filmregisseur (* 1927)
- 01. Dezember: Vijaya Lakshmi Pandit, indische Politikerin und UNO-Diplomatin (* 1900)
- 01. Dezember: Rudolf Signer, Schweizer Chemiker (* 1903)
- 02. Dezember: Robert Cummings, US-amerikanischer Filmschauspieler (* 1908)
- 02. Dezember: Aaron Copland, US-amerikanischer Komponist (* 1900)
- 05. Dezember: Emerson Meyers, US-amerikanischer Komponist, Pianist und Musikpädagoge (* 1910)
- 06. Dezember: Tunku Abdul Rahman, malayischer Politiker (* 1903)
- 07. Dezember: Reinaldo Arenas, schwuler kubanischer Schriftsteller (* 1943)
- 07. Dezember: Joan Bennett, US-amerikanische Schauspielerin (* 1910)
- 07. Dezember: Horst Bienek, deutscher Schriftsteller (* 1930)
- 07. Dezember: Dee Clark, US-amerikanischer R&B-Sänger und Songwriter (* 1938)
- 07. Dezember: Peter Mieg, Schweizer Komponist, Maler und Publizist (* 1906)
- 08. Dezember: Martin Ritt, US-amerikanischer Filmregisseur (* 1914)
- 08. Dezember: Deane C. Davis, US-amerikanischer Politiker (* 1900)
- 09. Dezember: Anton Bossi Fedrigotti, österreichischer Autor (* 1901)
- 09. Dezember: Edmond Jeanneret, Schweizer evangelischer Geistlicher und Dichter (* 1914)
- 10. Dezember: Tsuchiya Bunmei, japanischer Lyriker (* 1890)
- 12. Dezember: Andrea Schorta, Schweizer Romanist (* 1905)
- 13. Dezember: Alice Marble, US-amerikanische Tennisspielerin (* 1913)

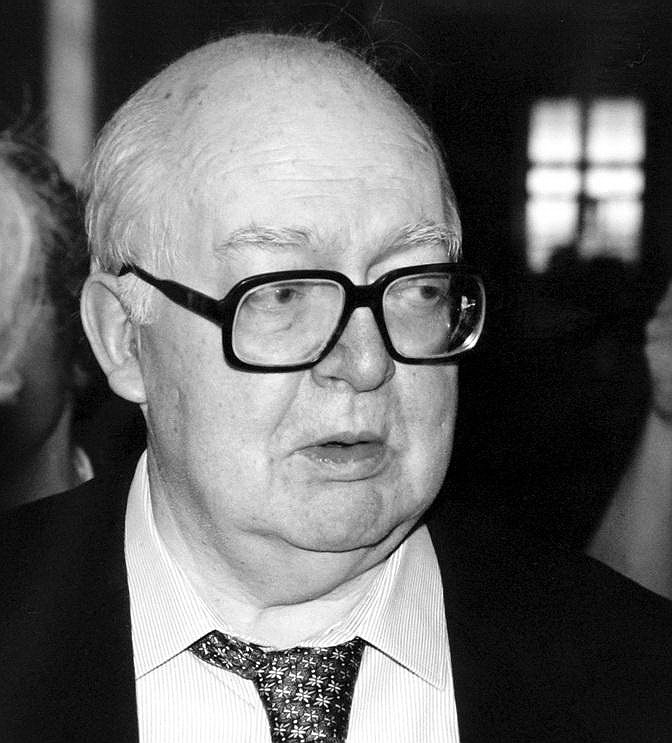
Friedrich Dürrenmatt († 14. Dezember)

- 14. Dezember: Friedrich Dürrenmatt, Schweizer Schriftsteller, Dramatiker und Maler (* 1921)
- 14. Dezember: Francisco Gabilondo Soler, mexikanischer Autor, Komponist und Interpret von Kinderliedern (* 1907)
- 14. Dezember: Johannes Fürst von Thurn und Taxis, deutscher Adliger, Großgrundbesitzer und Unternehmer (* 1926)
- 15. Dezember: Julio Gutiérrez, kubanischer Komponist, Dirigent und Pianist (* 1918)
- 15. Dezember: Walther Hans Reinboth, Harzer Maler und Dichter (* 1899)
- 16. Dezember: Marc Augier, französischer Schriftsteller, Abenteurer und Alpinist (* 1908)
- 18. Dezember: Paul Tortelier, französischer Cellist (* 1914)
- 19. Dezember: Norbert Dufourcq, französischer Musikhistoriker und Organist (* 1904)
- 21. Dezember: Sigurd Anderson, US-amerikanischer Politiker (* 1904)
- 21. Dezember: Anne-Marie Barat, französische Organistin (* 1948)
- 21. Dezember: Magda Julin, schwedische Eiskunstläuferin (* 1894)
- 21. Dezember: Iwan Ljudwigowitsch Knunjanz, sowjetischer Chemiker (* 1906)
- 22. Dezember: Bernard Addison, US-amerikanischer Jazz-Gitarrist und Banjo-Spieler (* 1905)
- 23. Dezember: Pierre Gripari, französischer Schriftsteller (* 1925)
- 24. Dezember: Thorbjørn Egner, norwegischer Kinderbuchautor (* 1912)
- 24. Dezember: Friedrich Luft, deutscher Theaterkritiker (* 1911)
- 25. Dezember: John Stuart Anderson, britischer Chemiker (* 1908)
- 27. Dezember: Əbülfət Əliyev, aserbaidschanischer Mugham- und Opernsänger (* 1930)
- 31. Dezember: Armand Hiebner, Schweizer Musikkritiker und Chorleiter (* 1898)
- Dezember: Walter Burle Marx, brasilianischer Komponist, Pianist und Dirigent (* 1902)

### Tag unbekannt
- Irmgard Mastaglio-Behrendt, deutsche Malerin (* 1905)
- Oscar Muñoz Bouffartique, kubanischer Komponist, Songwriter, Geiger, Pianist und Bandleader (* 1904)
- Cécile Chabot, kanadische Schriftstellerin und Illustratorin (* 1907)
- Esther Fahmy Wissa, ägyptische Frauenrechtlerin (* 1895)

## Wissenschaftspreise

### Nobelpreise
- Physik: Jerome I. Friedman, Henry W. Kendall und Richard E. Taylor
- Chemie: Elias James Corey Jr.
- Medizin: Joseph E. Murray und E. Donnall Thomas
- Literatur: Octavio Paz
- Friedensnobelpreis: Michail Gorbatschow
- Wirtschaftswissenschaft: Harry M. Markowitz, Merton H. Miller und William F. Sharpe

### Fields-Preis
- Vladimir Drinfeld, für Beiträge zum Langlands-Programm, Entdeckung der Quantengruppen, Deformationen von zu Hopf-Algebren abstrahierten Lie-Gruppen ähnlich der Deformation der klassischen Mechanik zur Quantenmechanik (Zahlentheorie, Theorie algebraischer Gruppen, Lie-Theorie).
- Vaughan F. R. Jones, für die Entdeckung neuer Knoteninvarianten bei der Untersuchung bestimmter Von-Neumann-Algebren einschließlich Beweis eines Indexsatzes (Topologie, Theorie der Operatoralgebren).
- Shigefumi Mori, für den Beweis der Hartshorne-Vermutung, Arbeiten zur Klassifikation dreidimensionaler algebraischer Varietäten (Algebraische Geometrie).
- Edward Witten, für den einfacheren Beweis des Positive-Energie-Theorems in der allgemeinen Relativitätstheorie mit Hilfe von Supersymmetrie, Verbindung Supersymmetrie mit Morsetheorie, Entdeckung topologischer Quantenfeldtheorien (Mathematische Physik).

### Turing Award
- Fernando José Corbató, für das Konzept und die Koordination der Entwicklung des Compatible Time-Sharing System und Multics (das viele wichtige Konzepte und Techniken einführte und viele spätere Systeme beeinflusste).